# Godło i barwa lotnictwa Wojska Polskiego w II Rzeczypospolitej
Godło i barwa lotnictwa Wojska Polskiego w II Rzeczypospolitej – oznakowanie samolotów Wojska Polskiego w II Rzeczypospolitej.

## Zasady malowania godeł na samolotach
W 1927 została w zasadzie zakończona reorganizacja lotnictwa. Wprowadzono nowe oznaczenie samolotów należących do poszczególnych eskadr i pułków. System oznakowania polegał na przyporządkowaniu danemu pułkowi lotniczemu odpowiedniego zestawu kolorystycznego godła, a samo godło miało oznaczać przynależność do eskadry. Godłami były proste elementy geometryczne malowane na polu. Tło miało standardowy wymiar 50 x 50 cm i było obwiedzione obwódką w kolorze godła. Godła były malowane na kadłubach samolotów pomiędzy płatem, a statecznikiem pionowym.

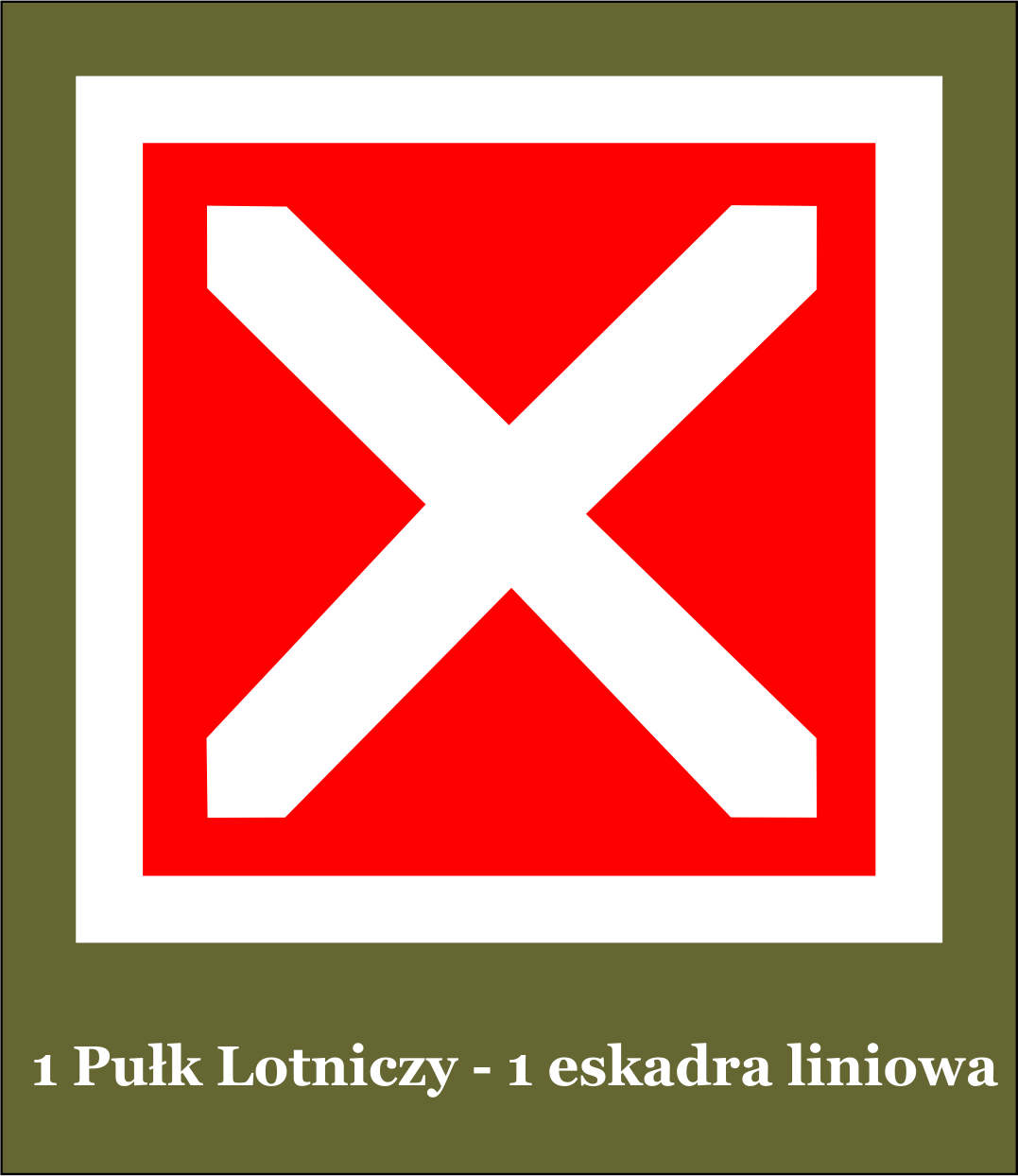
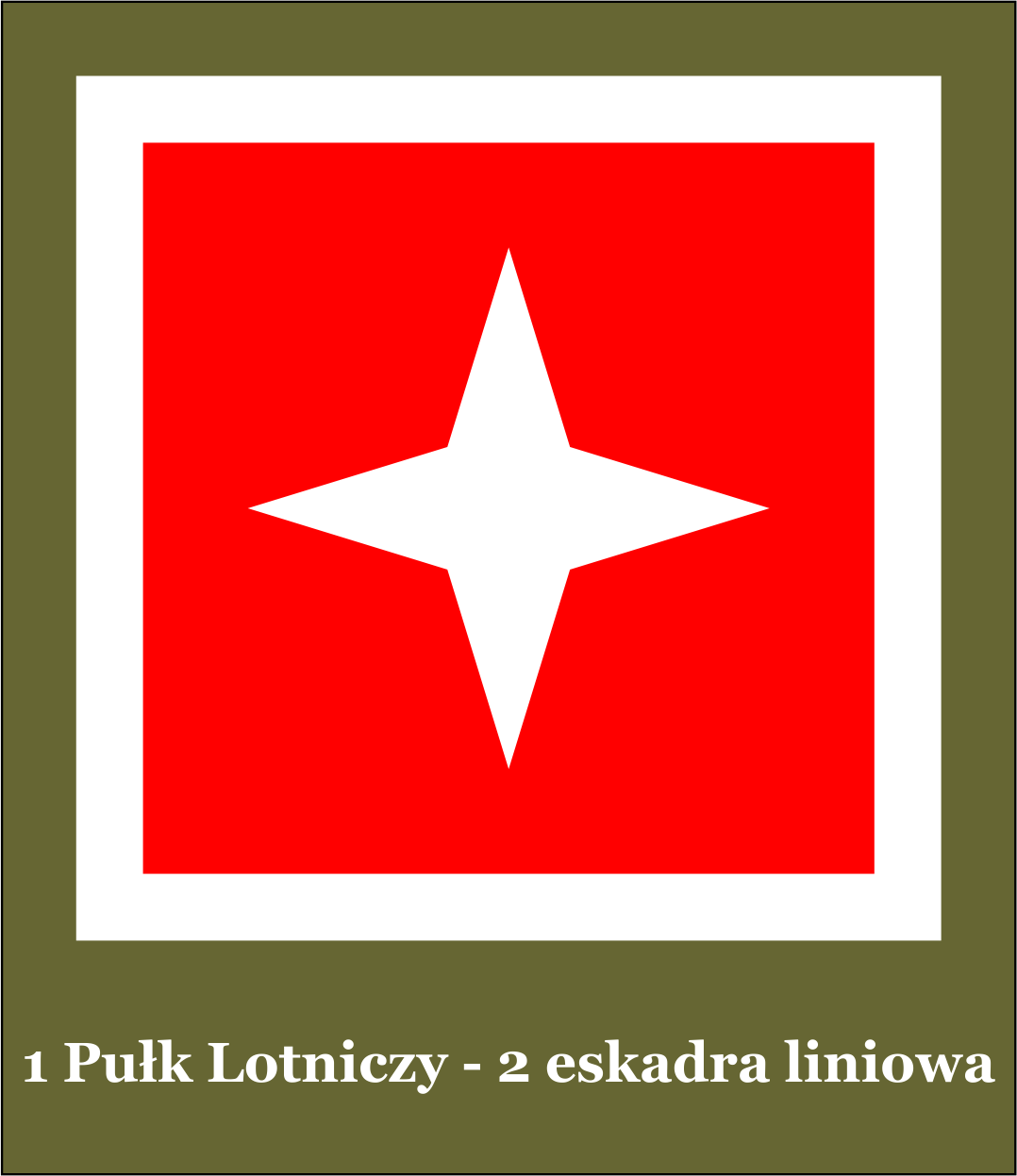
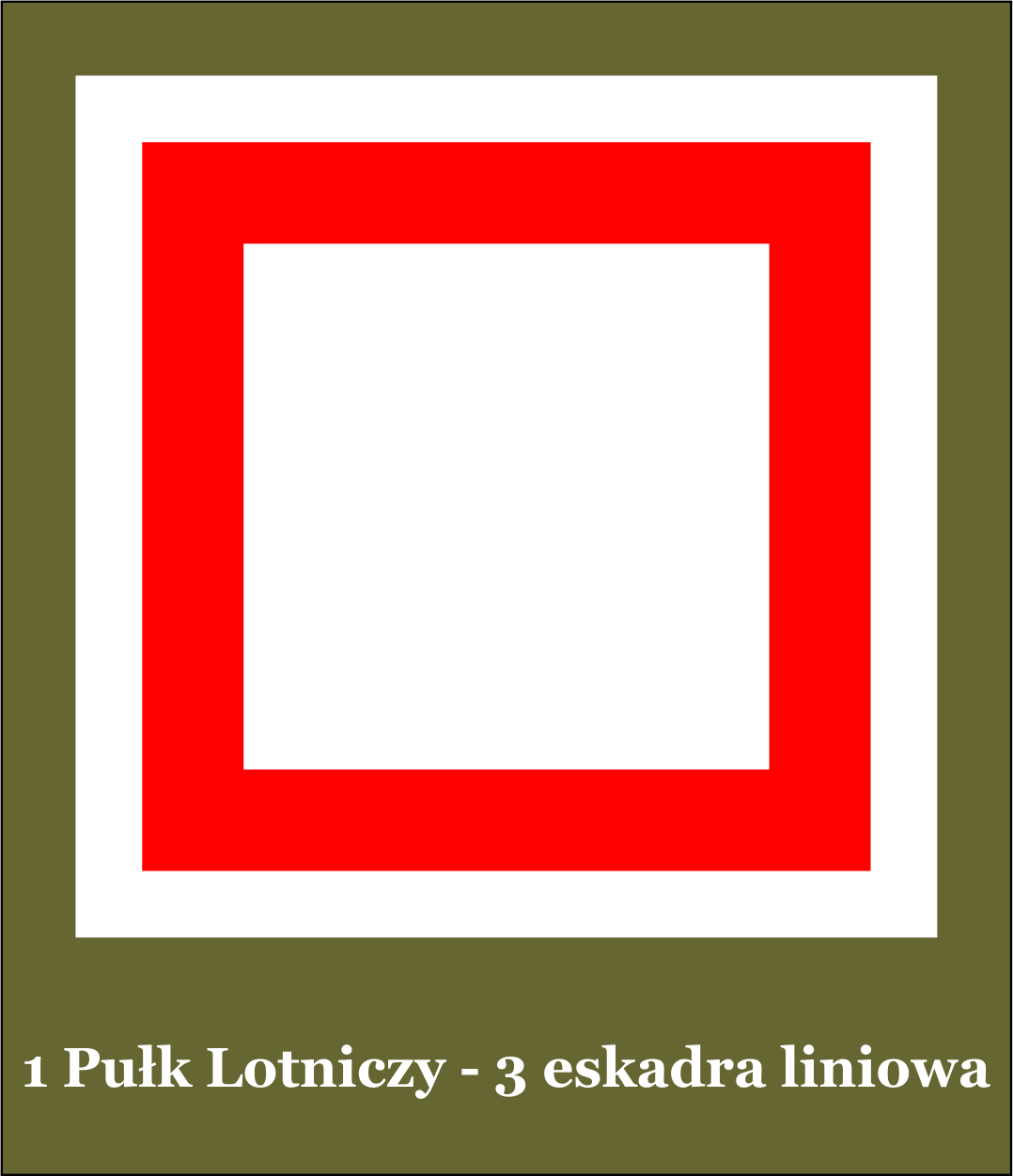
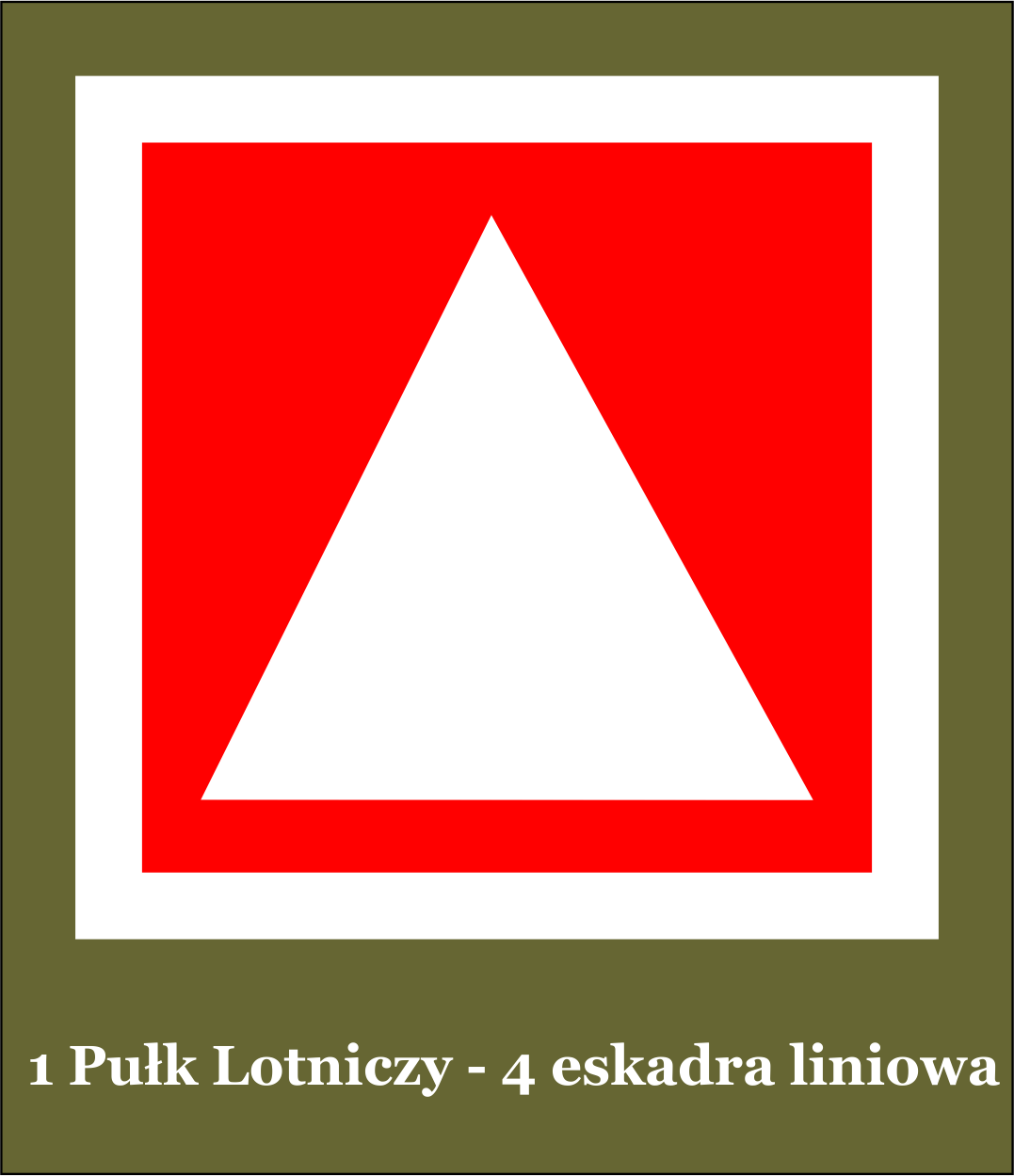
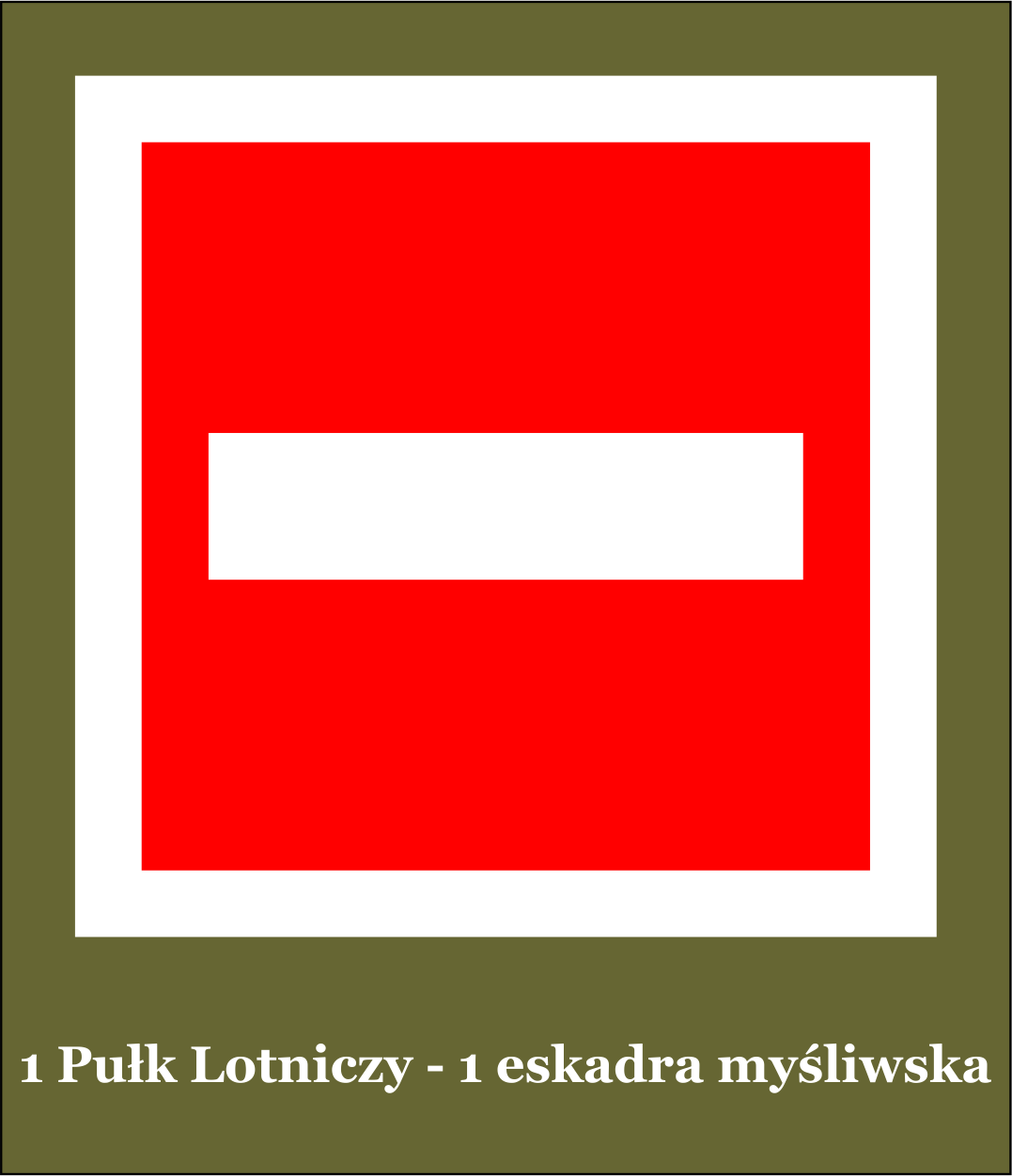
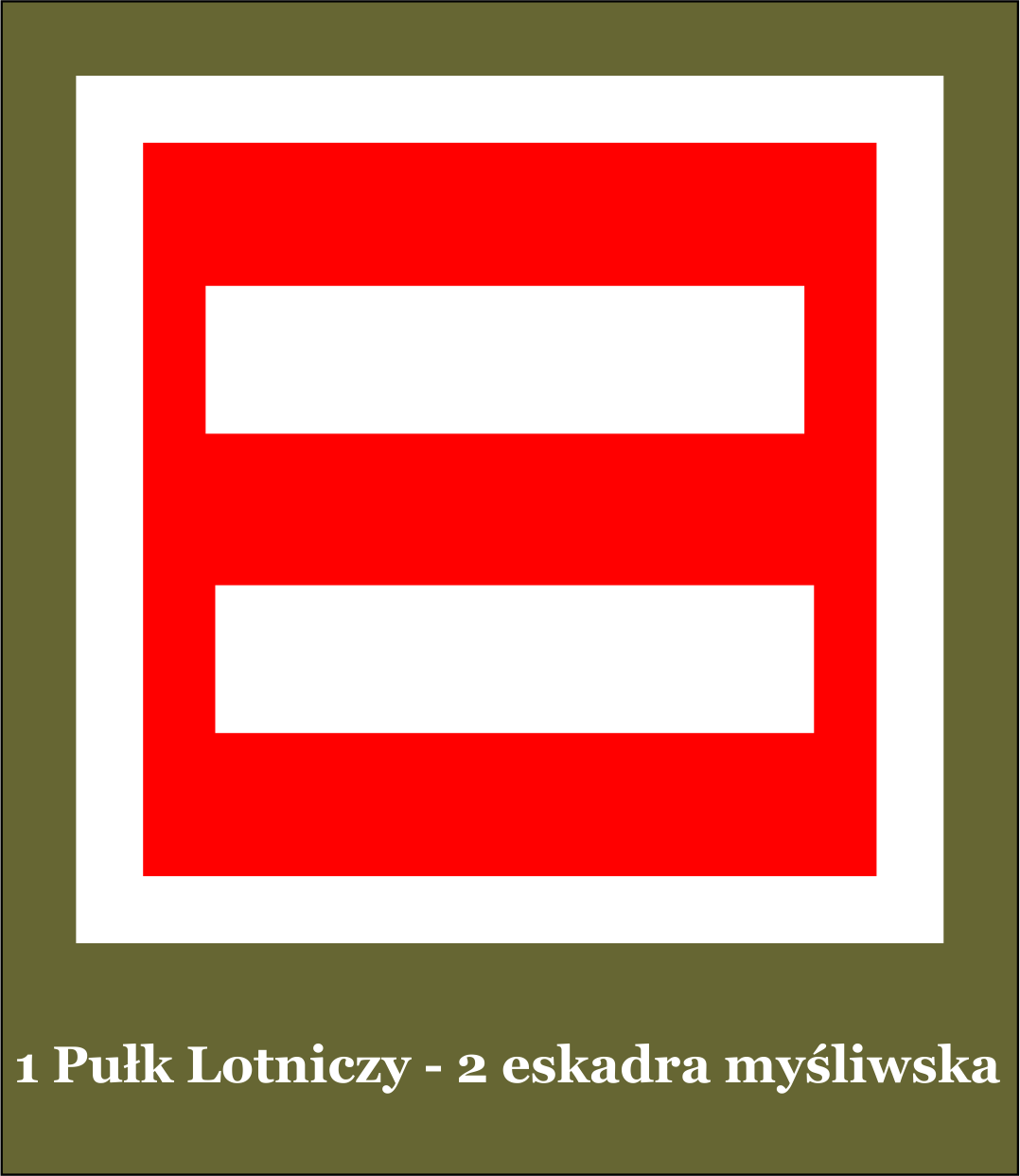
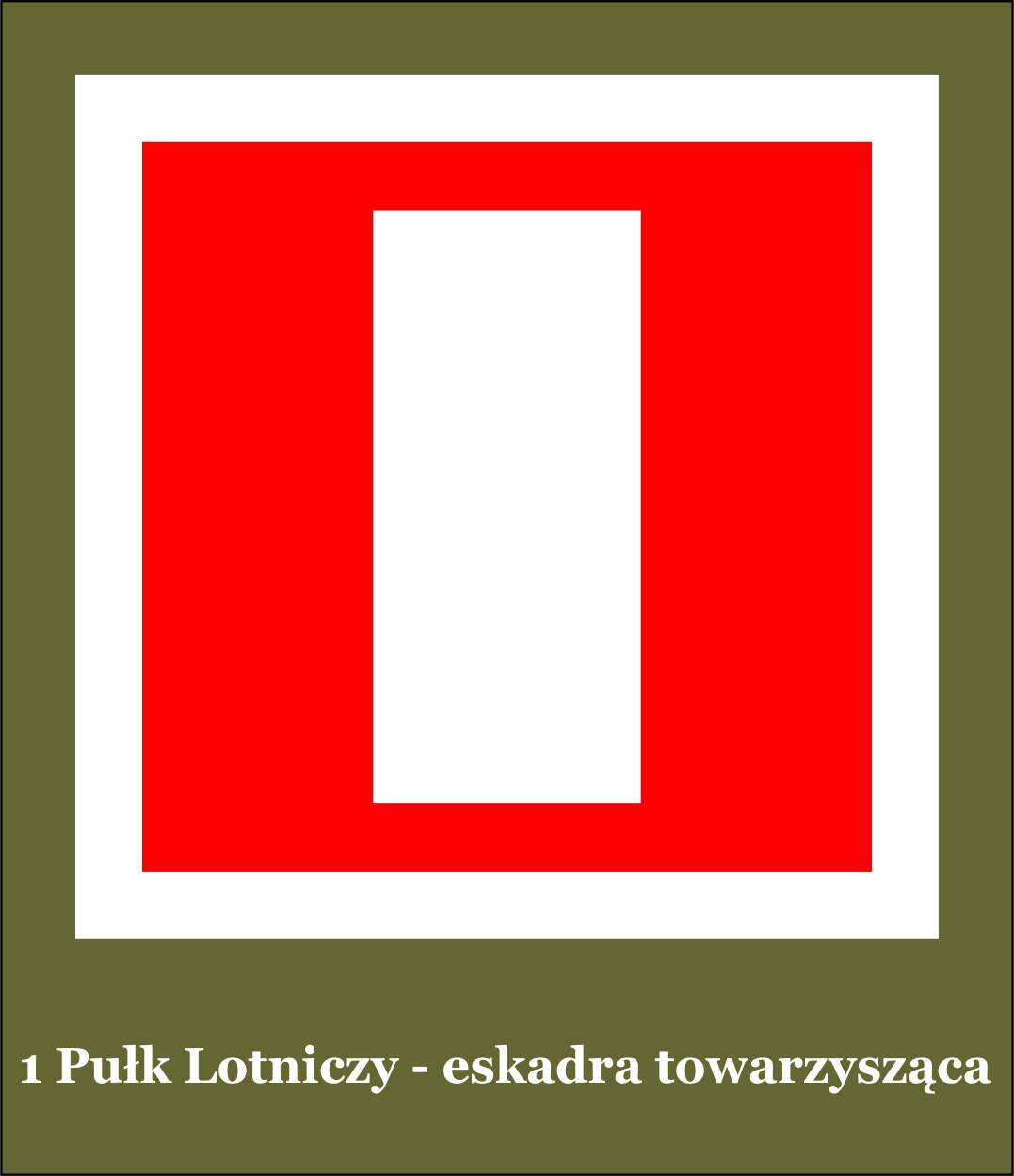

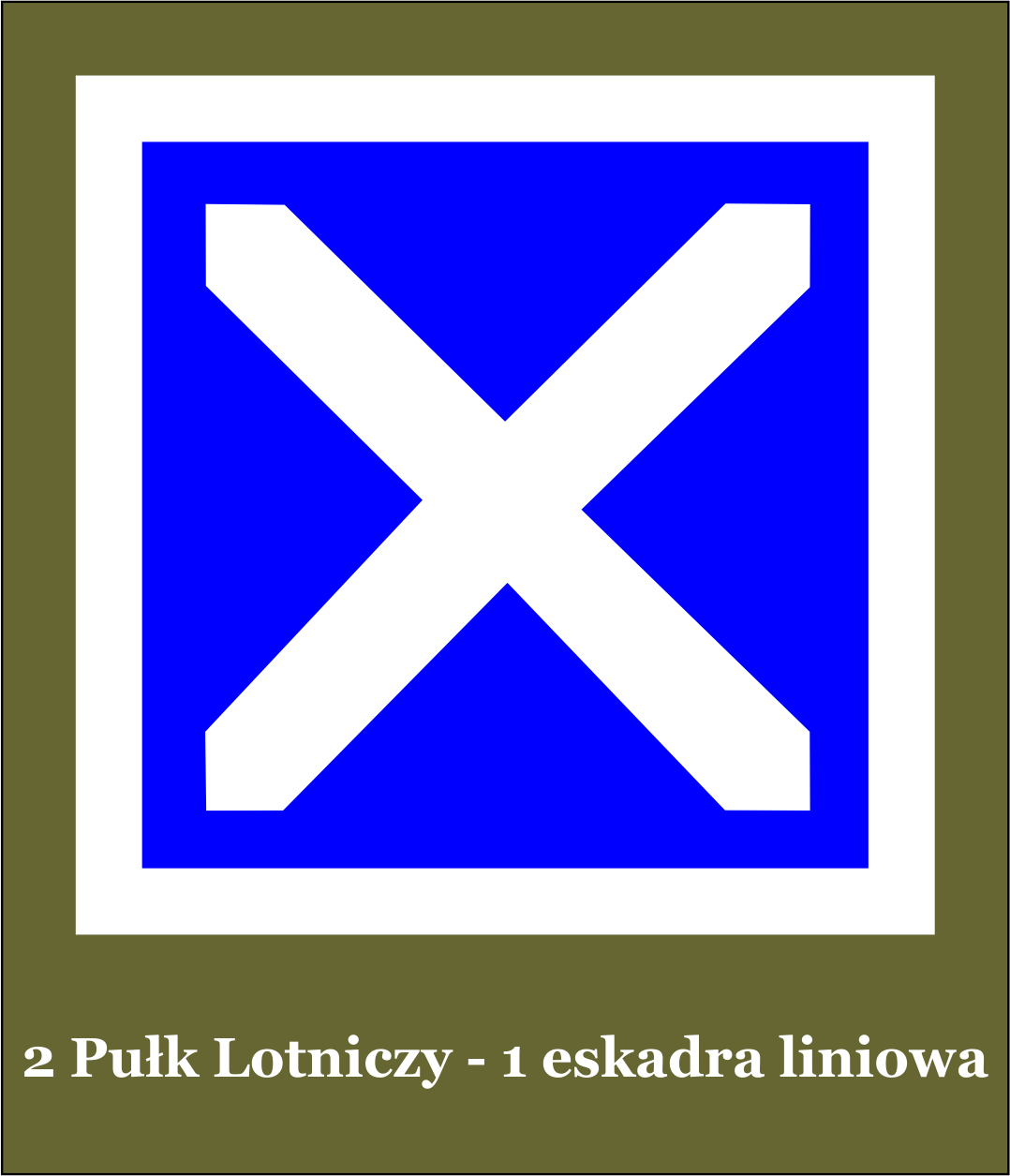
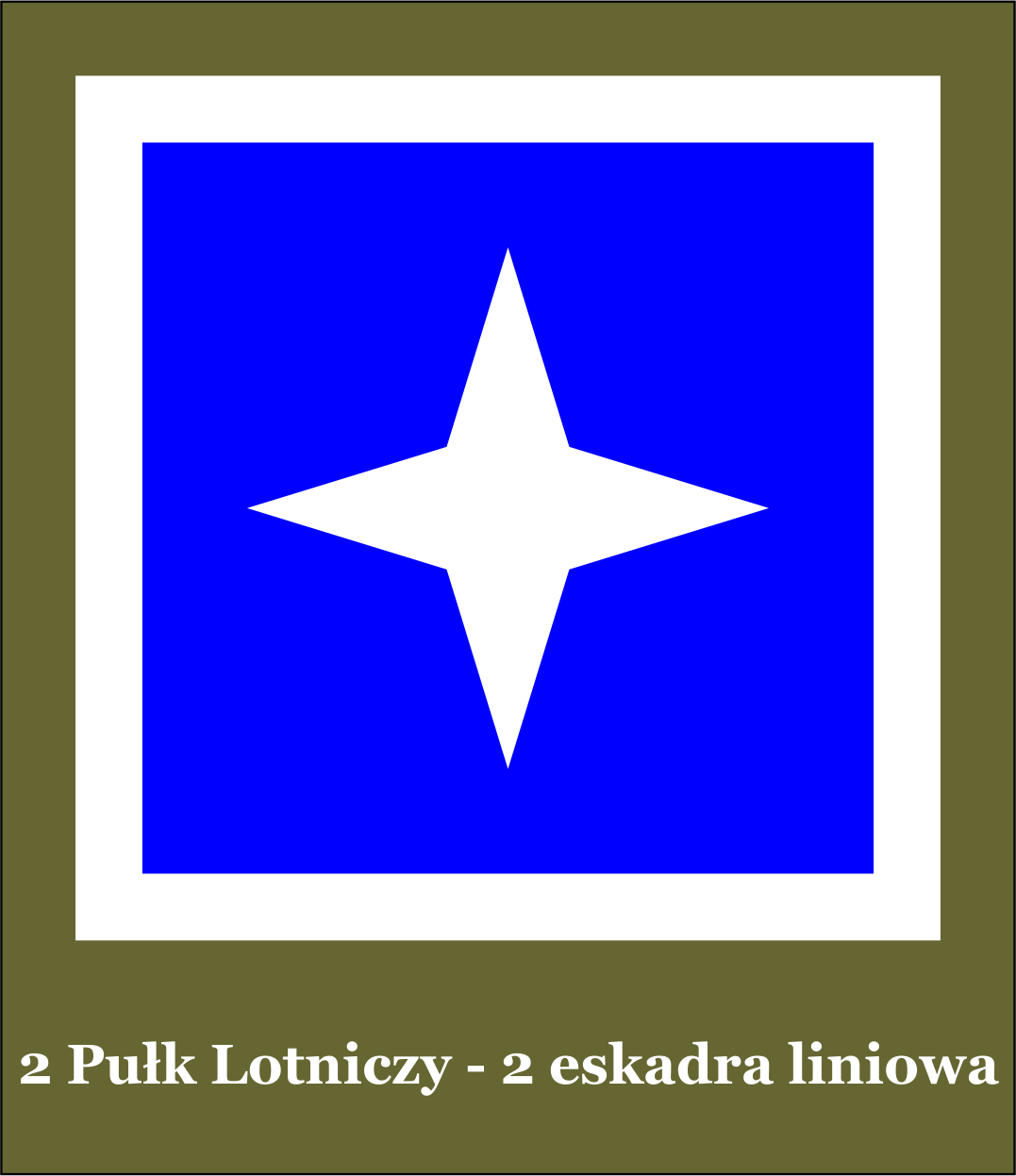
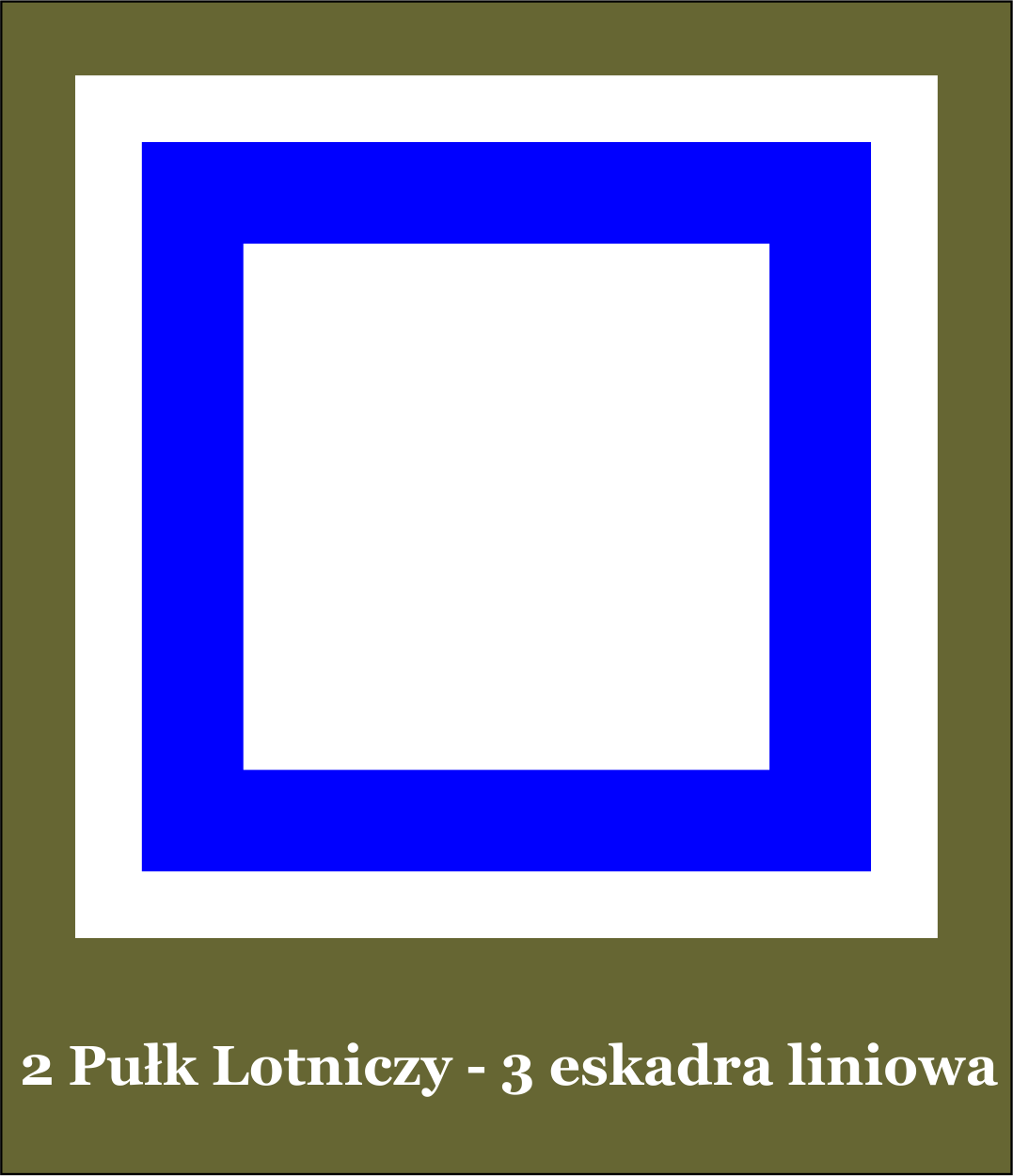
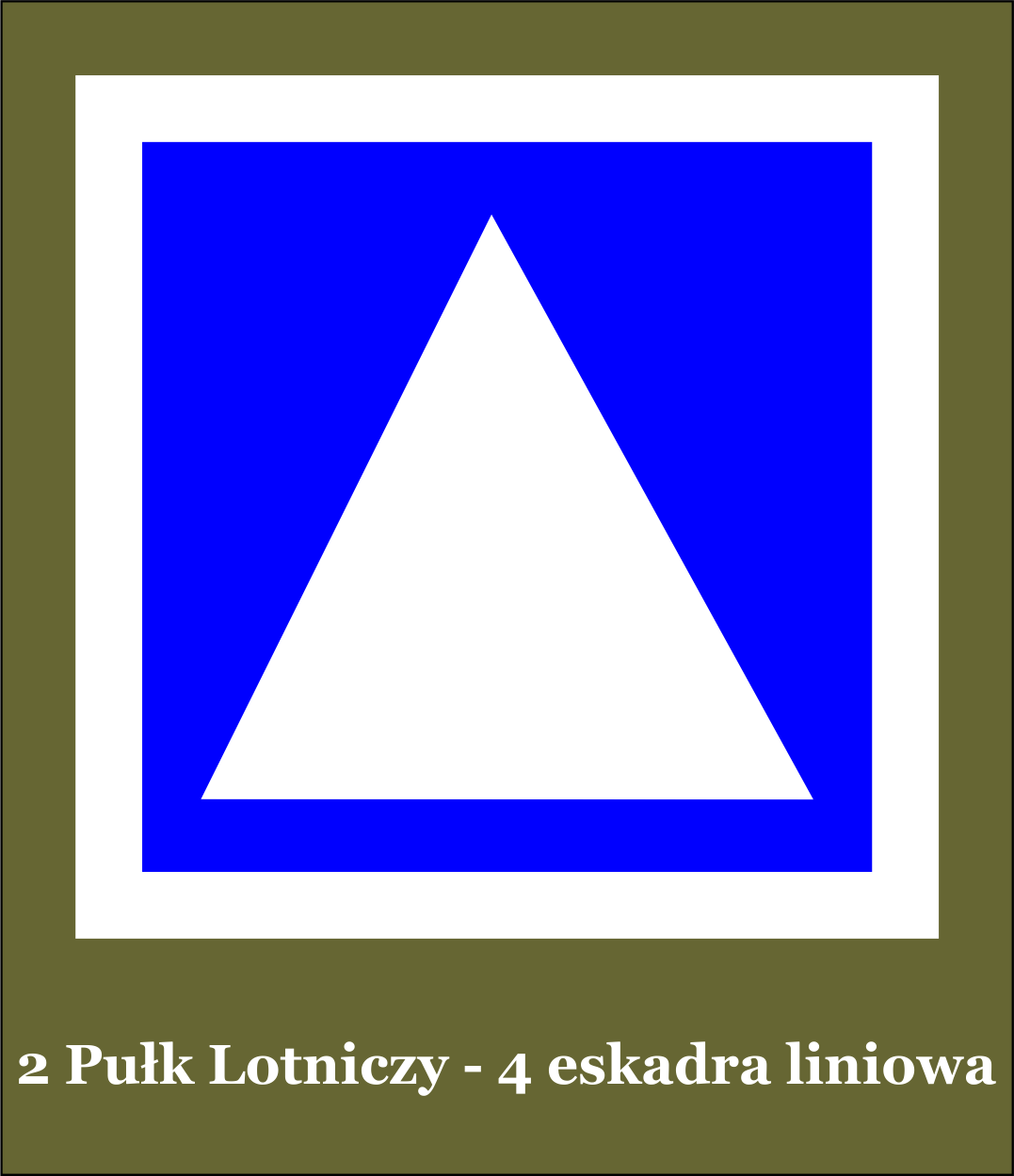
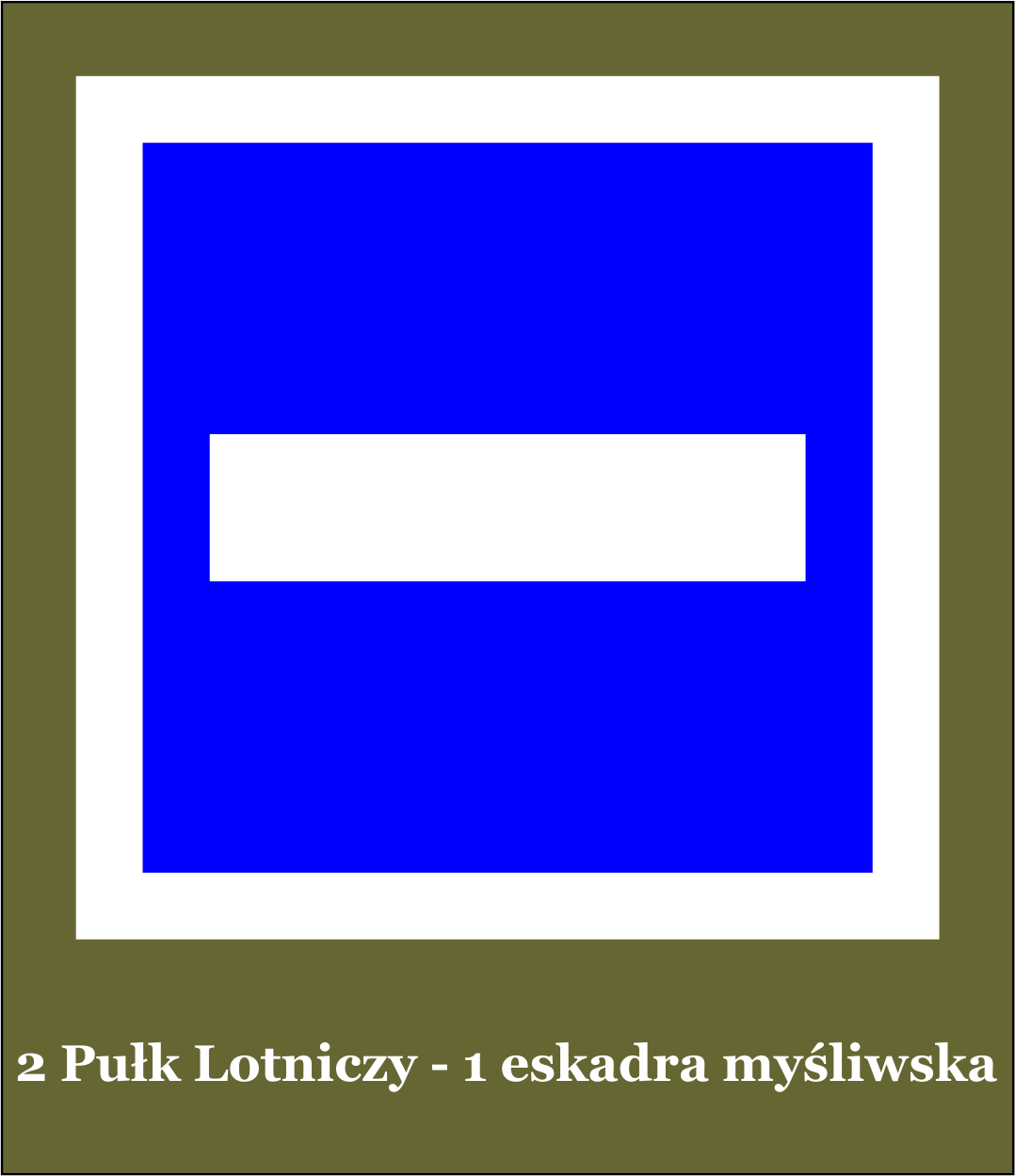
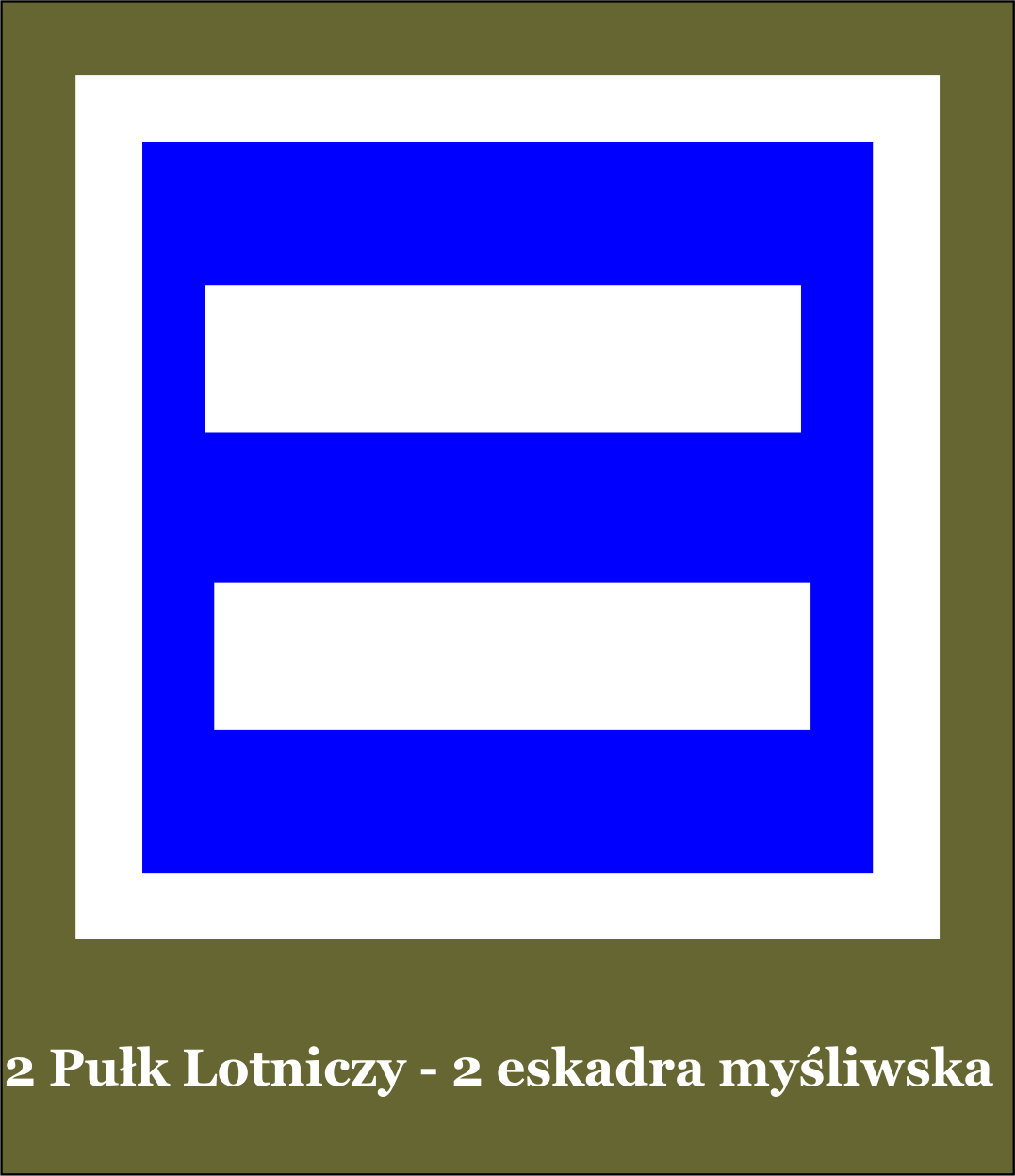
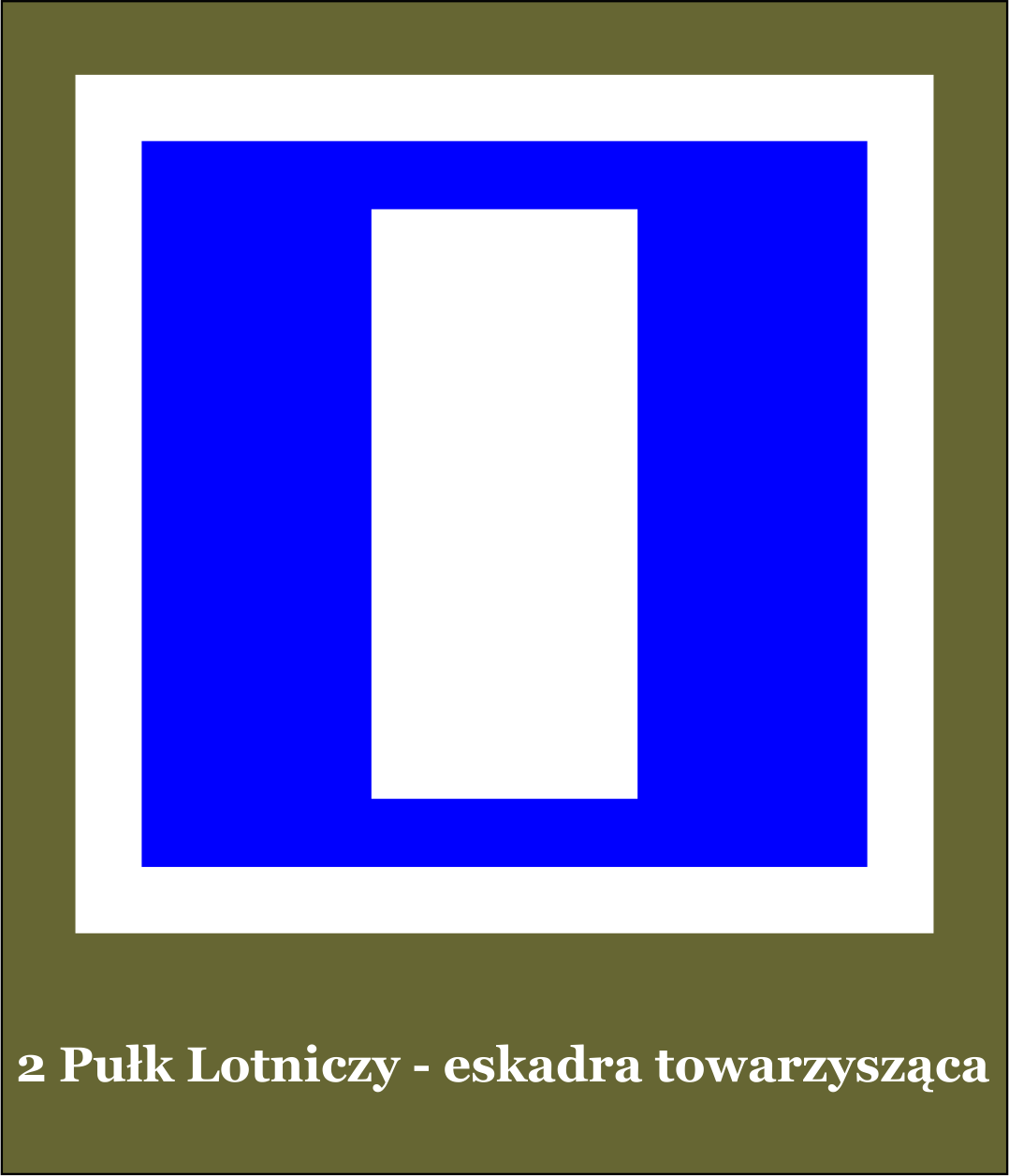

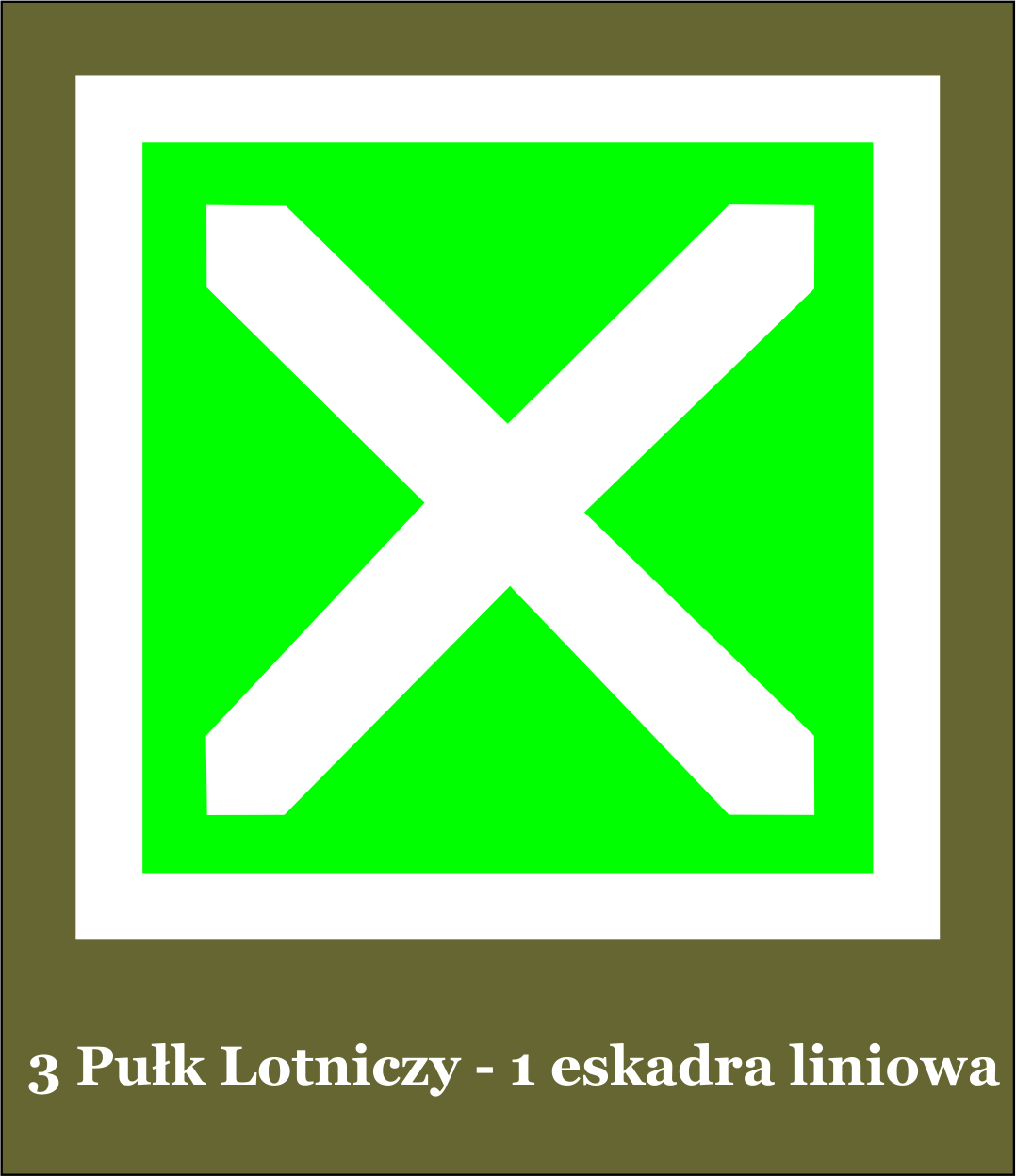
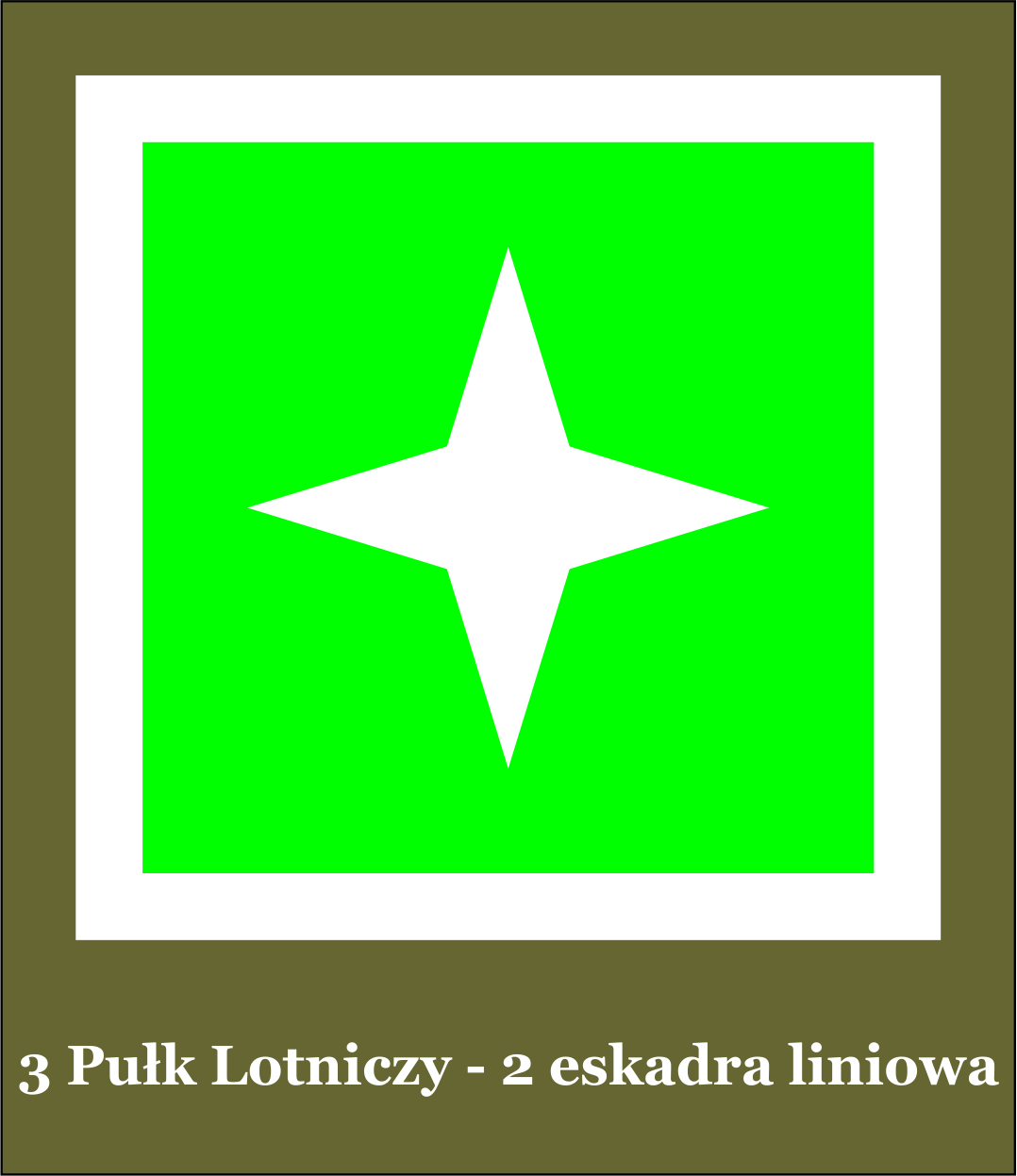
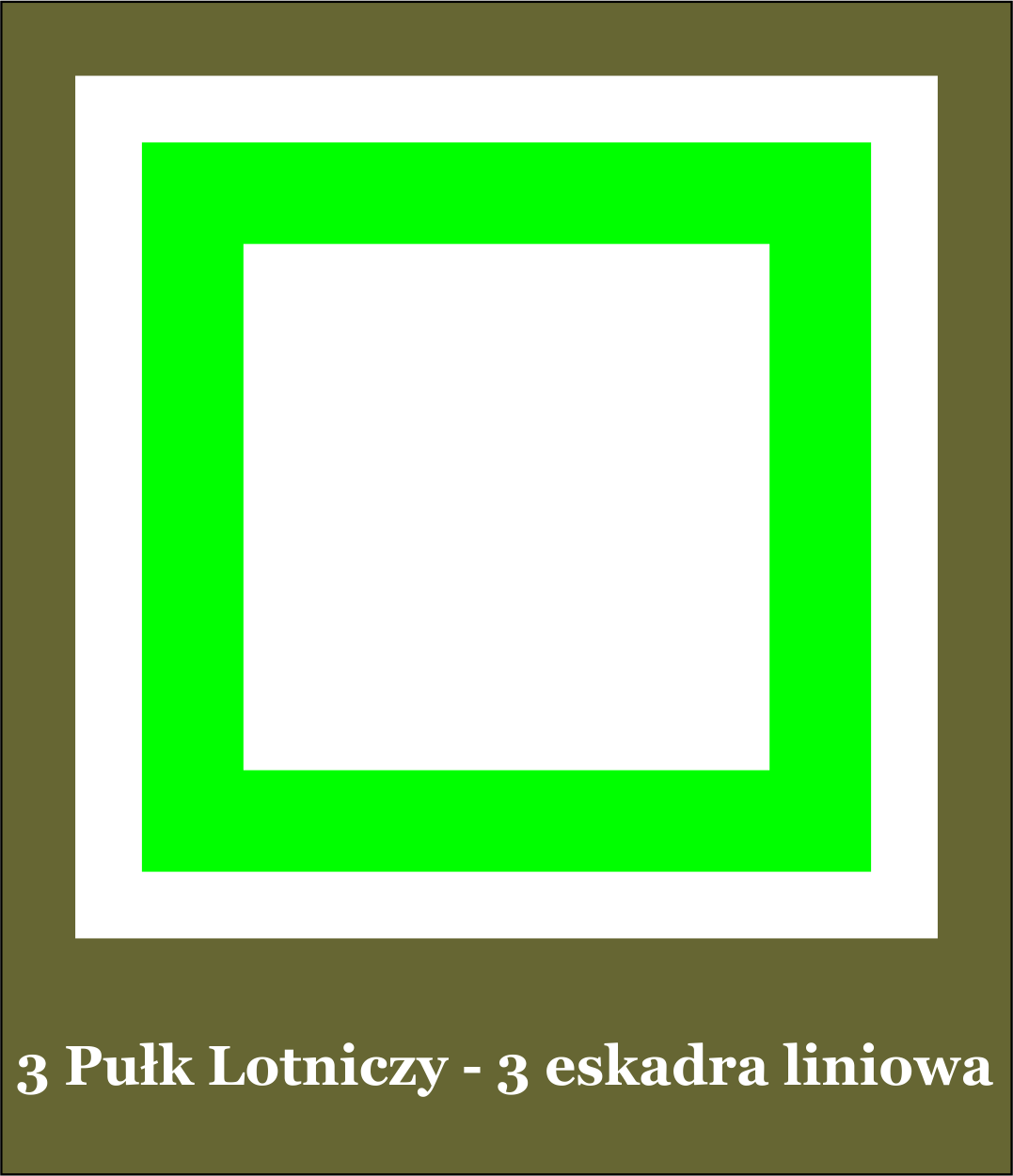
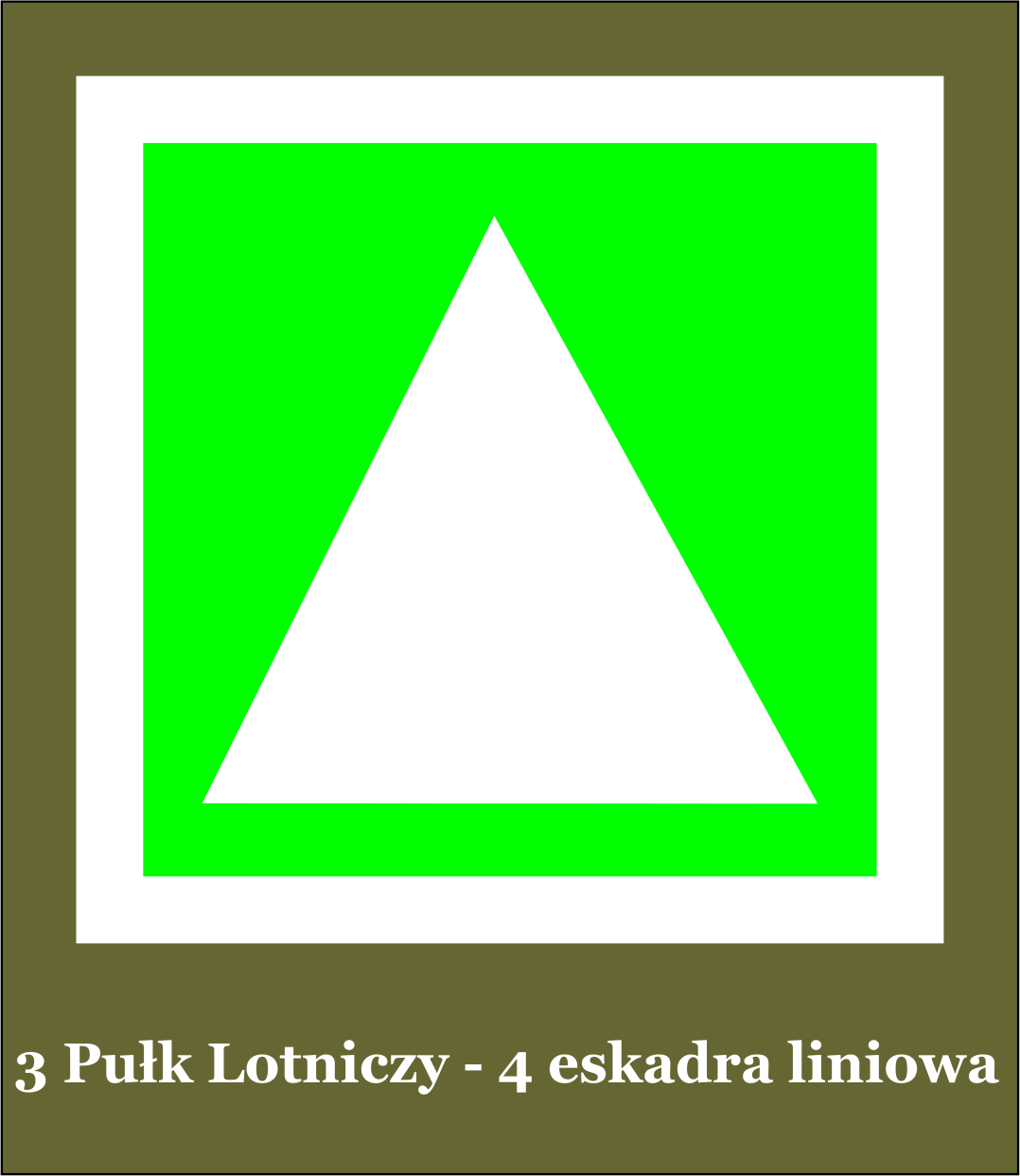
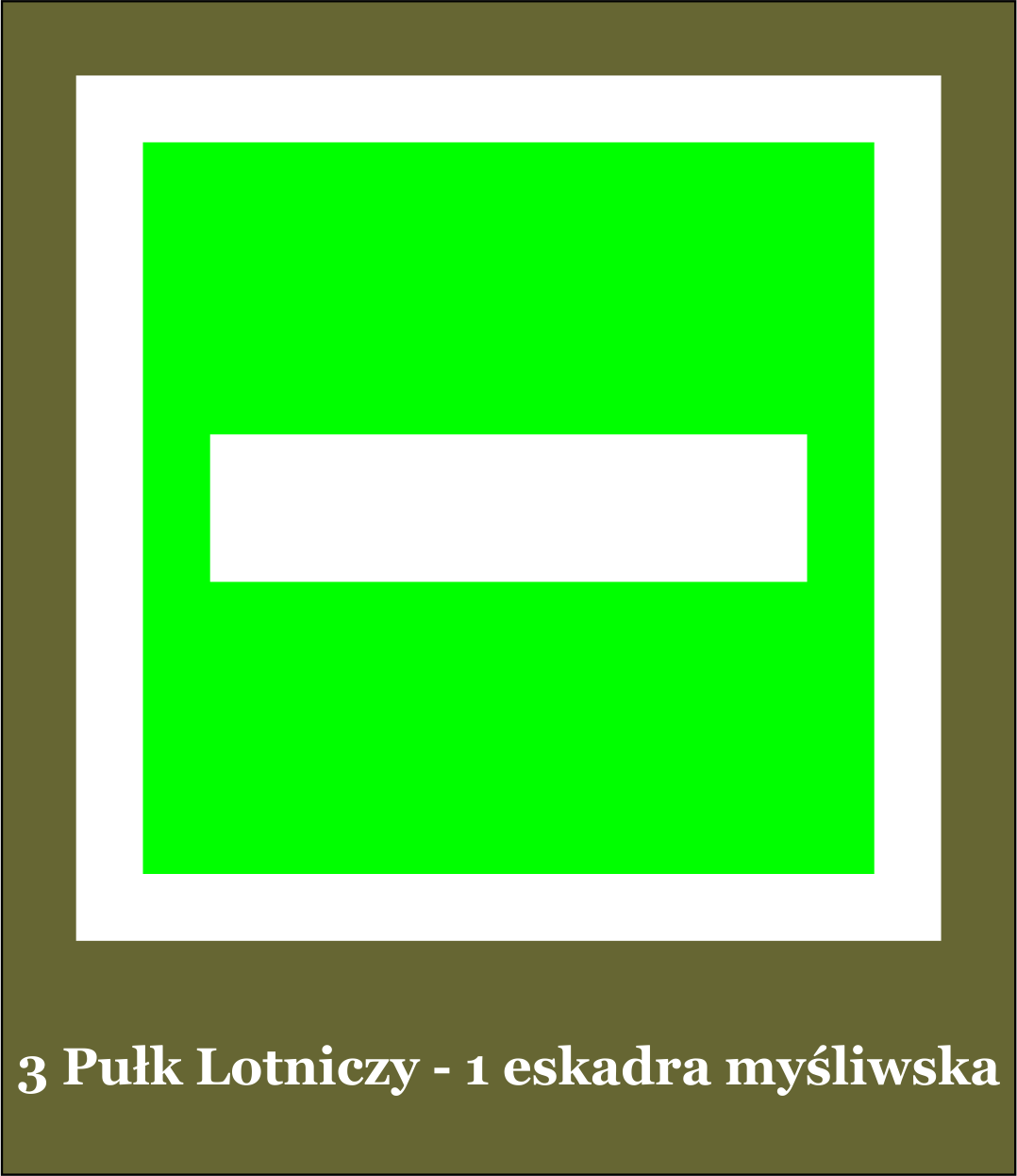
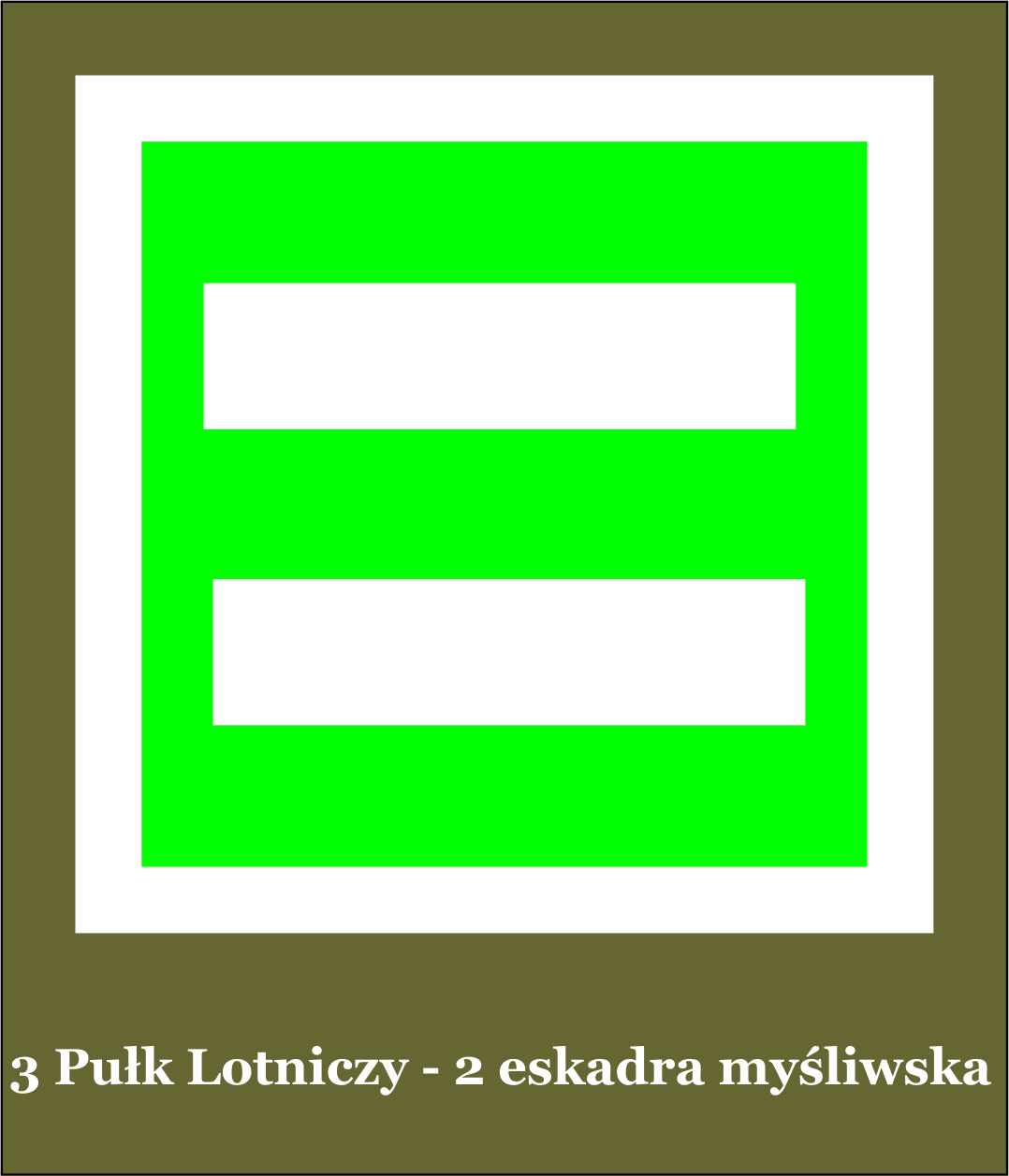
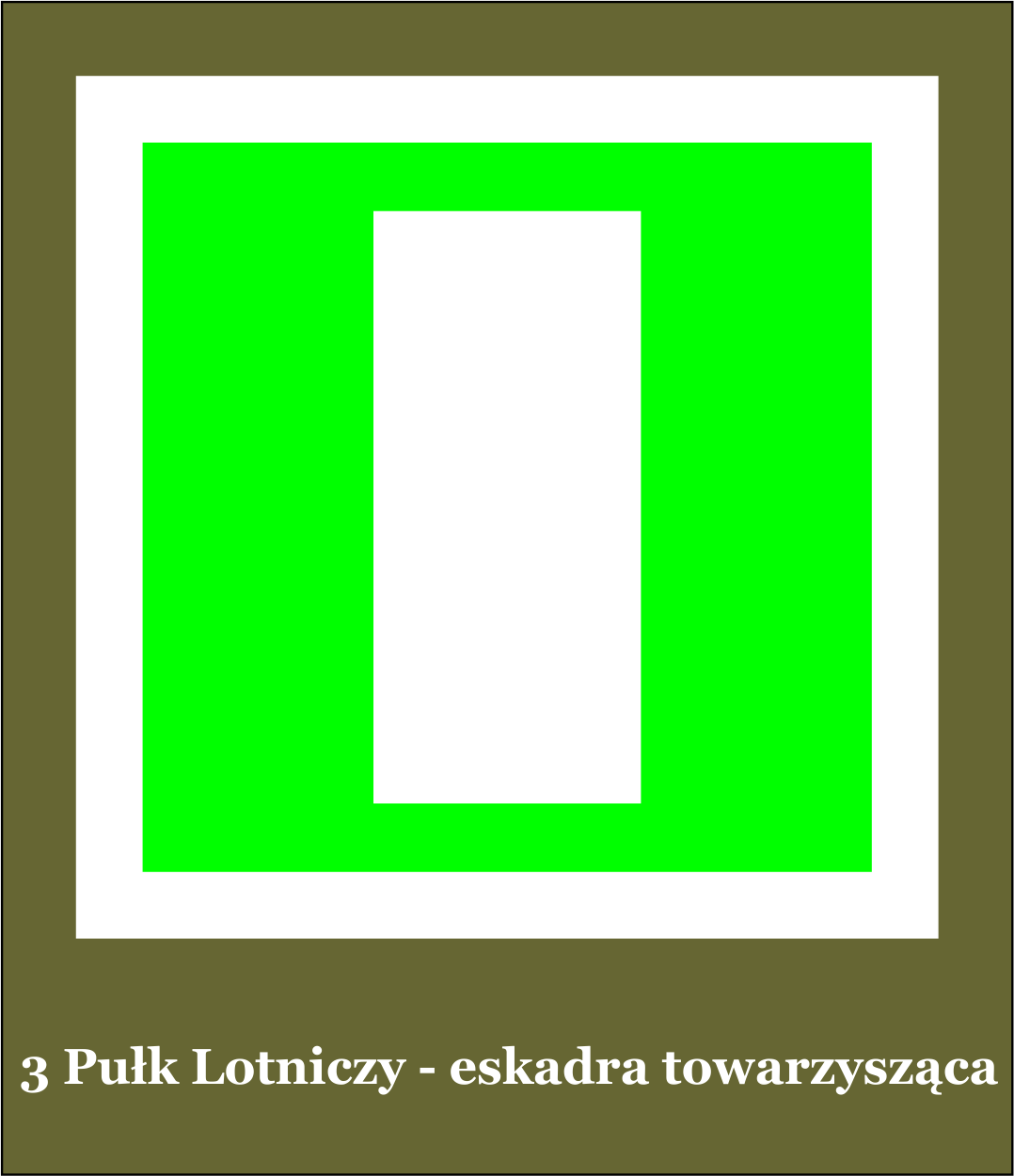

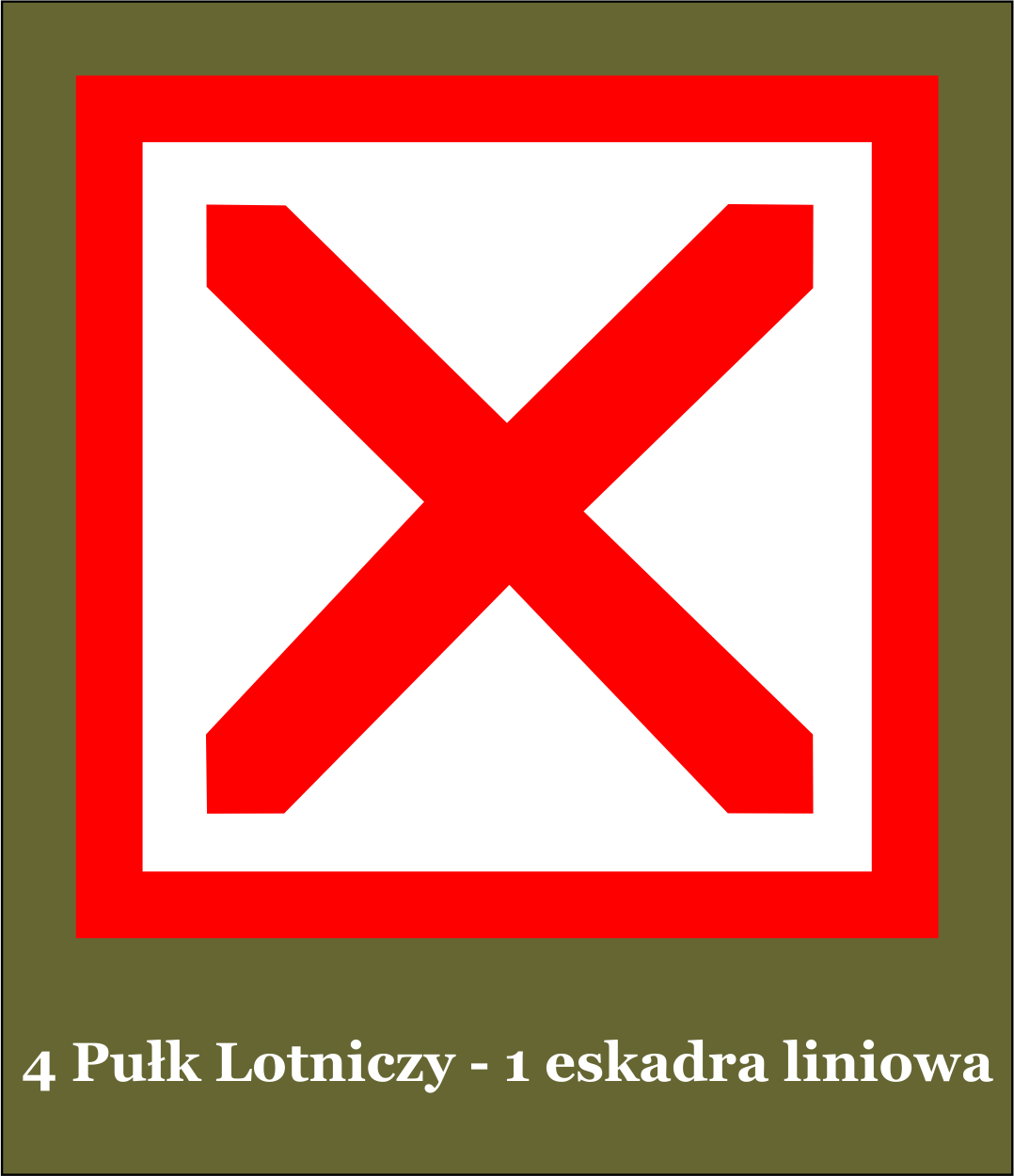
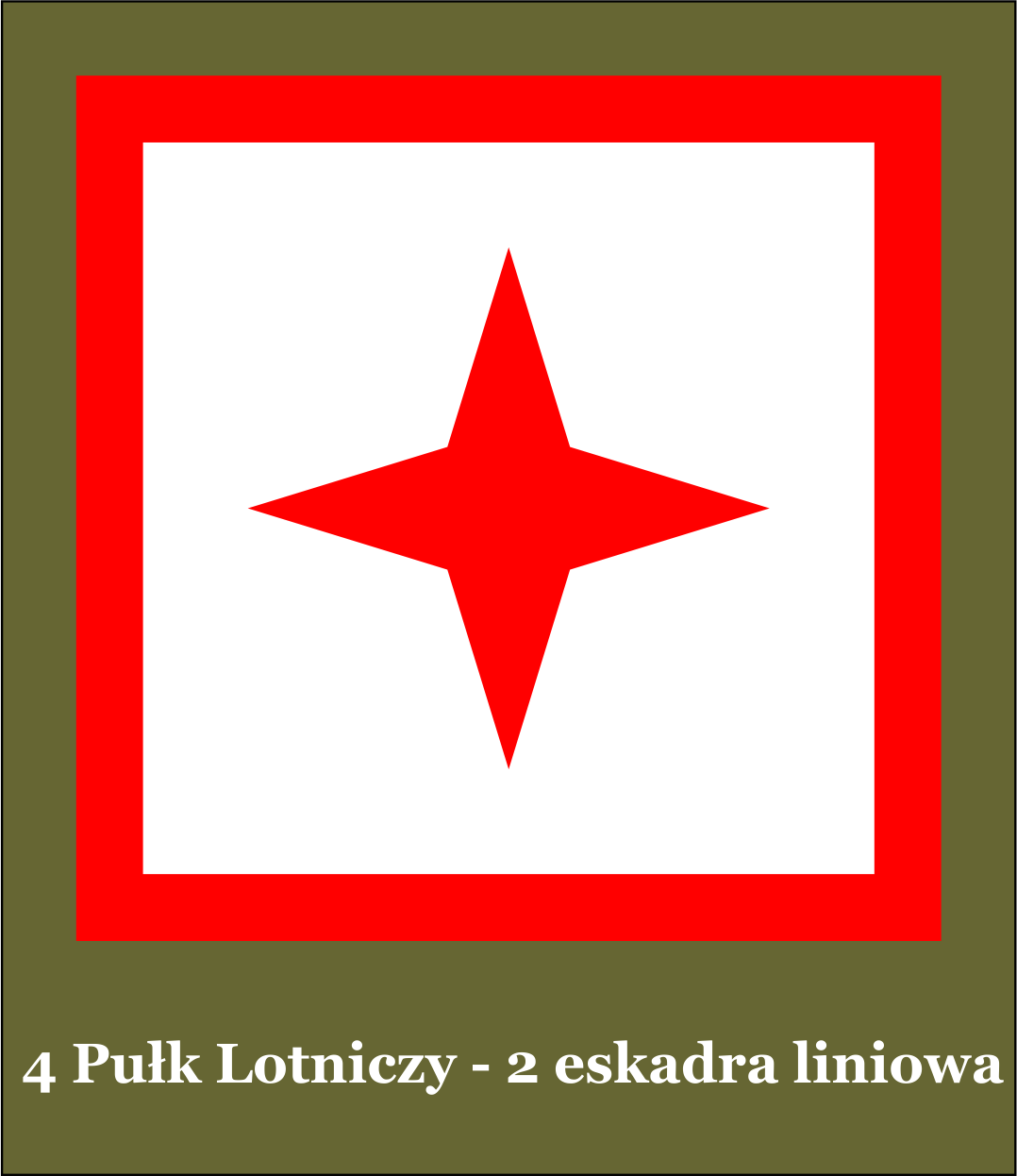
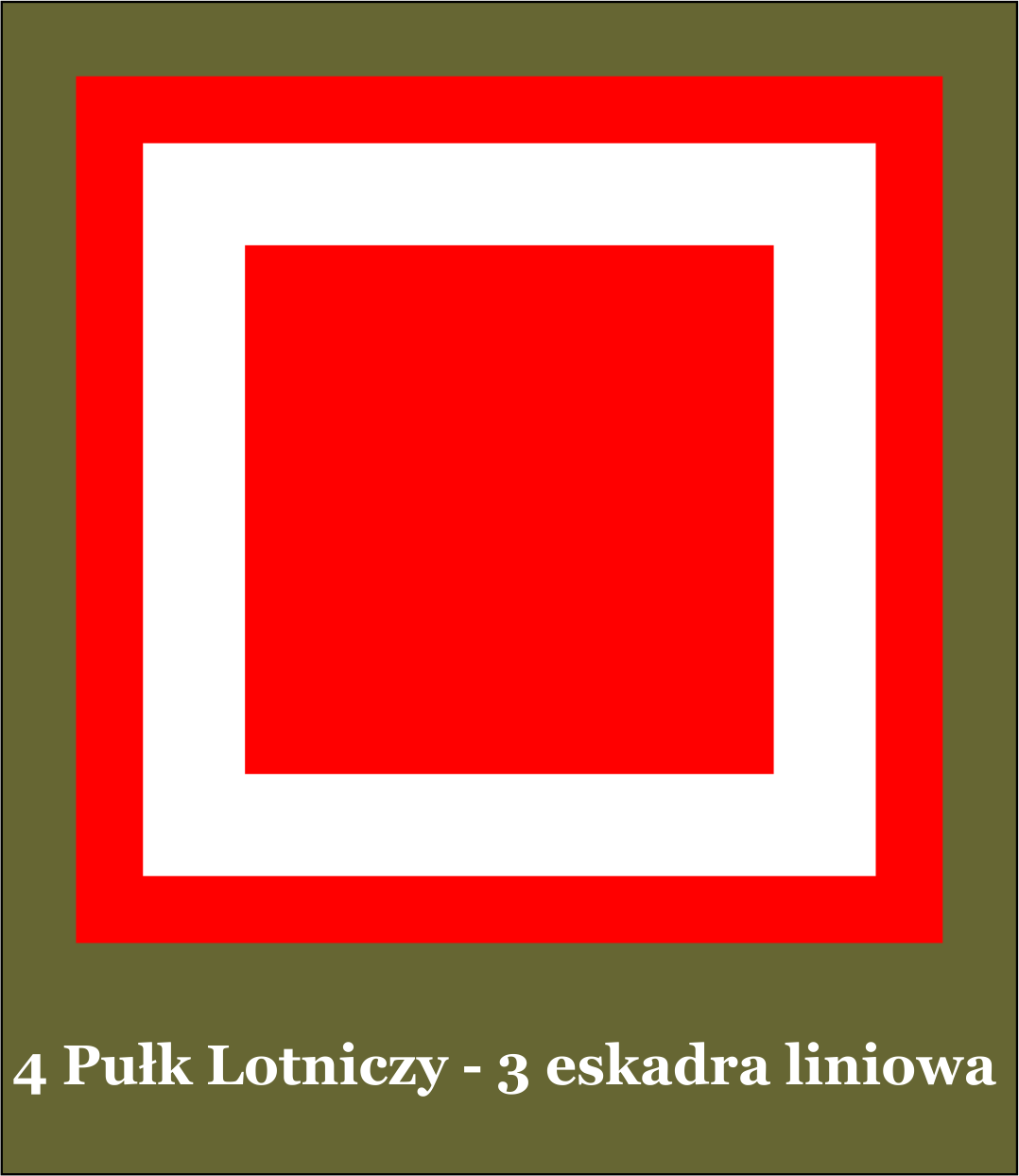
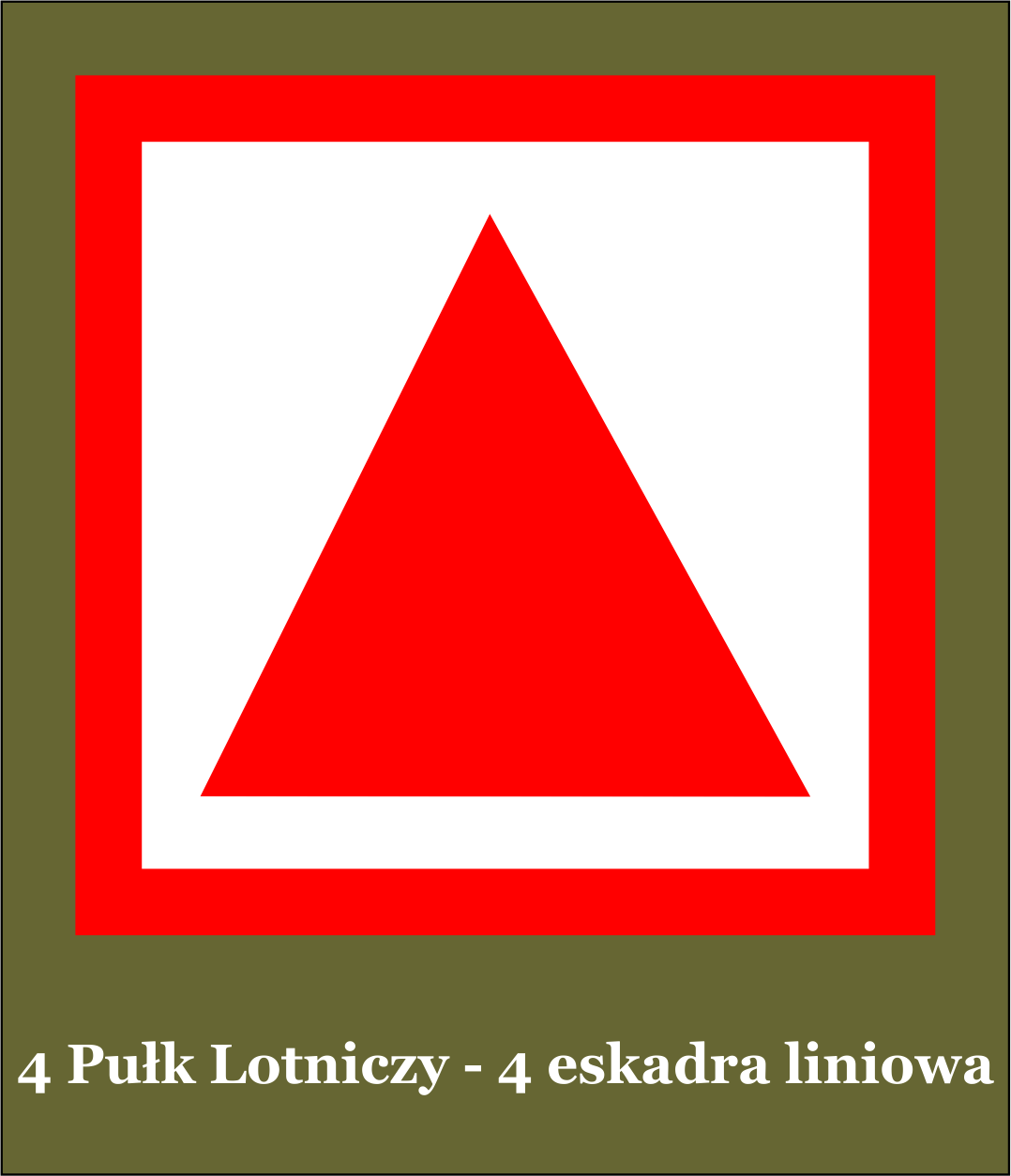
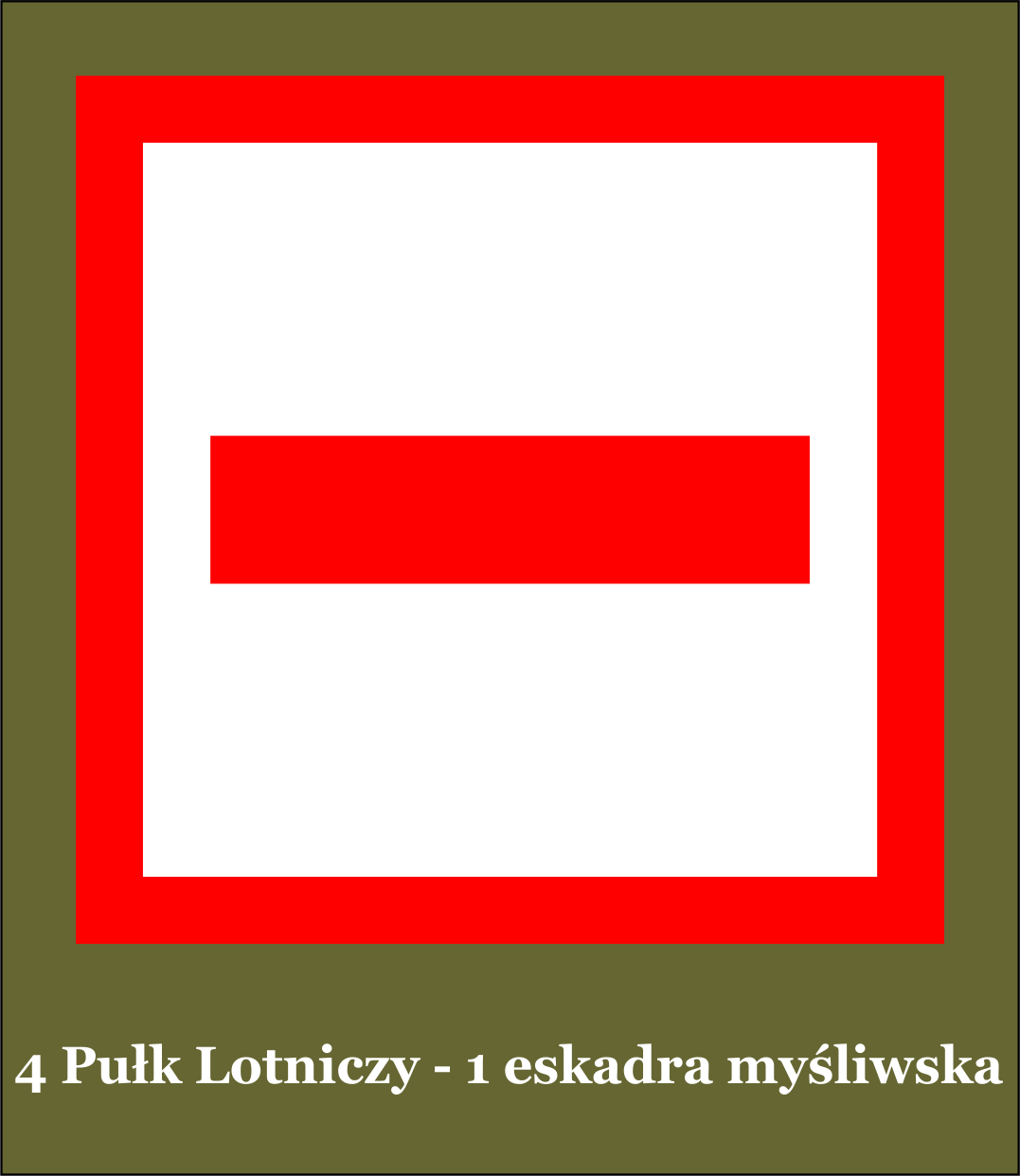
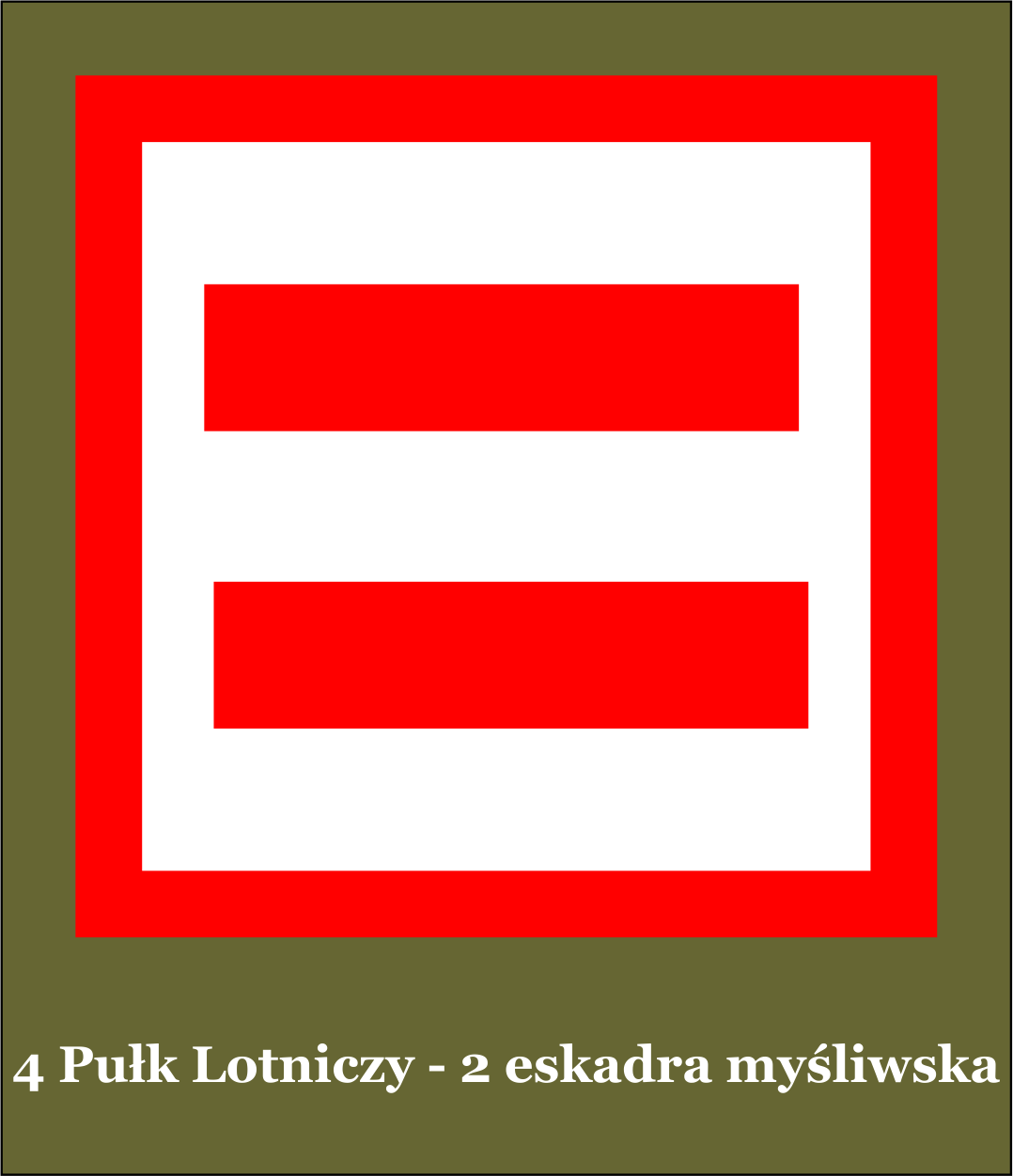
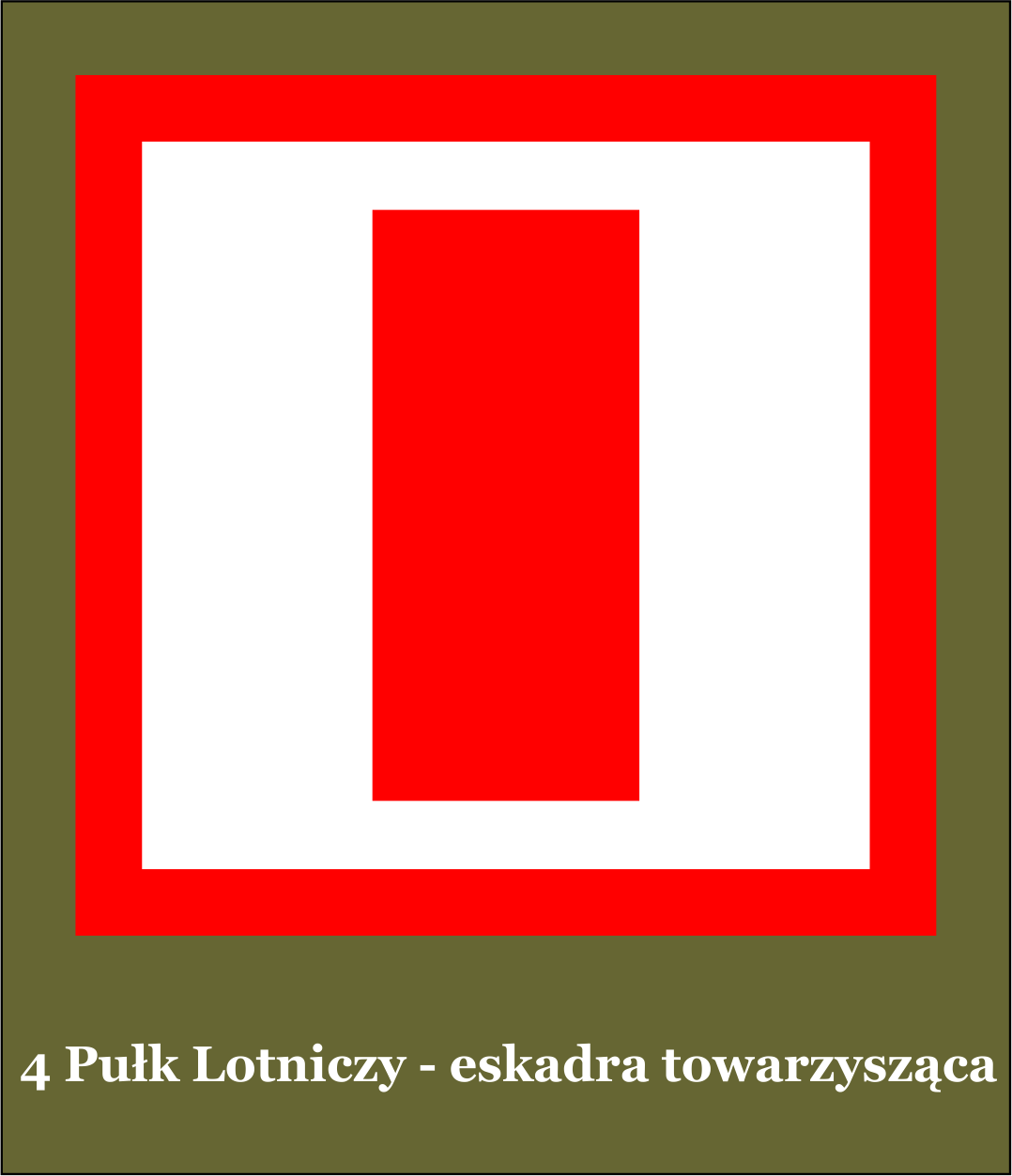

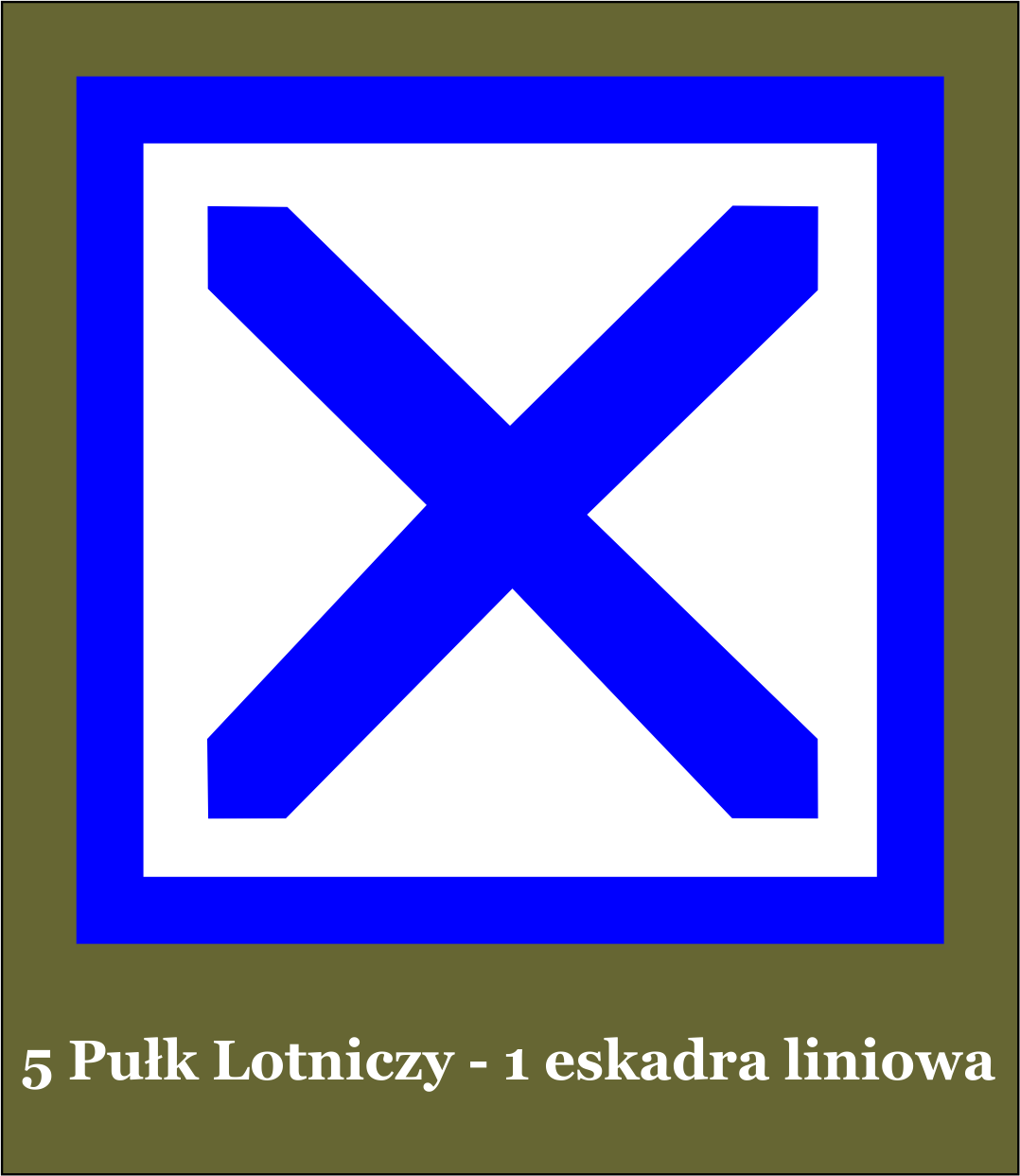
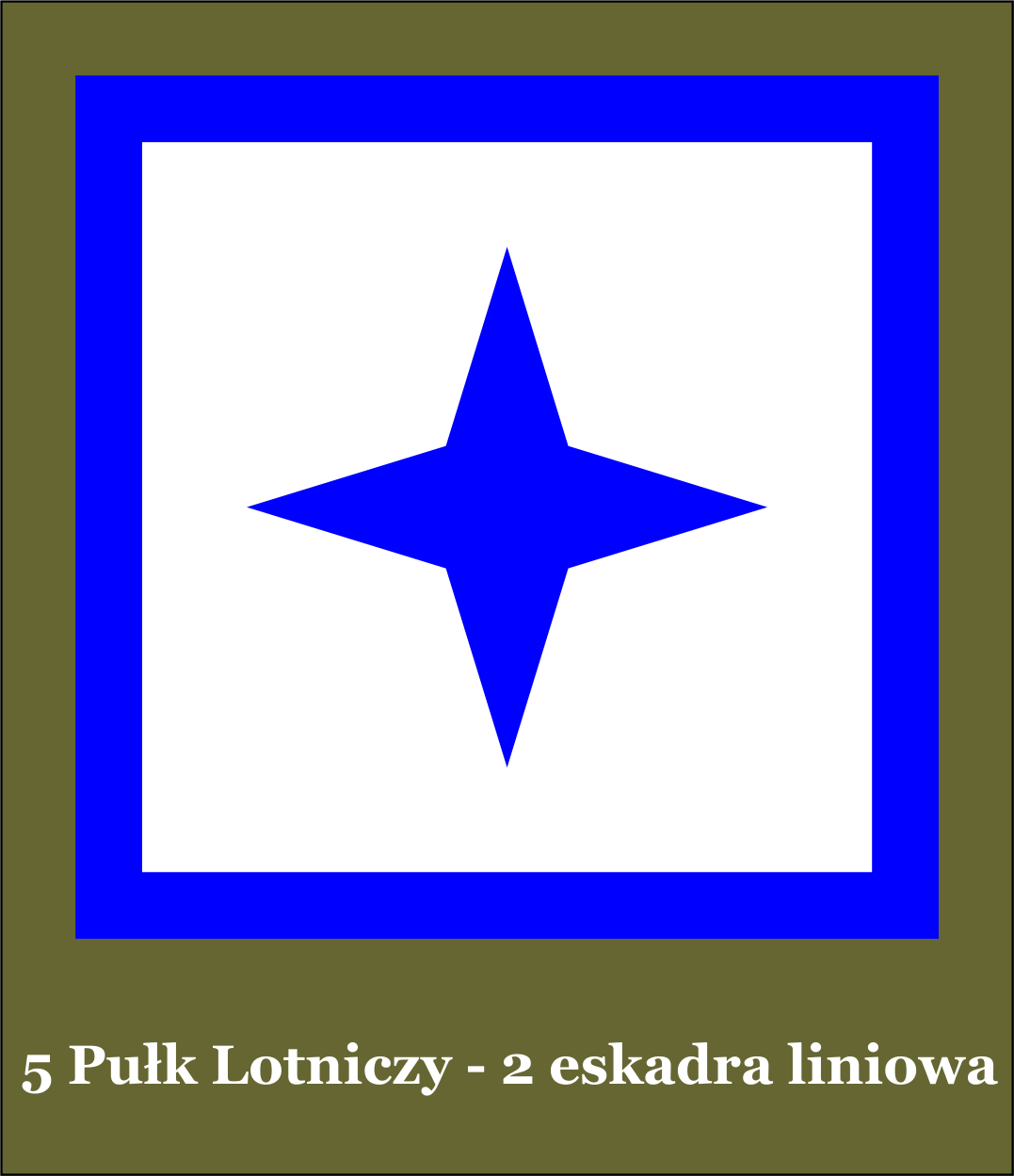
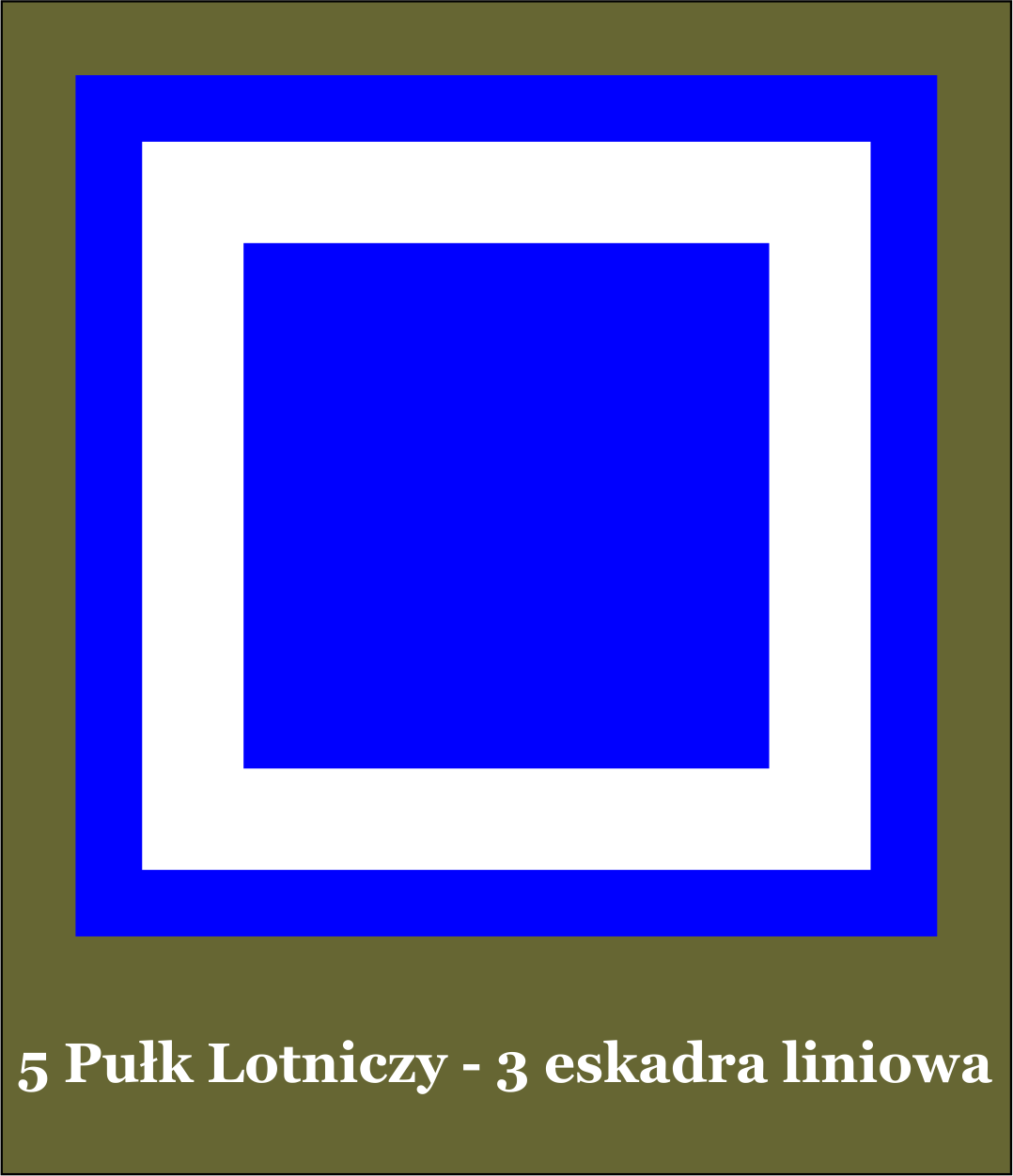
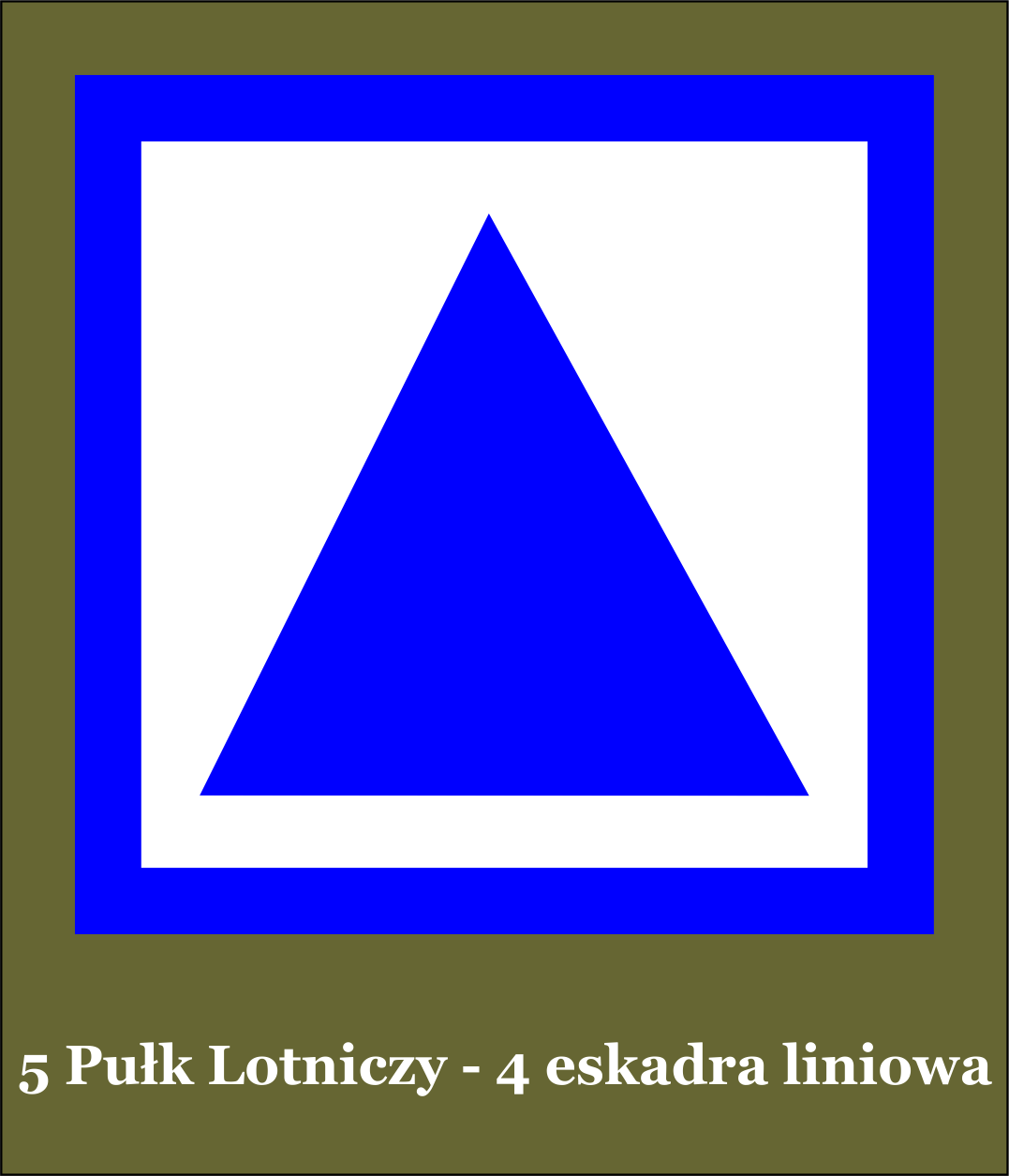
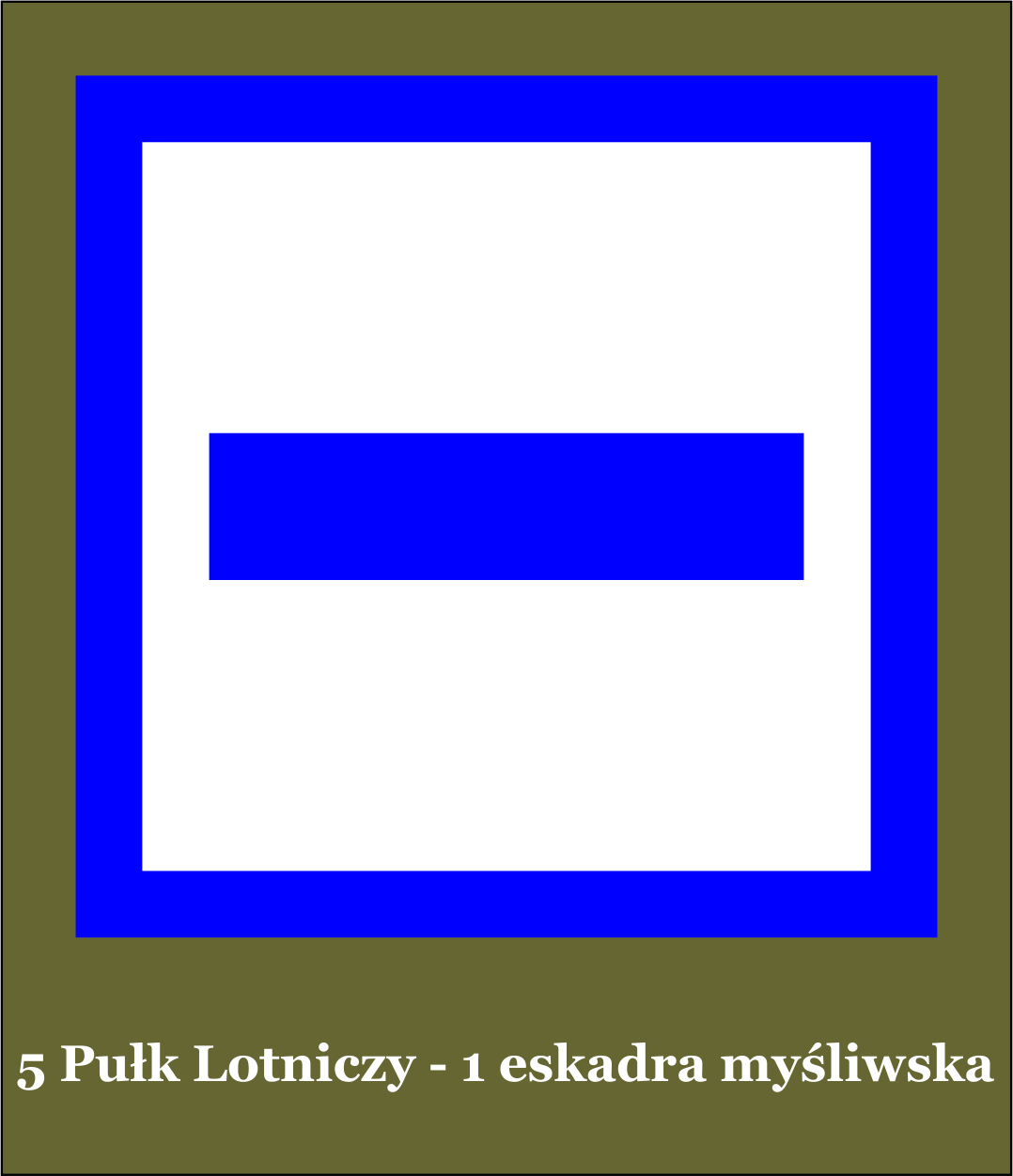
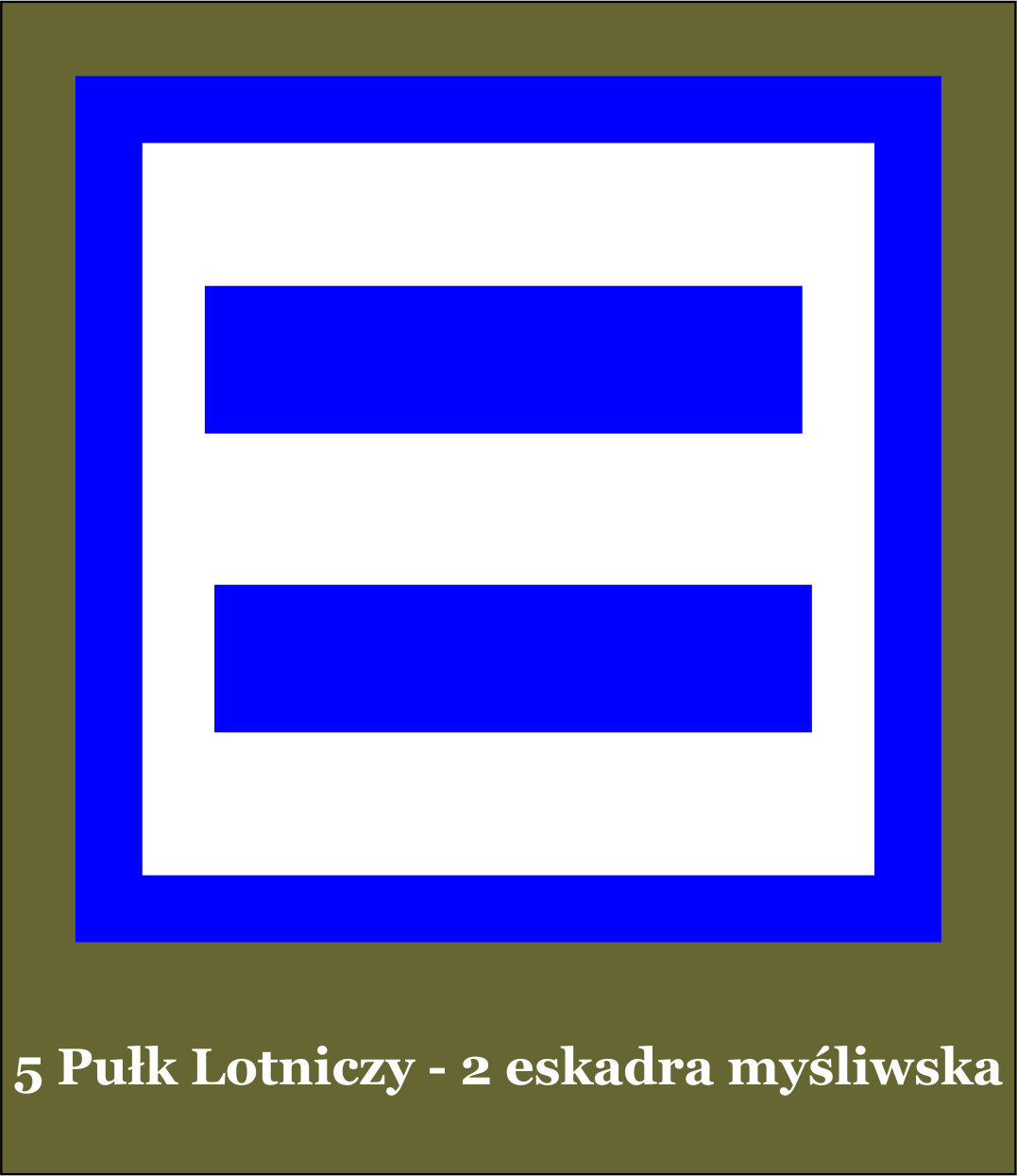
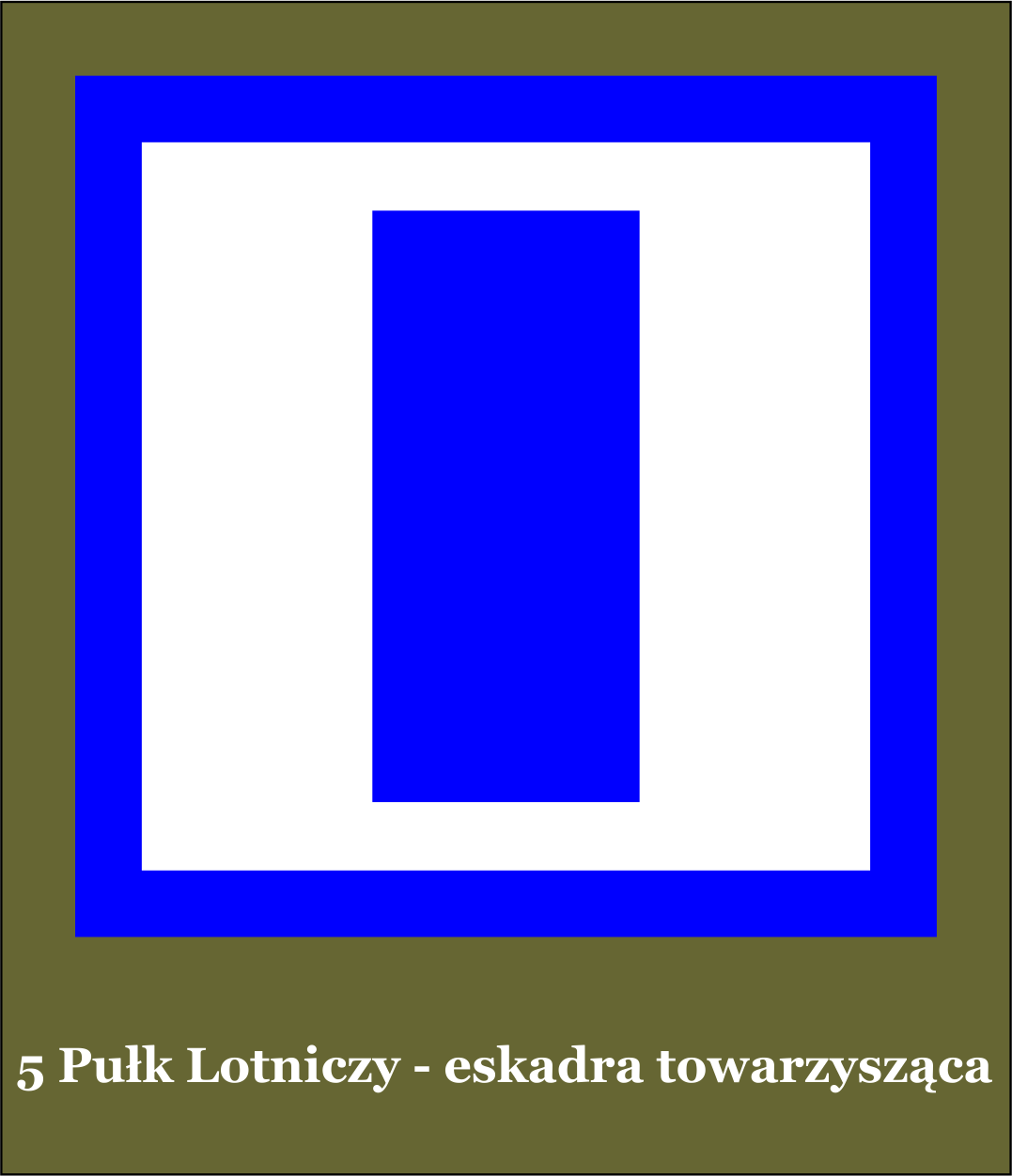

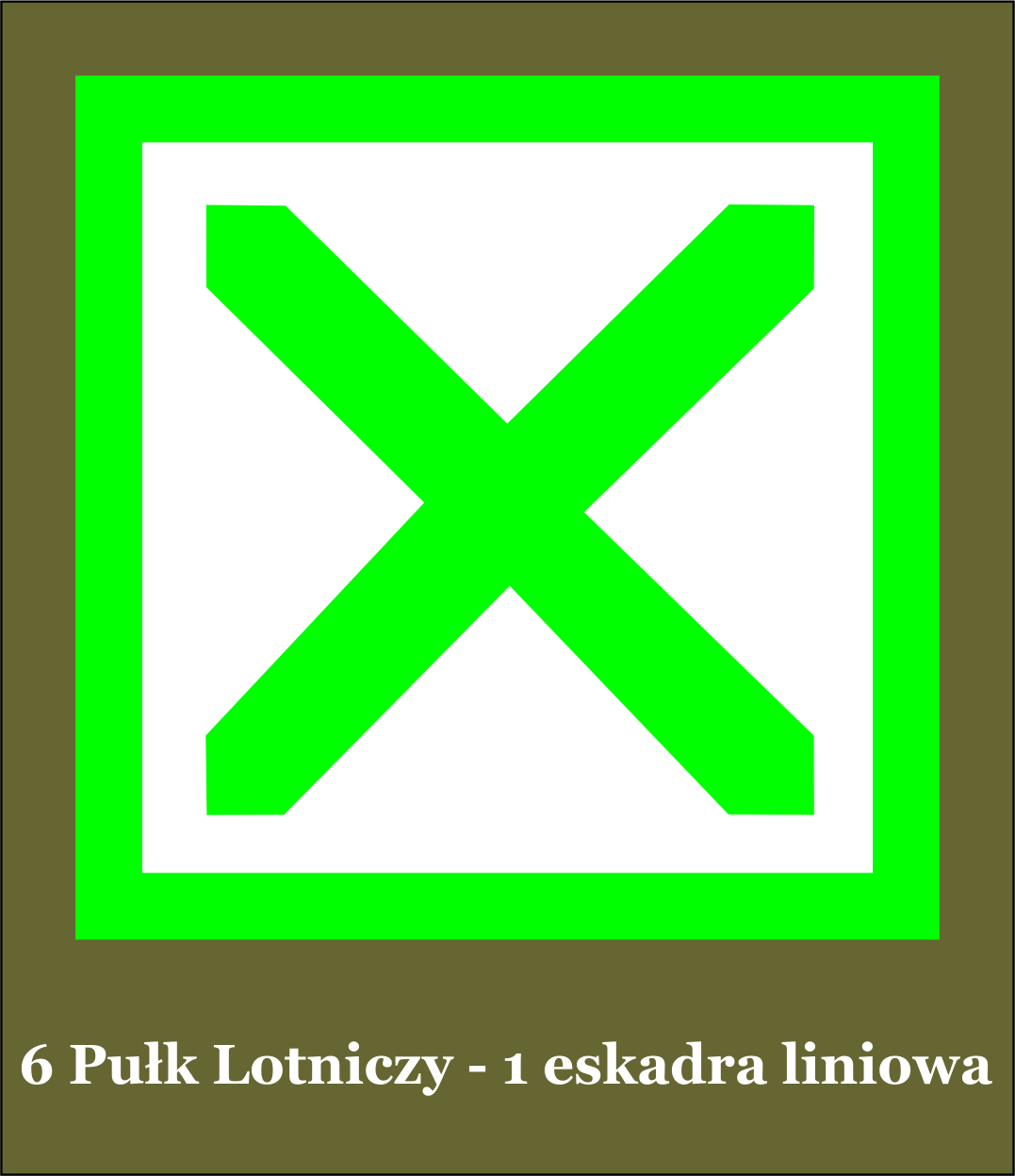
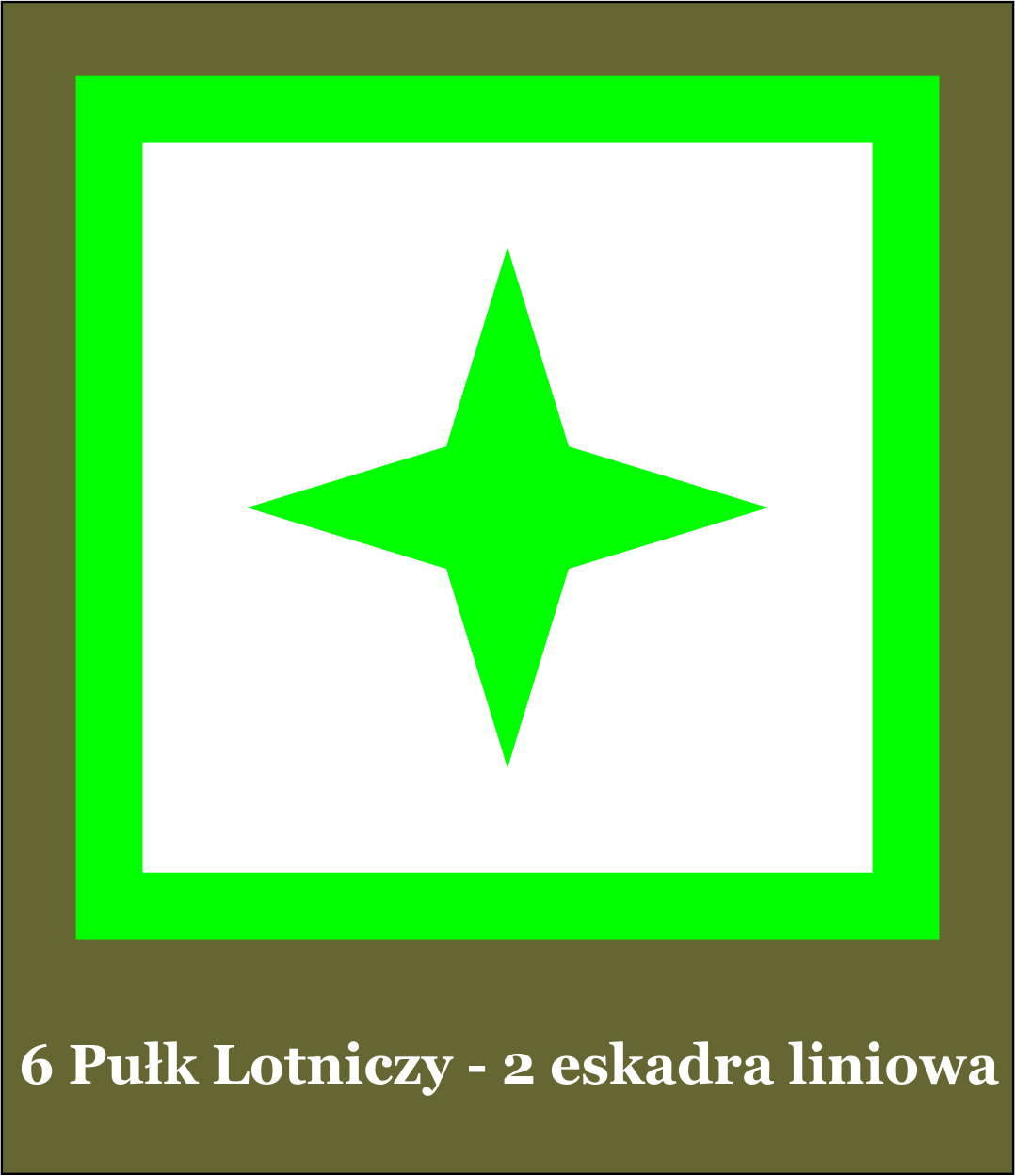
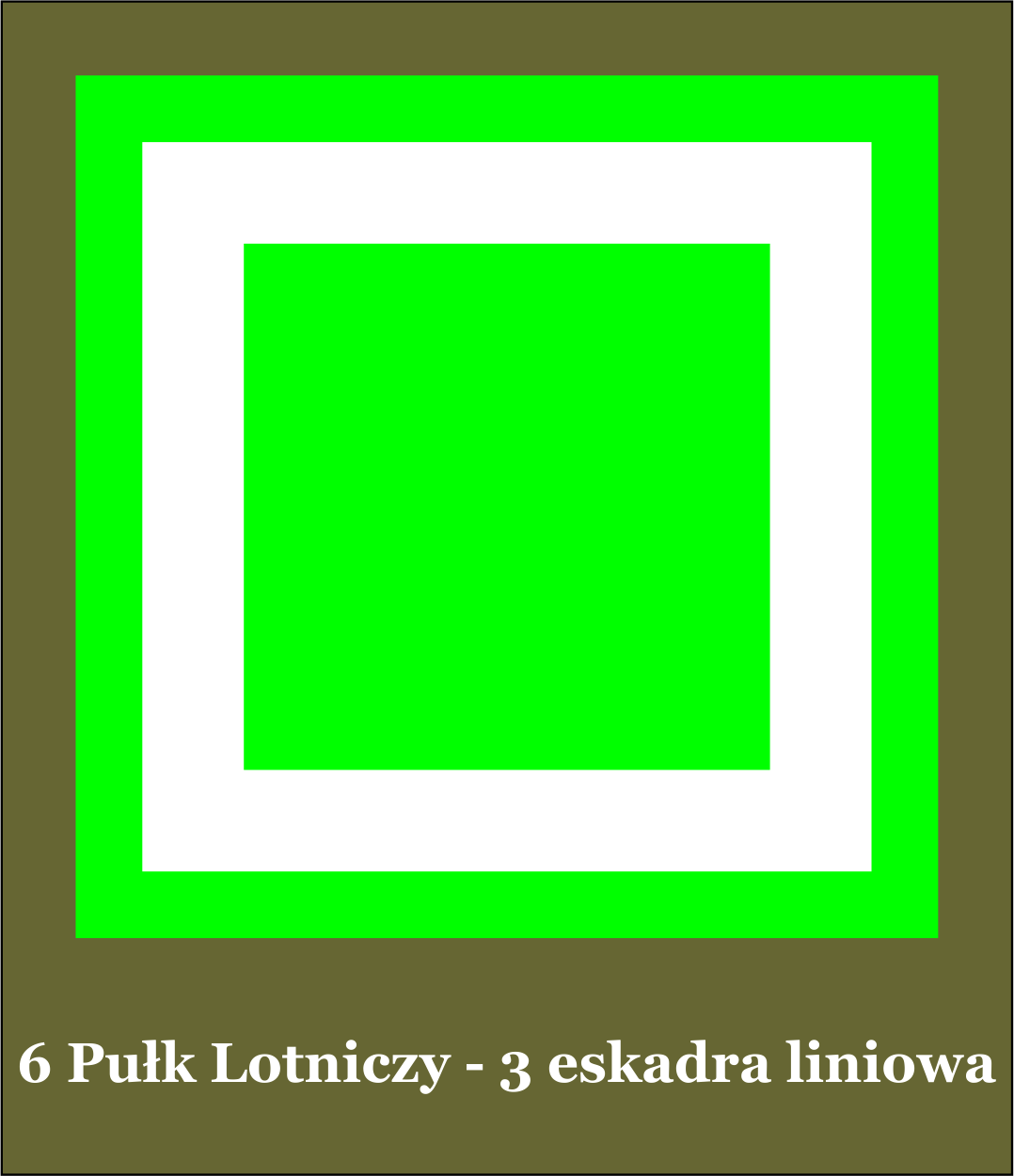
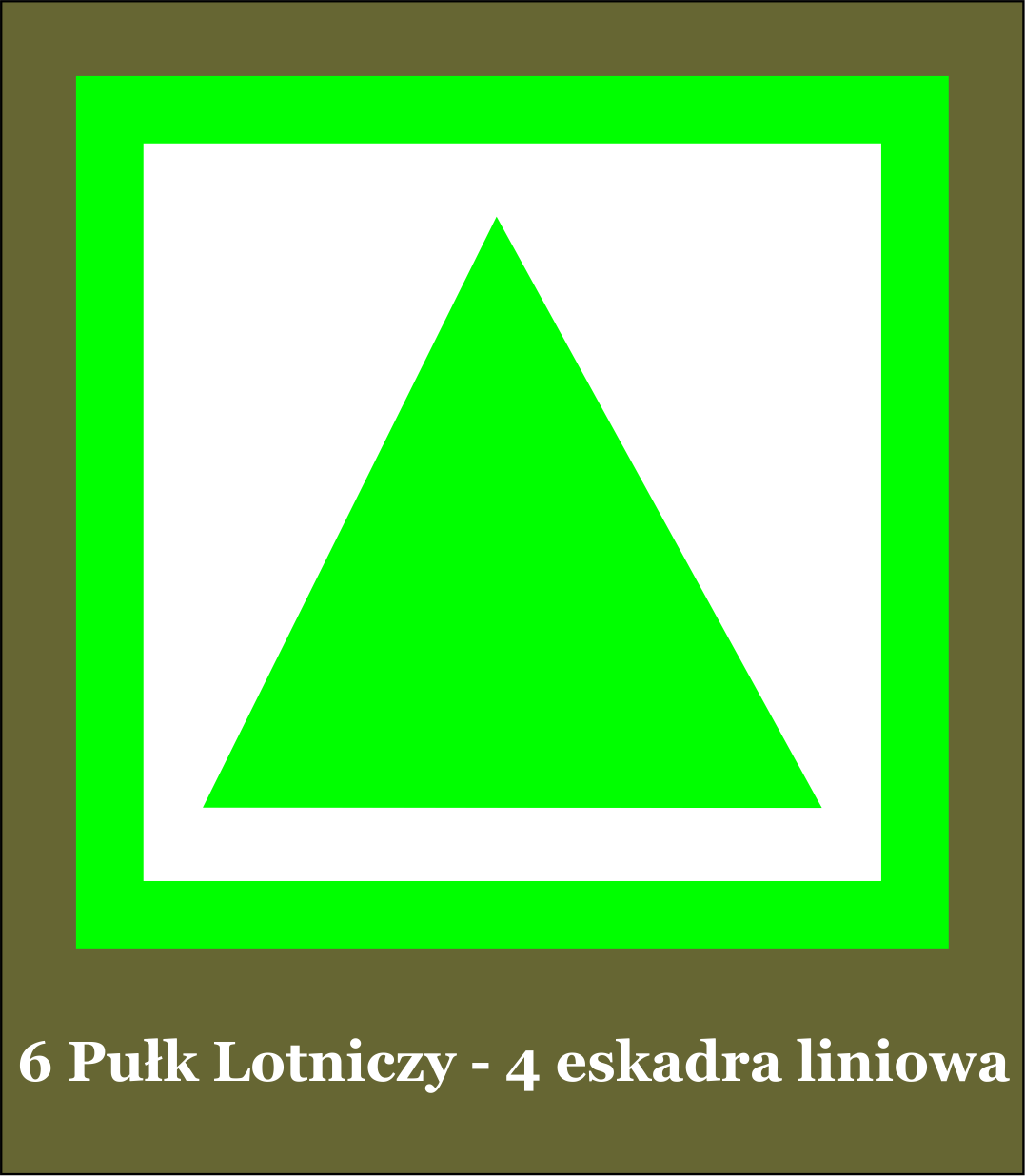
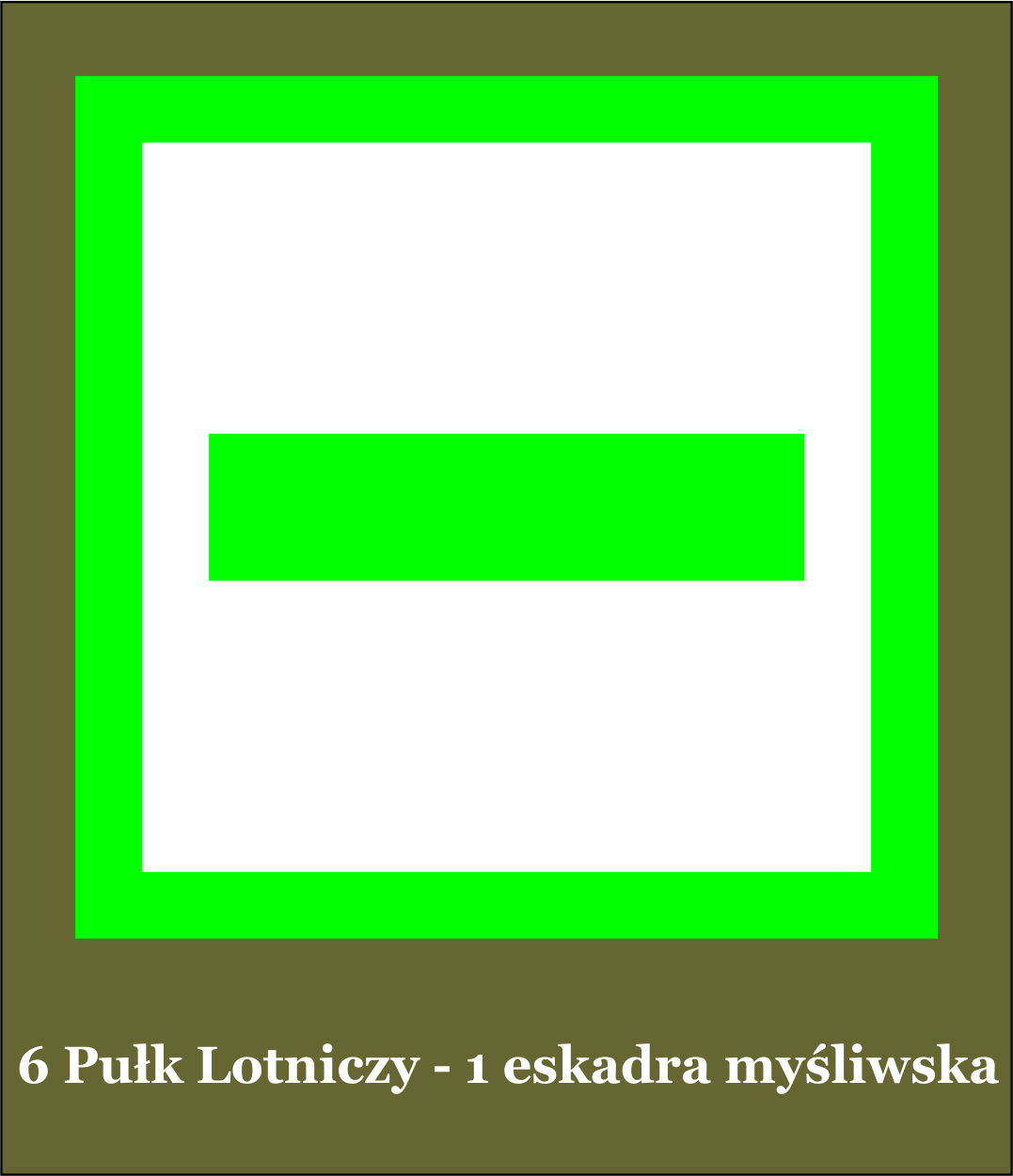
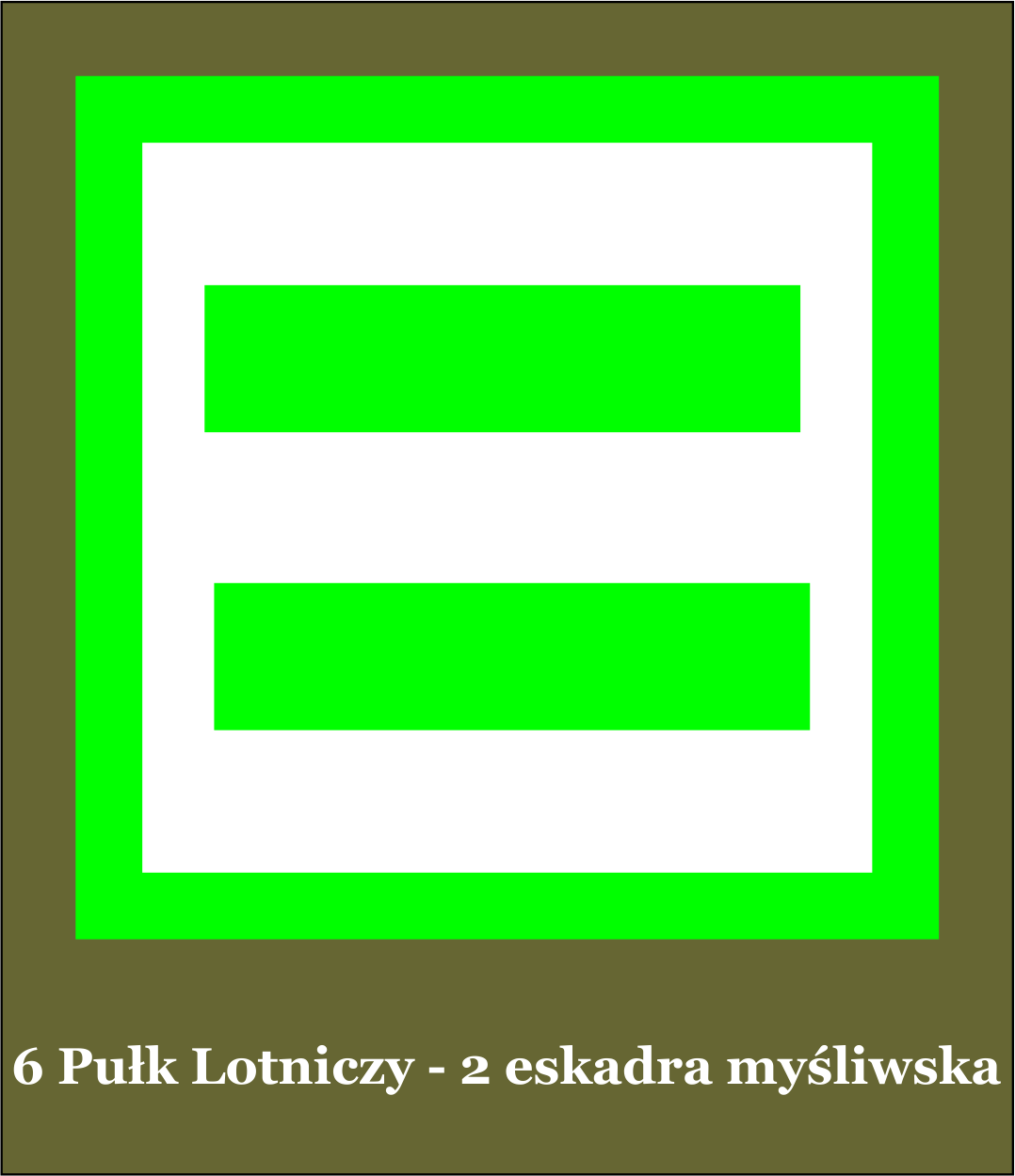
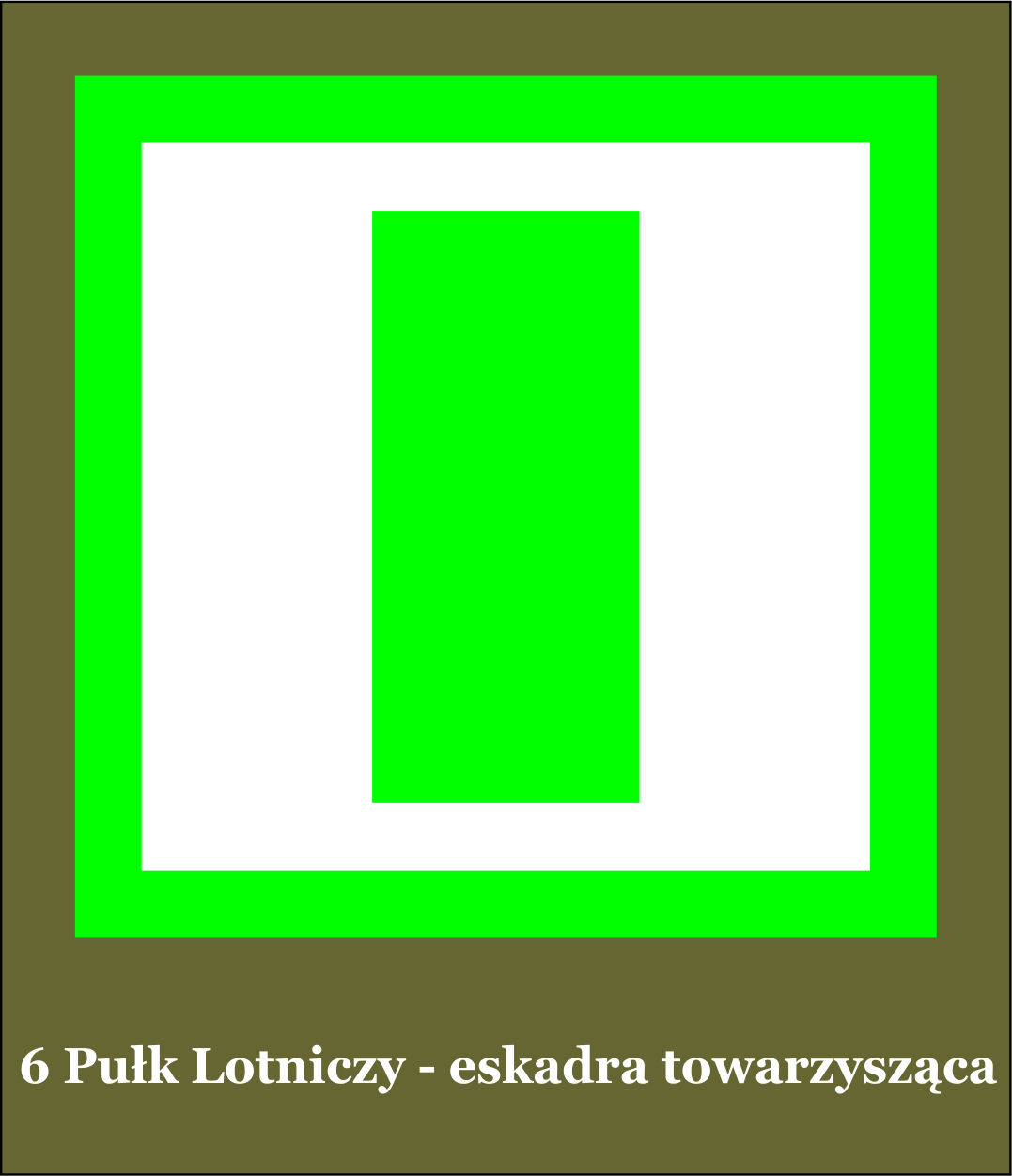

Obok wprowadzonych godeł „geometrycznych” 111 eskadra myśliwska używała tradycyjnego godła. Na samolotach w Centralnej Eskadrze Treningowej malowano na stateczniku pionowym białą literę T.
W 1929 eskadry bombowe 1 pułku lotniczego używały godeł o motywach alegorycznych. W eskadrze towarzyszącej pułku za godło została przyjęta biało-czerwona tarcza, która w listopadzie i grudniu 1918 była „warszawskim znakiem rozpoznawczym”.
W 1932 wprowadzono nowy system oznakowania przynależności do jednostki. Poszczególnym pułkom lotniczym przypisano tło pod godło o ściśle określonej formie geometrycznej
Poszczególne pułki lotnicze powinny były malować godła eskadr na następujących tłach:

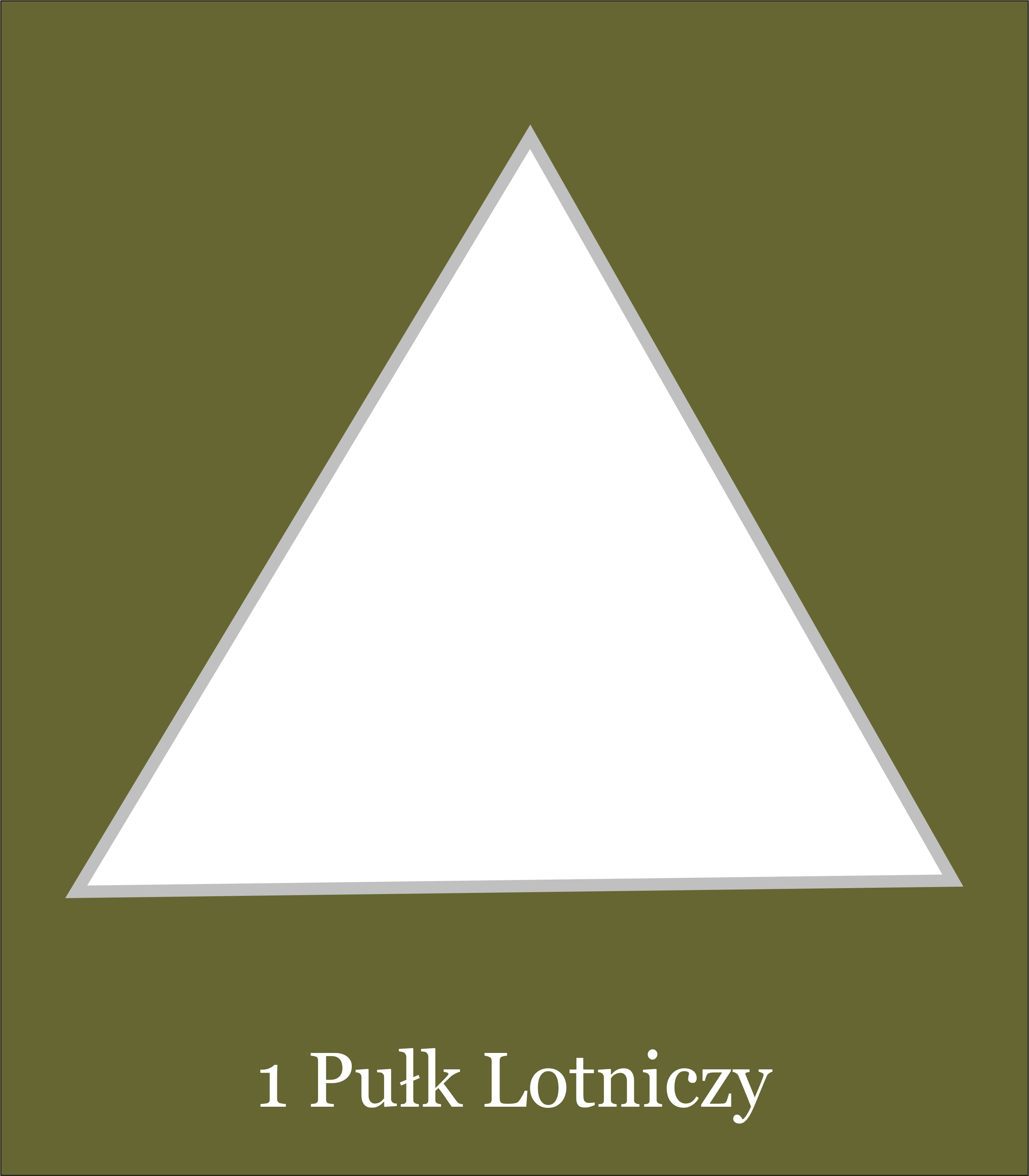
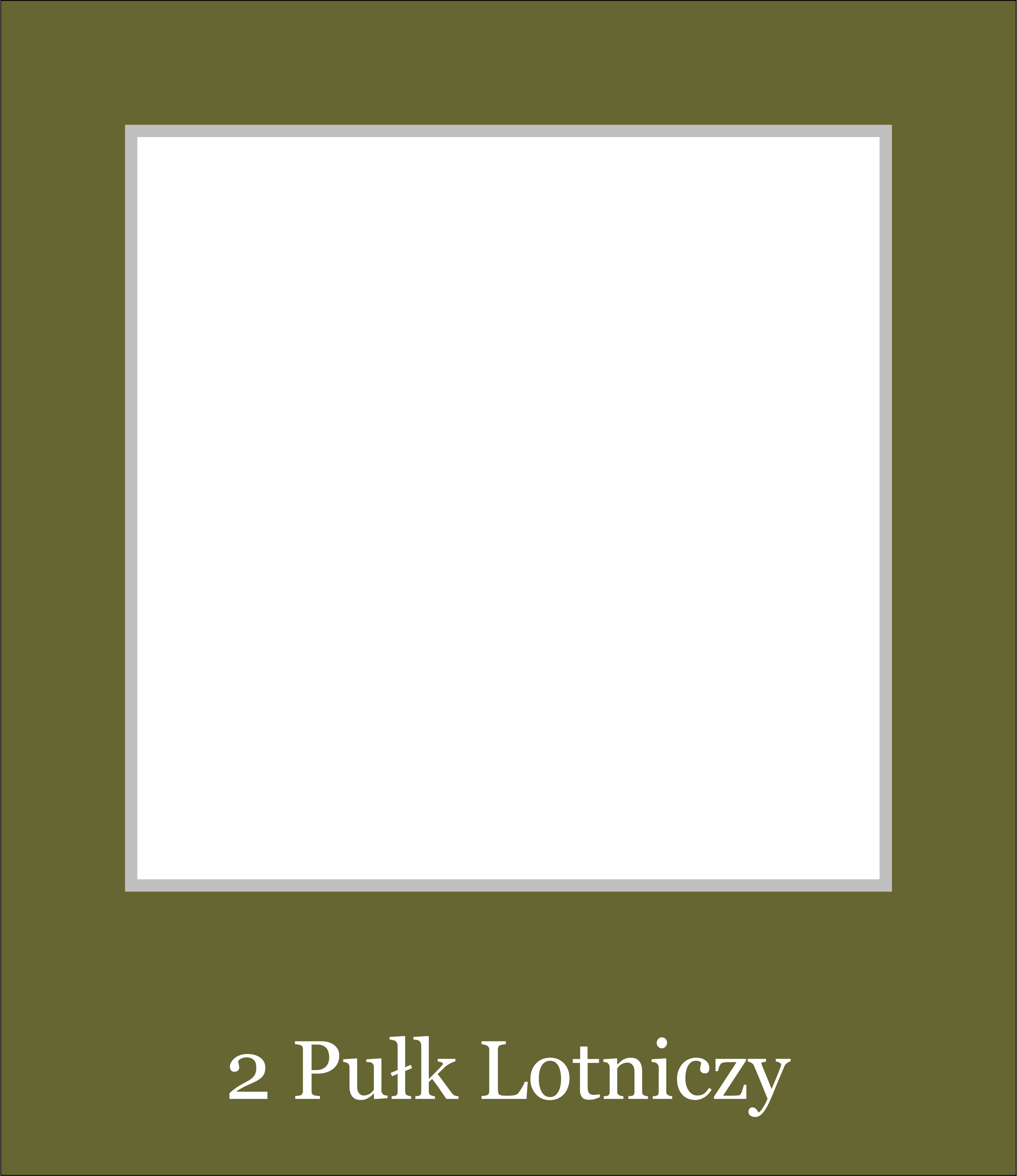
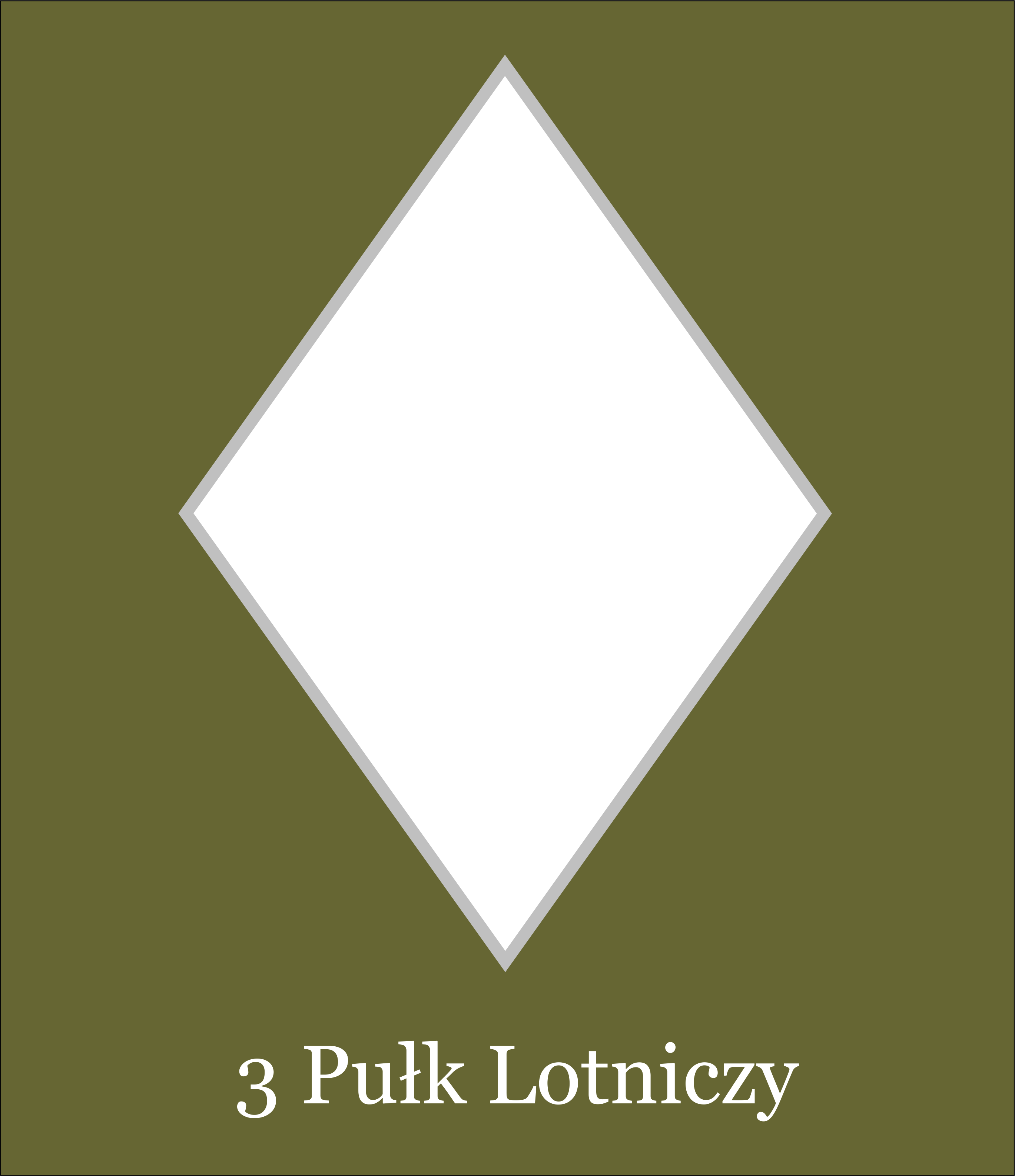
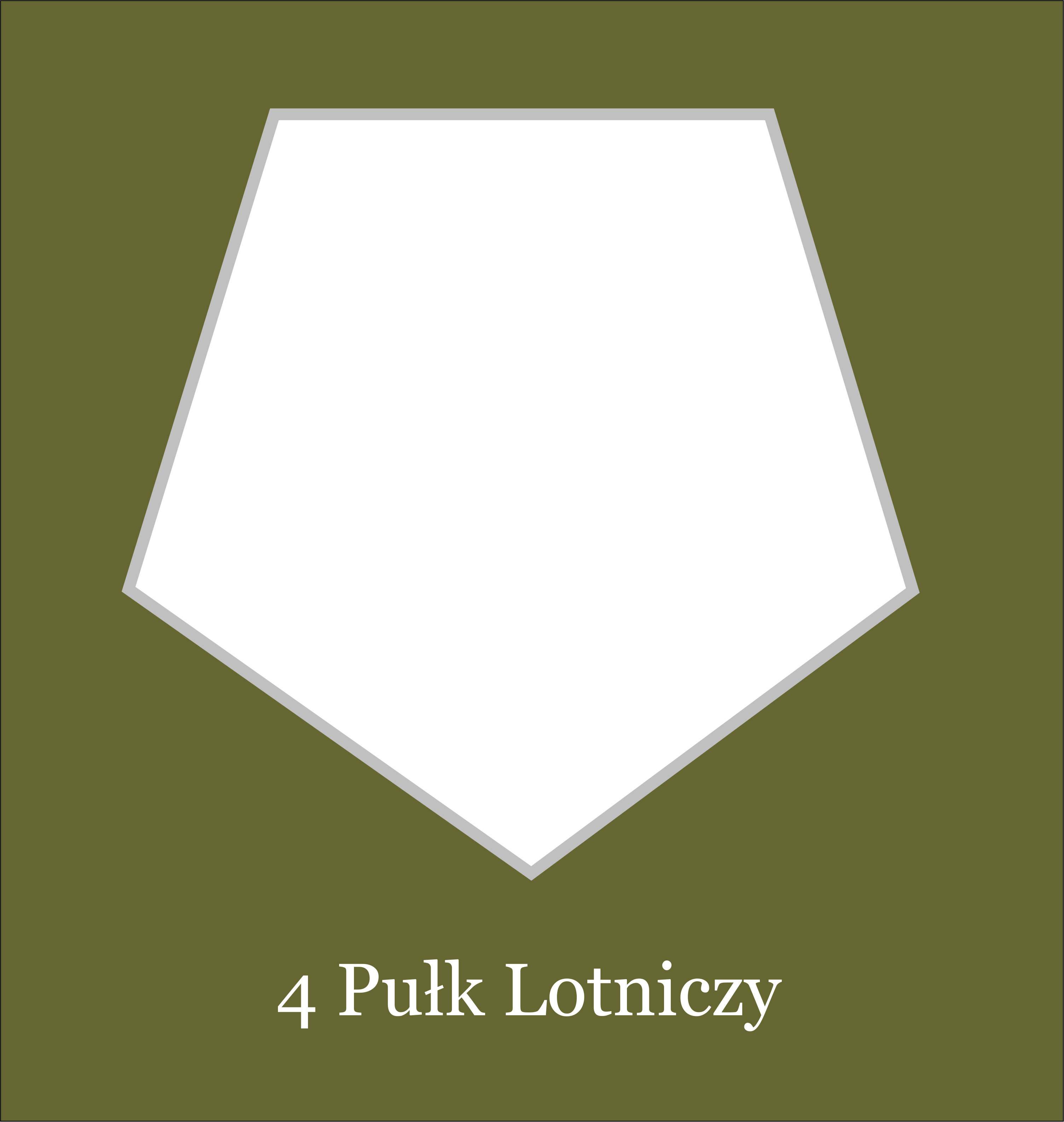
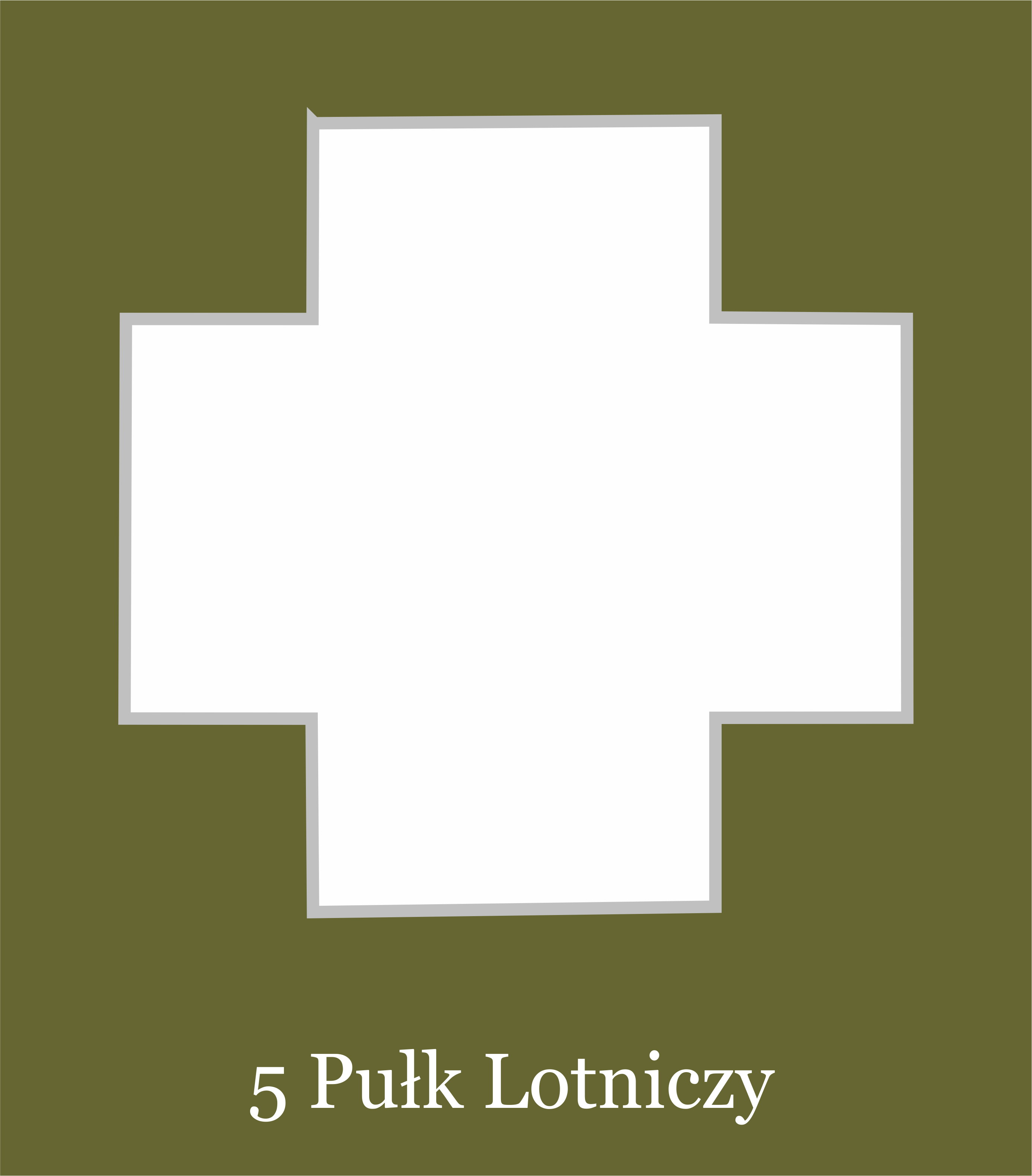
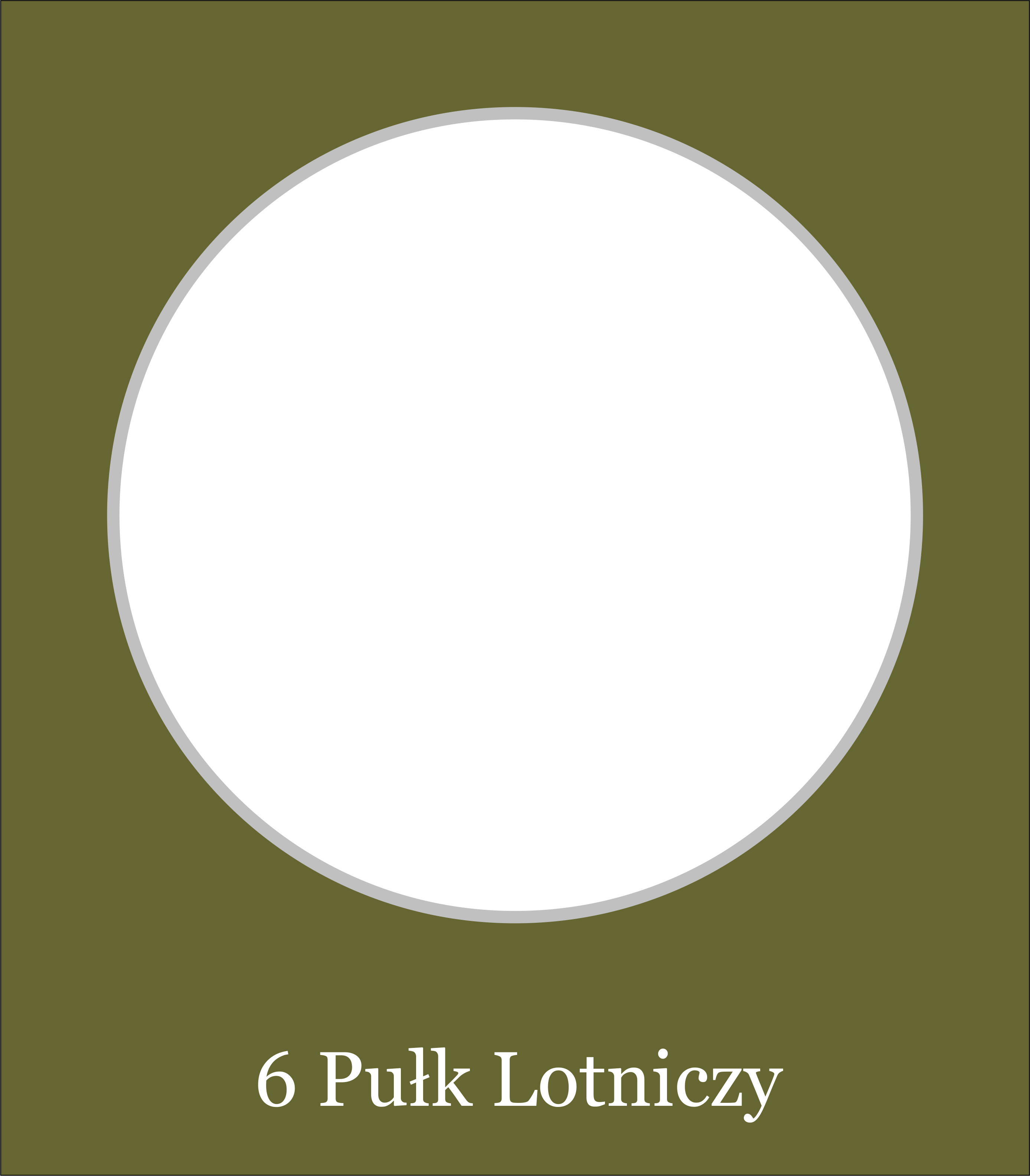

W kolejnych zaleceniach poszczególnym rodzajom lotnictwa przypisano następującą tematykę:
- eskadry myśliwskie – ptaki
- eskadry liniowe – ssaki i legendarne stwory
- eskadry towarzyszące – owady i gady
- eskadry szkolne i treningowe – litera T

## Cyfry i litery na samolotach
Litery oznaczające przynależność samolotu do jednostki organizacyjnej
W latach 1927–1939 malowano na skrzydłach kody literowe poszczególnych jednostek lotnictwa. Numer identyfikacyjny był stosowany jedynie w lotnictwie „lądowym”. Poszczególne jednostki posiadały następujące kody:.

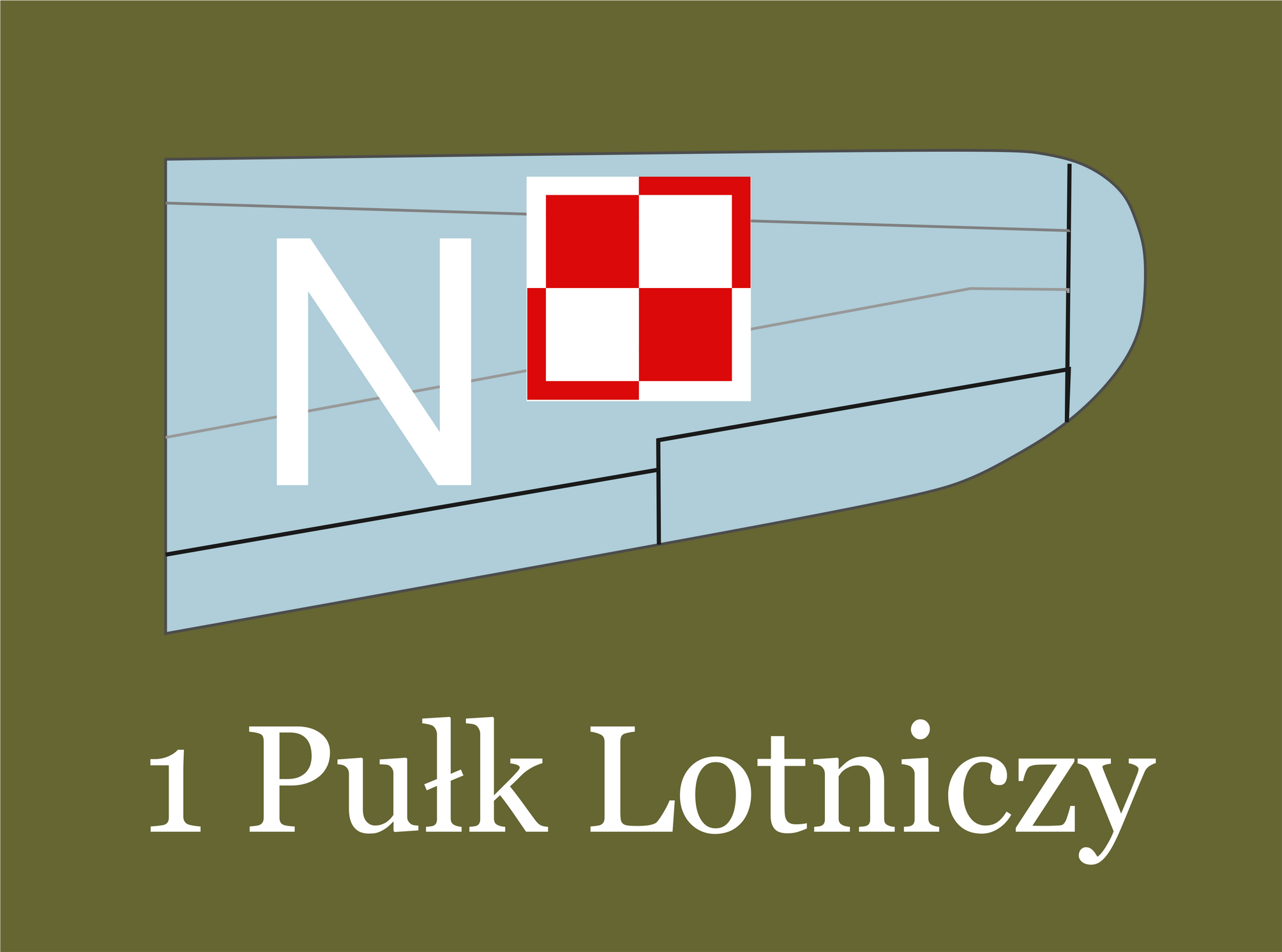
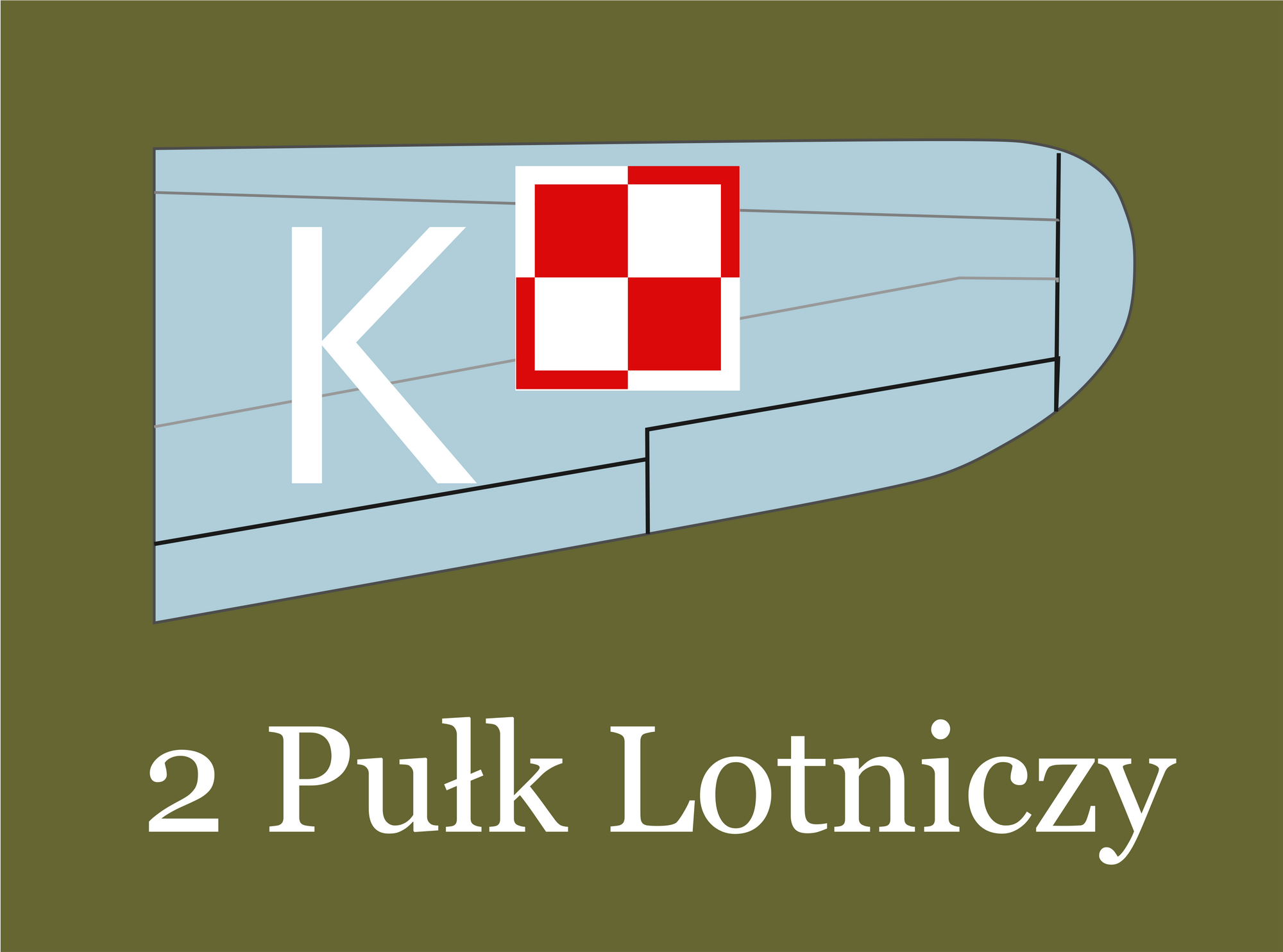
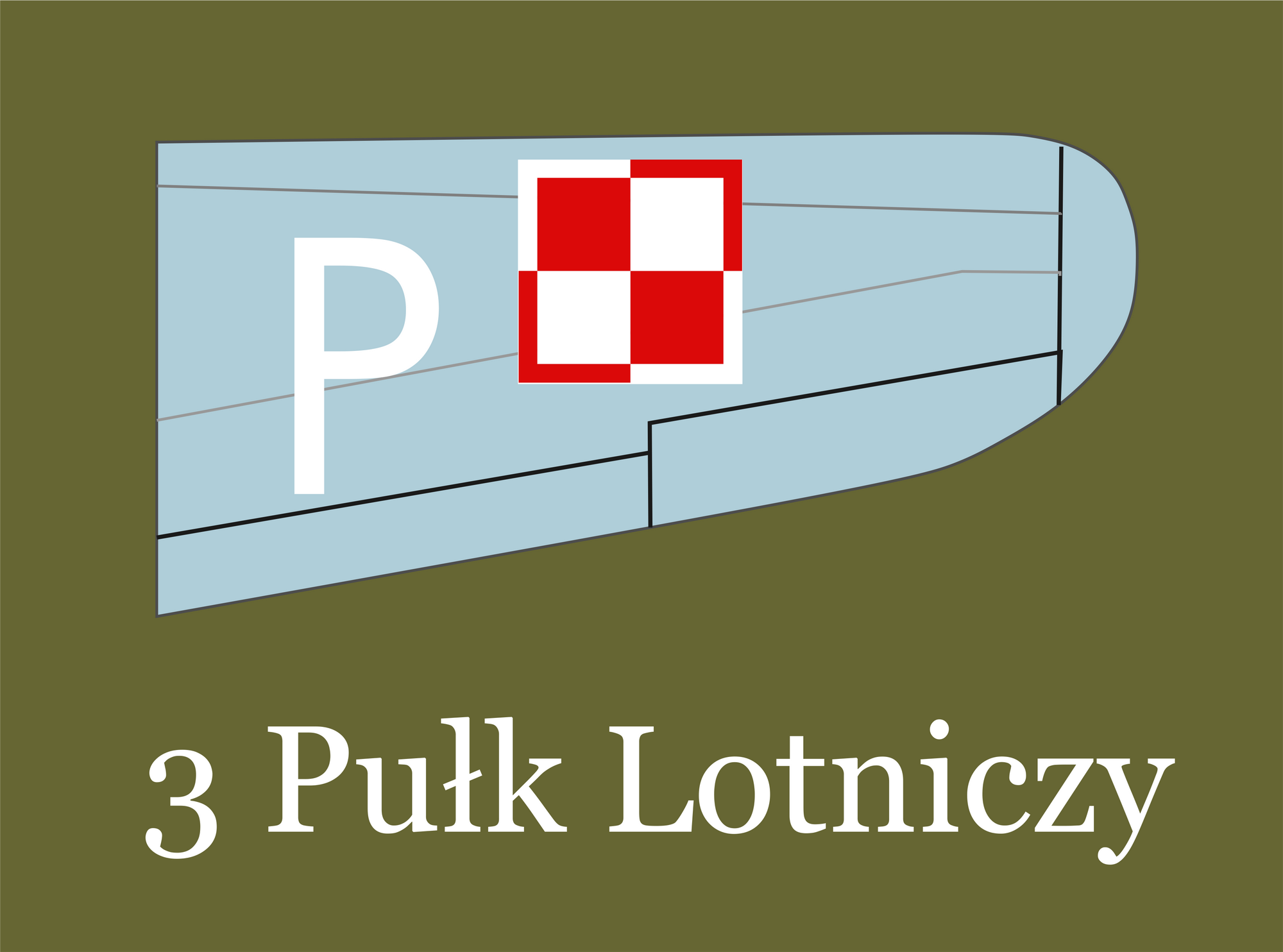
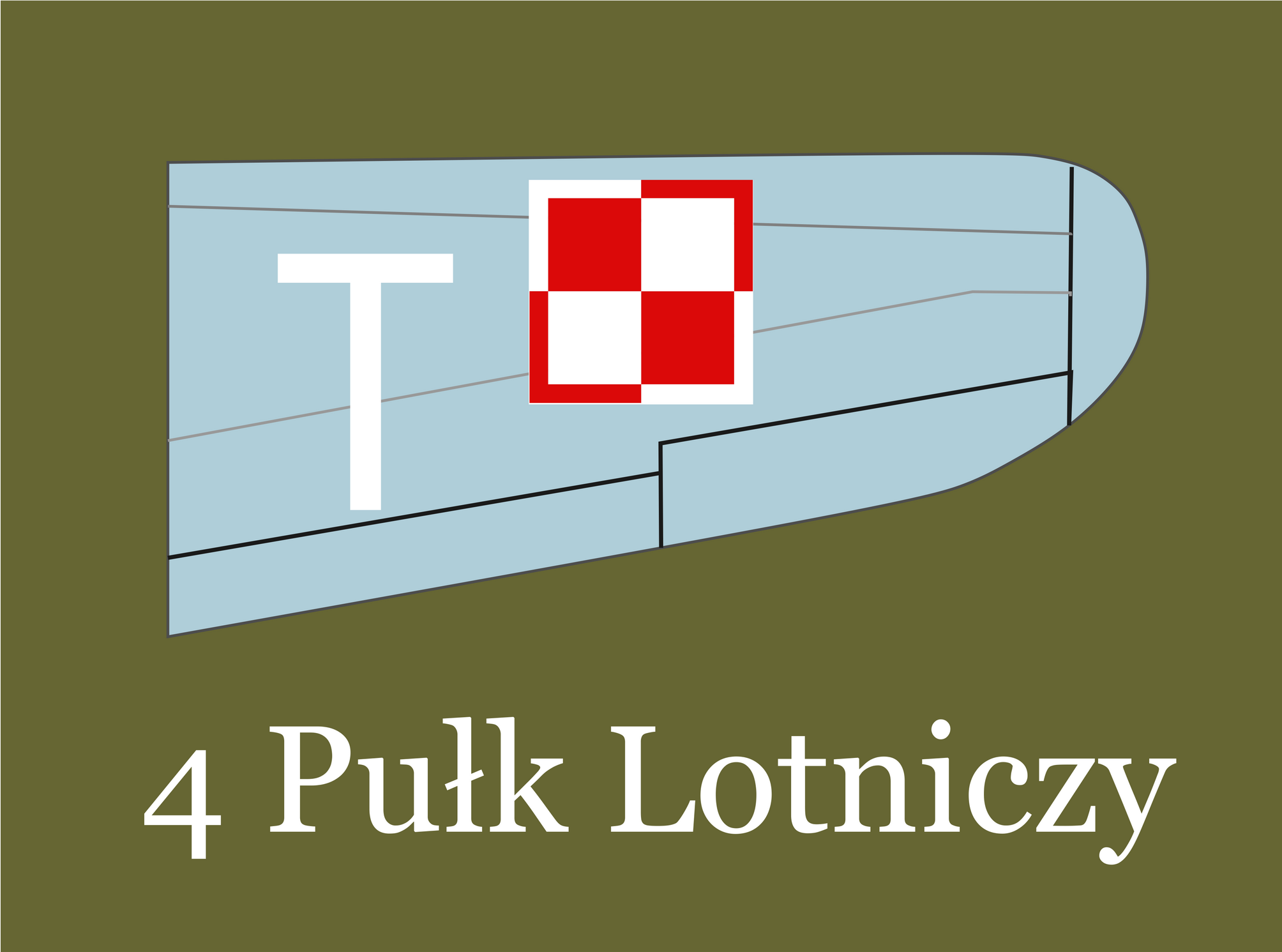
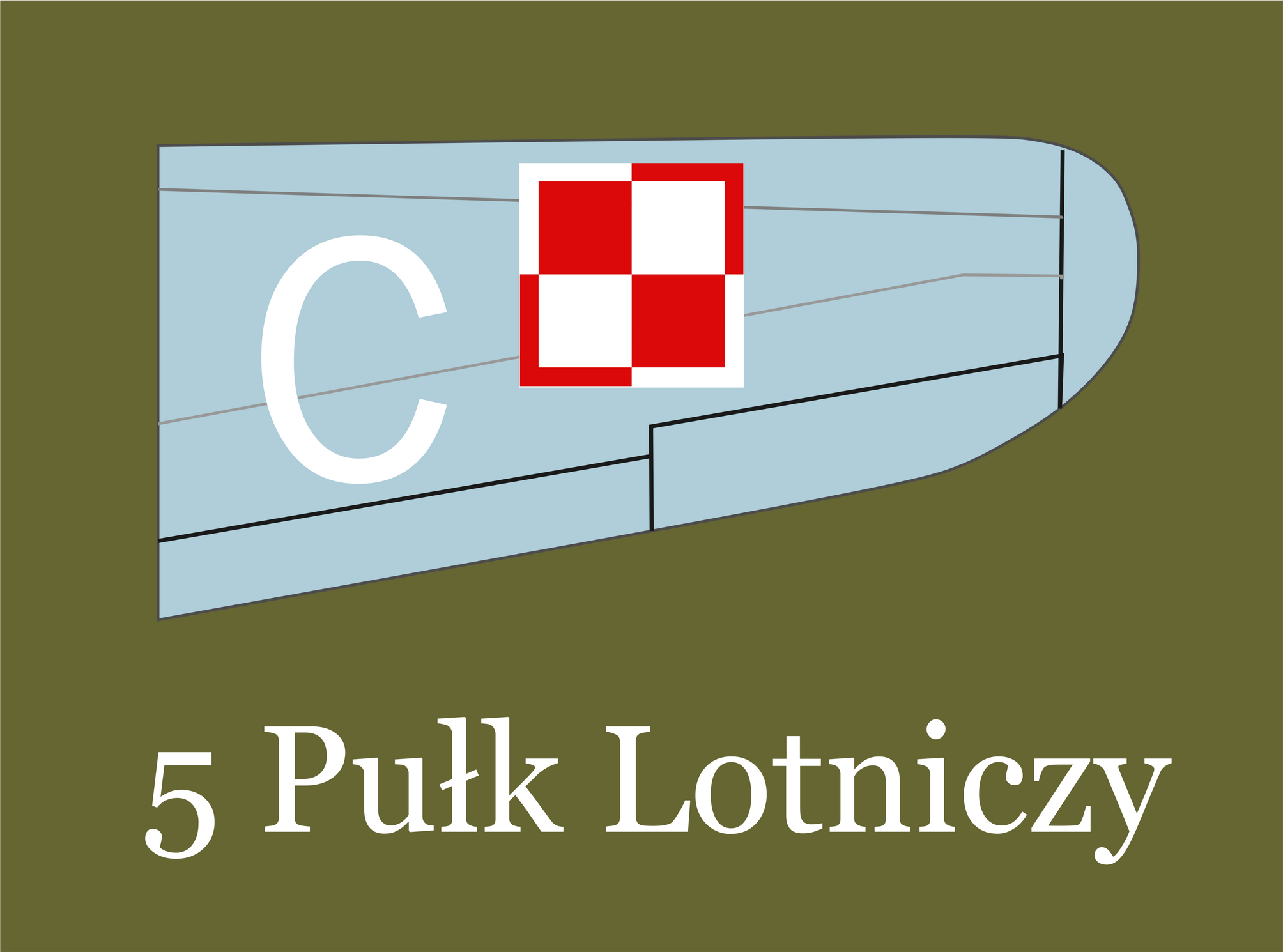
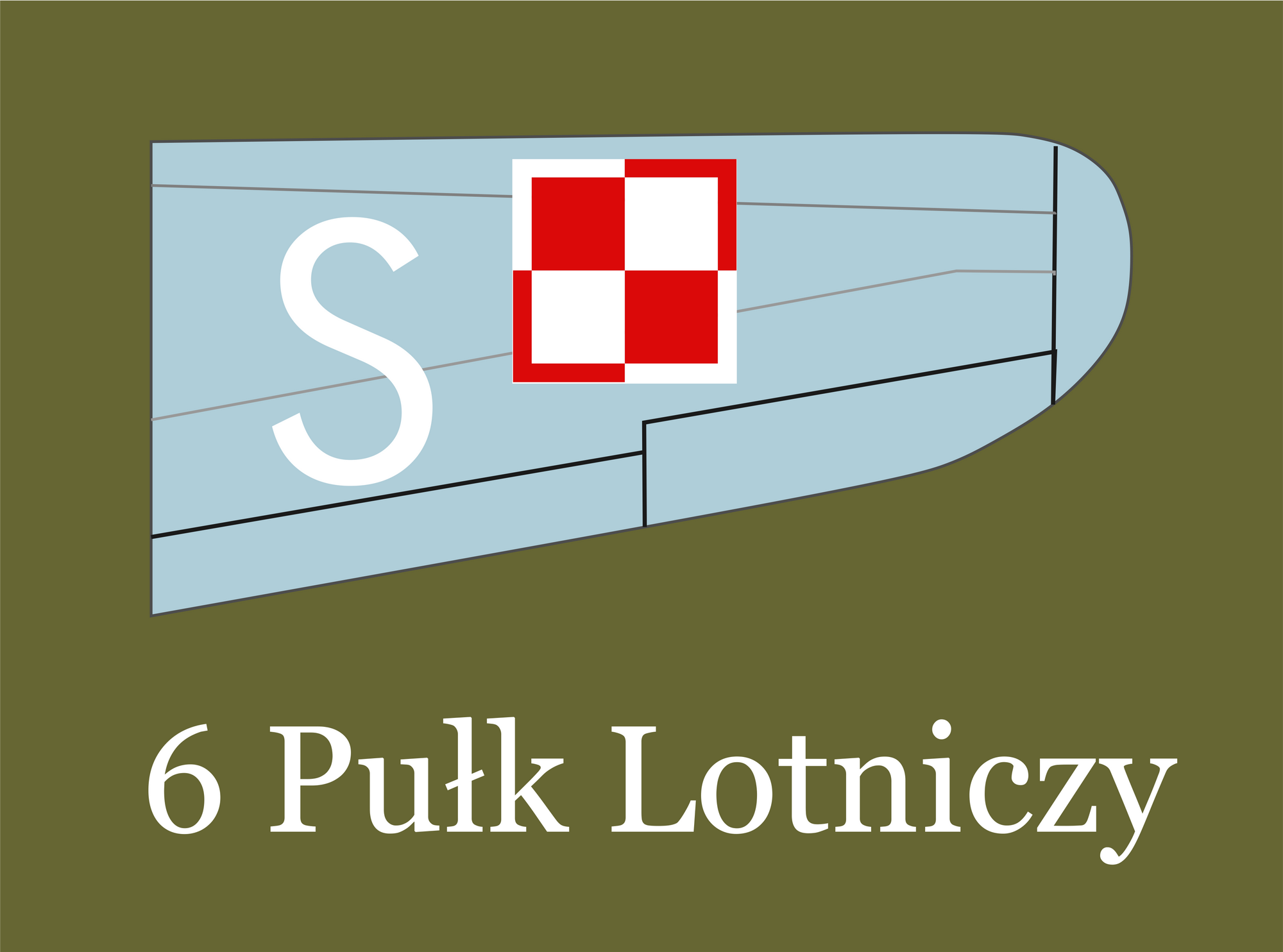
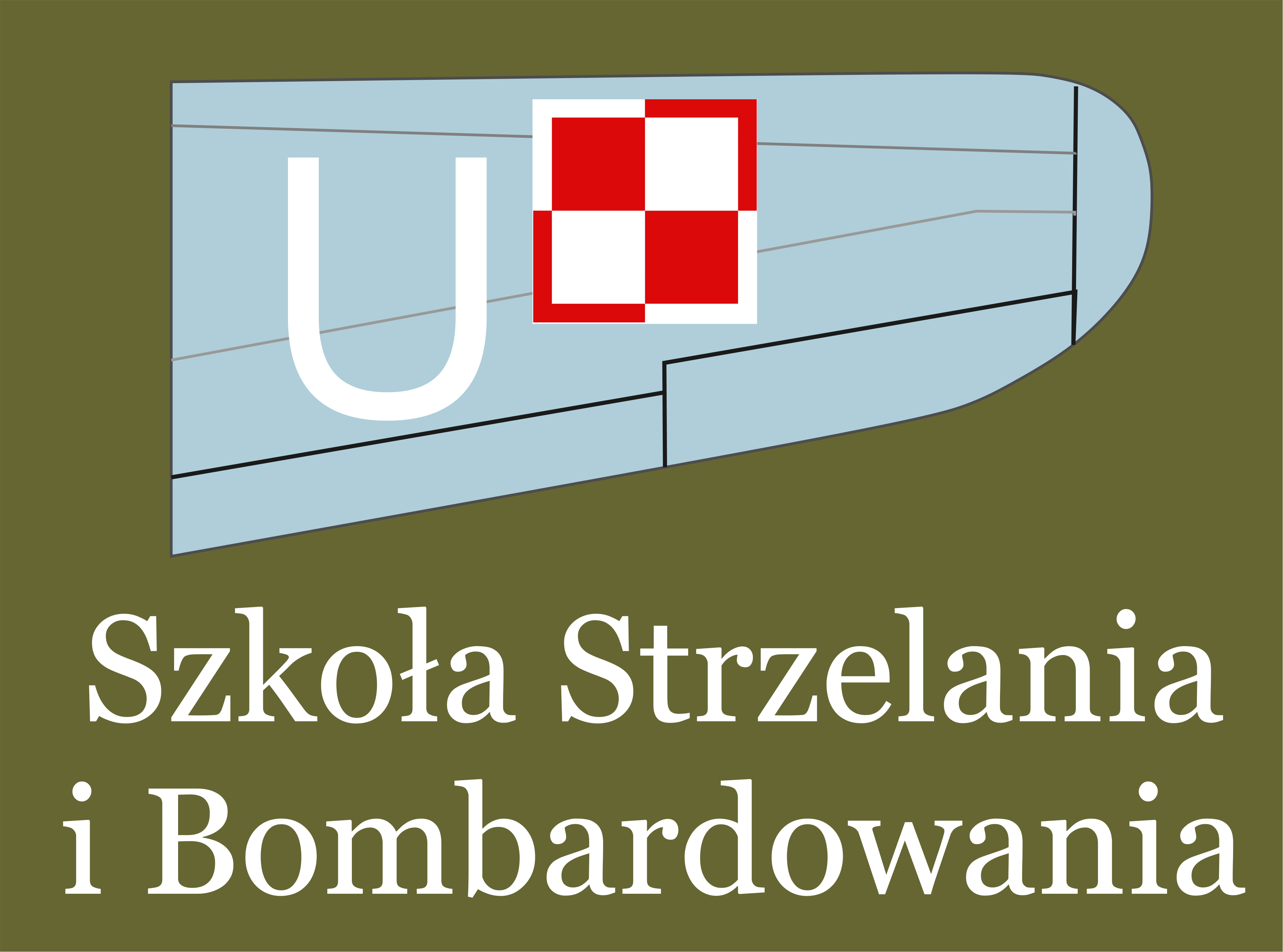
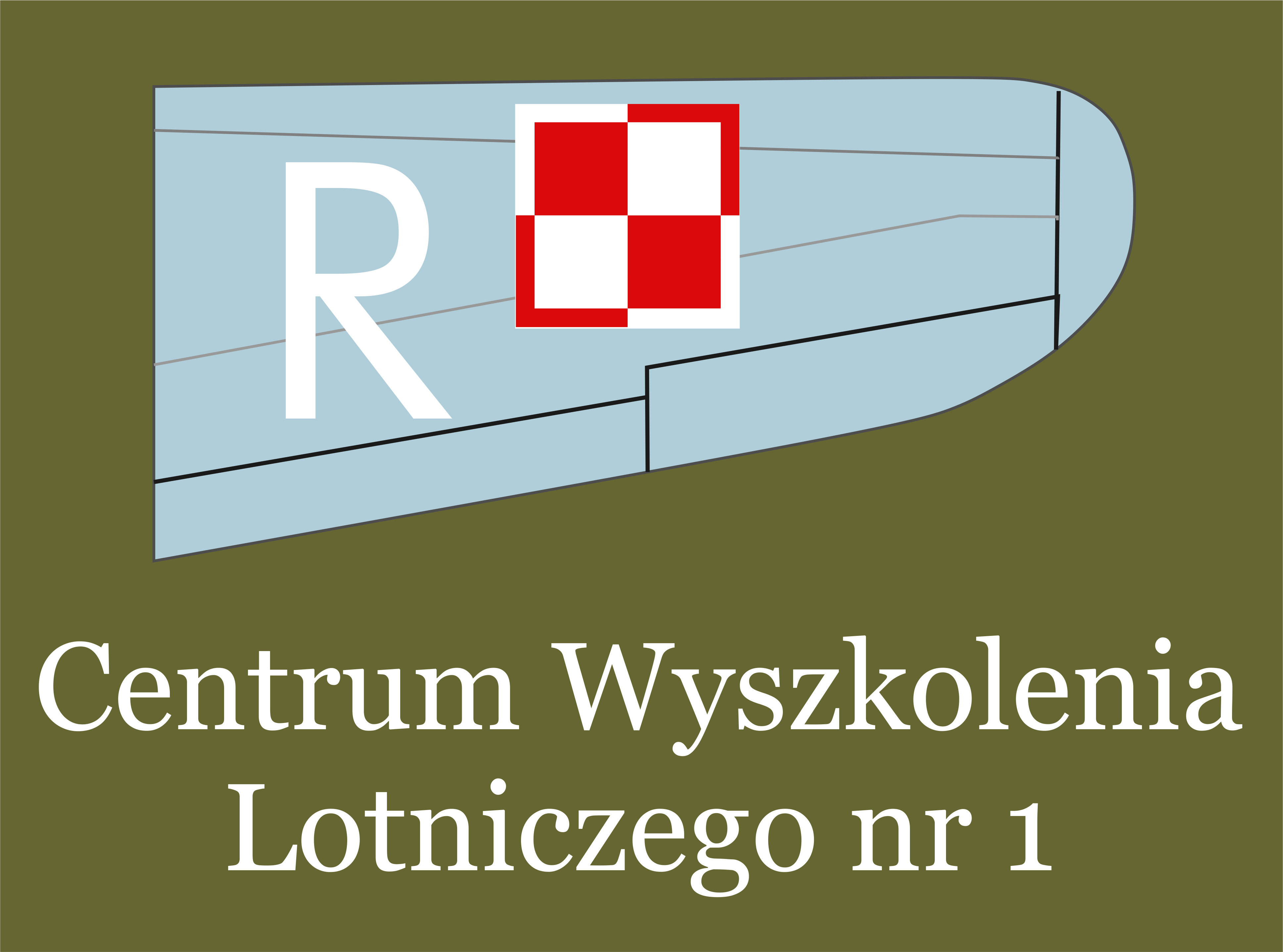
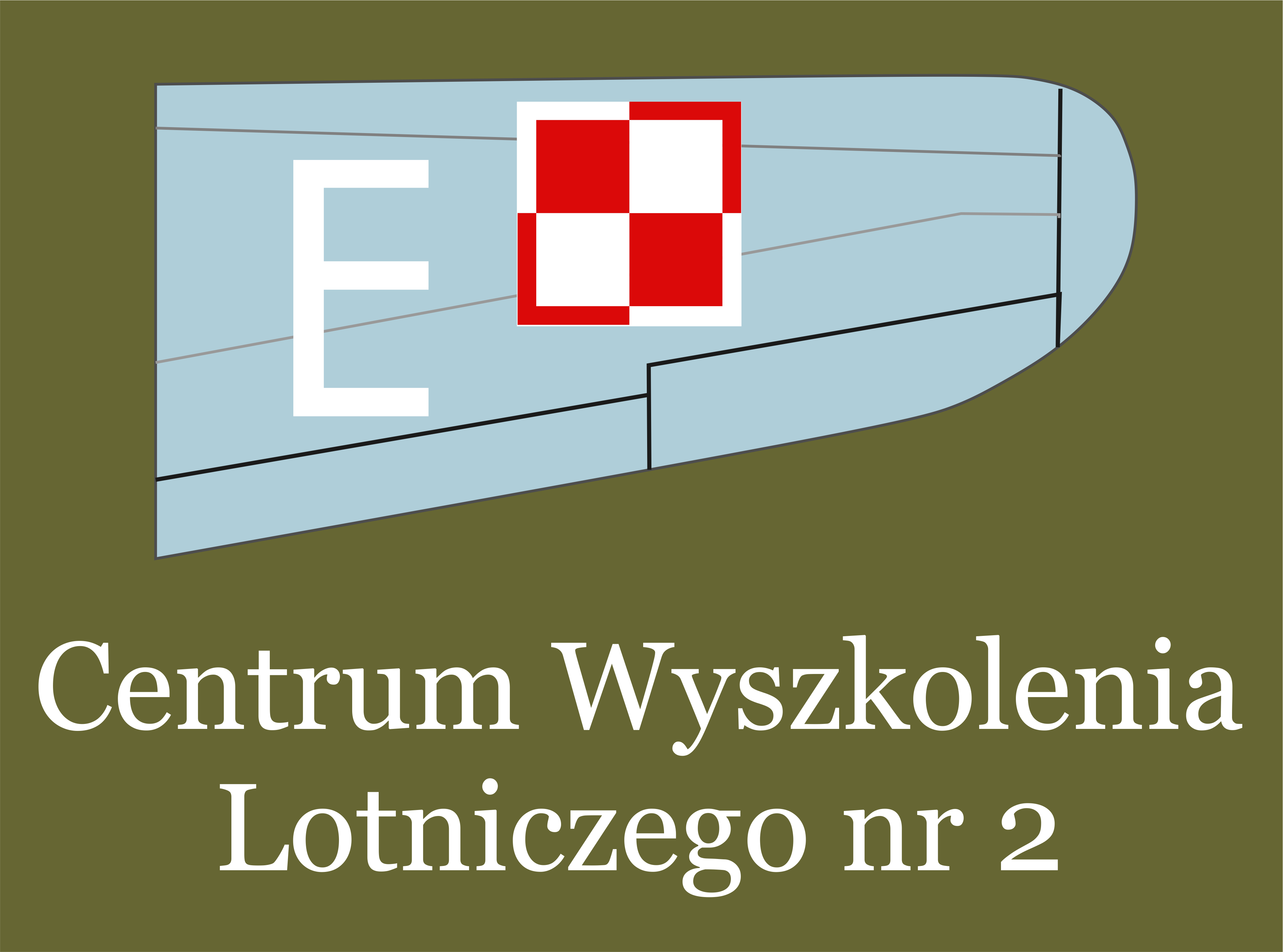
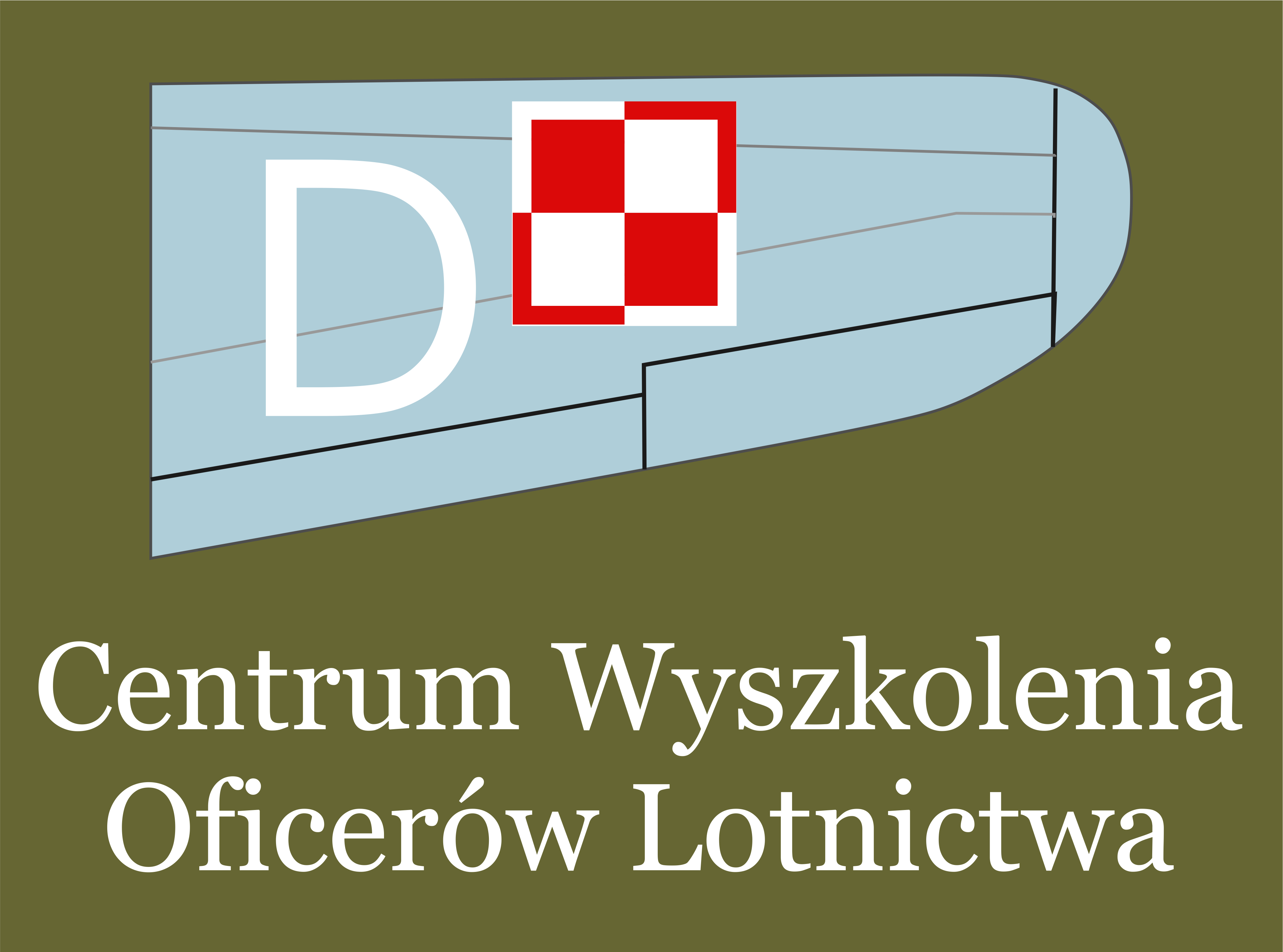
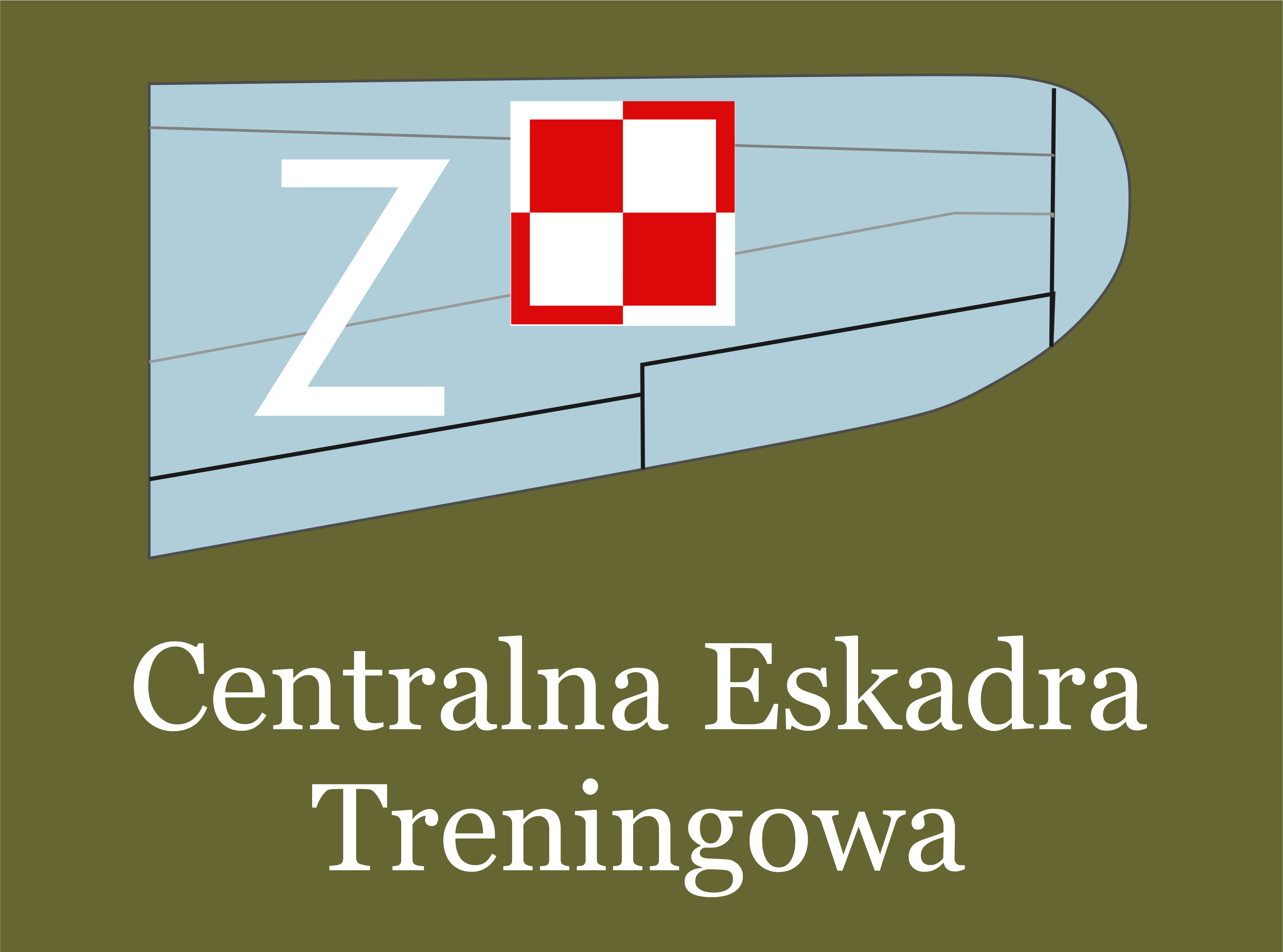

Oznaczenia liczbowe poszczególnych typów samolotów polskiego lotnictwa wojskowego
| Typ samolotu | Oznaczenie | Typ samolotu  | Oznaczenie | Typ samolotu | Oznaczenie   | Typ samolotu   | Oznaczenie |
| Myśliwskie   | Myśliwskie | Bombowe       | Bombowe    | Towarzyszące | Towarzyszące | Sanitarne      | Sanitarne  |
| ------------ | ---------- | ------------- | ---------- | ------------ | ------------ | -------------- | ---------- |
| SPAD 61      | 1          | Fokker F.VIIB | 70         | Lublin R.X   | 52           | Breguet 14 bis | S 10       |
| SPAD 51      | 2          | LWS-6 Żubr    | 71         | PZŁ Ł2       | 55           | Lublin R.XVI   | 11         |

## Godła eskadr
| Eskadra                                                            | Godło | Opis | Samoloty                              | Lata        |
| Eskadry rozwiązane do września 1939                                | | |                                       |             |
| 19 eskadra myśliwska                                               | | Srebrny „skrzydlaty smok”. (projekt - por.pil. Antoni Mroczkowski).                                                                                          |                                       |             |
| 113 eskadra myśliwska nocna                                        | | „Biały grot” na tle czerwonego kwadratu z białą obwódką. | Breguet                               |             |
| 113 eskadra myśliwska nocna                                        | | Czerwono-czarny „Ikar na tle pełni księżyca”. | Potez XXV                             |             |
| 14 eskadra niszczycielska (lotnicza)                               | | Biały kwadrat na tle czerwonego kwadratu z białą obwódką. | Breguet                               |             |
| 213 eskadra bombowa (niszczycielska nocna)                         | | Biały słoń z bombą w trąbie skaczący przez półksiężyc z Mickey Mouse na grzbiecie Projekt – por. obs. Bolesław Sadowski.                                     |                                       |             |
| 21 eskadra niszczycielska                                          | | Biało-czerwony napis „NEL” na tle szachownicy (proj. por.pil. Ludomit Rayski).                                                                               |                                       |             |
| 4 eskadra wywiadowcza                                              | | Staroegipski bóg Ra na tle słońca . |                                       |             |
| 16 eskadra wywiadowcza                                             | | „Biegnąca dziewczyna” w biało-czerwonej sukience z bukietem kwiatów w ręce Projekt: ppor.pil. Franciszek Rudnicki.                                           |                                       |             |
| 11 eskadra liniowa (lotnicza)                                      | | Biały ukośny krzyż na tle czerwonego kwadratu z białą obwódką.                                                                                               | Breguet XIV i XIX Potez XV; Potez XXV | do 1937     |
| 11 eskadra liniowa (lotnicza)                                      | | „Biegnąca dziewczyna” w biało-czerwonej sukience z bukietem kwiatów w ręku na tle jasnoniebieskiego trójkąta w srebrnej obwódce.                             | PZL-23 „Karaś”                        |             |
| 12 eskadra wywiadowcza                                             | | „Biała błyskawica”. |                                       |             |
| 12 eskadra wywiadowcza                                             | Odznaka honorowa „Za obronę Kresów Wschodnich”.                                                                          | |                                       |             |
| 12 eskadra liniowa (lotnicza)                                      | | Biała czteroramienna gwiazda na tle czerwonego kwadratu z białą obwódką.                                                                                     | Breguet XIX Potez XV                  | do 1937     |
| 12 eskadra liniowa (lotnicza)                                      | | ”Lis z bombą i lorgnon w łapach na tle jasnoniebieskiego trójkąta ze srebrną obwódką.                                                                        | PZL-23 „Karaś”                        |             |
| 3 eskadra wywiadowcza                                              | | „Biały kościotrup” z czerwoną szarfą grający na skrzypcach.                                                                                                  |                                       |             |
| 13 eskadra liniowa (lotnicza, niszczycielska nocna)                | | Biały kościotrup z czerwoną szarfą grający na skrzypcach. | Ansaldo 300 Potez XV                  |             |
| 13 eskadra liniowa (lotnicza, niszczycielska nocna)                | | Biały równoramienny trójkąt na tle czerwonego kwadratu z białą obwódką.                                                                                      | Potez XXVII Breguet XIX               |             |
| 13 eskadra towarzysząca                                            | | Biało-czerwona tarcza - w 1918 znak ten był „warszawskim znakiem rozpoznawczym”                                                                              |                                       |             |
| 24 eskadra liniowa (rozpoznawcza)                                  | | „Płowa kozica” na tle niebieskiego kwadratu. |                                       |             |
| 8 eskadra wywiadowcza                                              | | „Srebrny orzeł ze śmigłem w szponach” na tle białego obłoku na metalicznej tarczy.                                                                           |                                       |             |
| 29 eskadra towarzysząca                                            | | „Czarny pająk” na tle niebieskiego kwadratu. |                                       |             |
| 13 eskadra myśliwska                                               | | „Czerwona błyskawica” na tle białego kręgu |                                       |             |
| 111 eskadra myśliwska (p. 131 eskadra myśliwska)                   | | „Czerwona błyskawica” na tle białego koła |                                       |             |
| 131 eskadra myśliwska                                              | | Biały poziomy prostokąt na tle zielonego kwadratu z białą obwódką                                                                                            | Spad 61C!                             | do 1931     |
| 131 eskadra myśliwska                                              | | Czarny stylizowany „kruk” | PWS-10                                |             |
| 131 eskadra myśliwska                                              | | Czerwono-czarny „kruk” (proj.por.pil. Jan Wróbel) | P-7a i 11                             |             |
| 132 eskadra myśliwska                                              | | Dwa białe poziome prostokąty na tle zielonego kwadratu z białą obwódką                                                                                       | Spad 61C1                             | do 1931     |
| 132 eskadra myśliwska                                              | | Niebiesko-czarny „kruk” (proj. por.pil. Jan Wróbel) | P-7a i 11                             |             |
| 133 eskadra myśliwska                                              | | Stylizowany biały „kruk” |                                       |             |
| 31 eskadra liniowa (lotnicza, rozpoznawcza)                        | | Biały ukośny krzyż na tle zielonego kwadratu z białą obwódką                                                                                                 | Potez XXVII i XXV Breguet XIX         | do 1937     |
| 31 eskadra liniowa (lotnicza, rozpoznawcza)                        | | „Lis z bombą lotniczą” na tle białego rombu | Potez XXV i PZL-23B                   |             |
| 10 eskadra wywiadowcza                                             | | „Biały orzeł z czerwonym sercem” i cyfrą X w szponach na tle błękitnego obłoku                                                                               |                                       |             |
| 32 eskadra liniowa (lotnicza, rozpoznawcza)                        | | Biała czteroramienna gwiazda na tle zielonego kwadratu z białą obwódką                                                                                       | Potez XXVII i XXV Breguet XIX         | do 1937     |
| 34 eskadra liniowa (lotnicza, rozpoznawcza)                        | | Biały równoramienny trójkątna tle zielonego kwadratu z białą obwódką                                                                                         | Potez XXVII i XXV Breguet XIX         | do 1938     |
| 1 eskadra wywiadowcza                                              | | Czerwony diabeł |                                       |             |
| 35 eskadra liniowa (lotnicza)                                      | | Biały kwadrat na tle zielonego kwadratu z białą obwódką | Potez XXVII i XXV                     | 1938        |
| 115 eskadra myśliwska                                              | | Czerwony poziomy prostokąt na tle białego kwadratu z czerwoną obwódką                                                                                        |                                       |             |
| 116 eskadra myśliwska                                              | | Dwa czerwone poziome prostokąty na tle białego kwadratu z czerwoną obwódką                                                                                   |                                       |             |
| 143 eskadra myśliwska                                              | | Czerwona kaczka ze skrzydłem błękitnym na tle białego pięcioboku z obwódką czerwoną                                                                          | P-7                                   |             |
| 49 eskadra towarzysząca                                            | | Czerwono-czarna biedronka w locie na ile białego pięcioboku z czerwoną obwódką                                                                               |                                       |             |
| 54 eskadra liniowa                                                 | | Niebieski trójkąt na tle białego kwadratu z niebieską obwódką                                                                                                | Potez XV Potez XXVII                  |             |
| 54 eskadra liniowa                                                 | | Staroegipski ptak Ra (dawne godło 66 Eskadry Breguetów) na tle białego równoramiennego krzyża                                                                | Potez XXV                             |             |
| 59 eskadra towarzysząca                                            | | Zielono-czarna mucha na tle białego równoramiennego krzyża.                                                                                                  |                                       |             |
| 63 eskadra lotnicza (późniejsza 61 eskadra liniowa)                | | Zielony ukośny krzyż na tle białego kwadratu z zieloną obwódką .                                                                                             | Potez XV i XXVII                      |             |
| 63 eskadra lotnicza (późniejsza 61 eskadra liniowa)                | | Brunatny jeleń w skoku na tle białego koła z czerwoną obwódką .                                                                                              | Potez XXV PZL-23 „Karaś”              |             |
| 62 eskadra liniowa (lotnicza)                                      | | Zielona czteroramienna gwiazda na tle białego kwadratu z zieloną obwódką.                                                                                    | Potez XV i XXVII                      |             |
| 62 eskadra liniowa (lotnicza)                                      | | Brunatny łeb doga na tle białego koła z czerwoną obwódką. | Potez XXV PZL-23 „Karaś”ą             |             |
| Lotnictwo morskie                                                  | | |                                       |             |
| eskadra szkolna morskiego dywizjonu lotniczego                     | | wzburzone fale morskie, a nad nimi „znak zapytania”. |                                       |             |
| 1 eskadra dalekiego rozpoznania                                    | | biało-granatowy „galion łodzi Wikingów” (malowany na przodzie samolotu).                                                                                     | Latham 43HB-3                         |             |
| 2 eskadra bliskiego rozpoznania                                    | | biało-granatowy „Światowid”. |                                       |             |
| rzeczna eskadra lotnicza                                           | | biało-czerwona szachownica na tle kotwicy. |                                       |             |
| Lotnictwo Korpusu Ochrony Pogranicza                               | | |                                       |             |
| eskadra KOP                                                        | | Białe litery KOP na stateczniku. |                                       |             |
| Eskadry walczące we wrześniu 1939                                  | | |                                       |             |
| 7 eskadra myśliwska                                                | | Czapka krakuska i skrzyżowane kosy na tle biało-czerwonych pasów i 13 niebieskich gwiazd w kole Projekt ppor.pil. Elliot Chess                               |                                       |             |
| 111 eskadra myśliwska                                              | | Czapka krakuska i skrzyżowane kosy na tle biało-czerwonych pasów i 13 niebieskich gwiazd w kole Projekt ppor.pil. Elliot Chess                               |                                       |             |
| 121 eskadra myśliwska (111 eskadra myśliwska)                      | | Czapka krakuska i skrzyżowane kosy na tle biało-czerwonych pasów i 13 niebieskich gwiazd w kole Projekt ppor.pil. Elliot Chess                               |                                       |             |
| 112 eskadra myśliwska                                              | | Dwa białe poziome prostokąty na tle czerwonego kwadratu z białą obwódką.                                                                                     | Spad 51C1;61C1                        | do 1932     |
| 112 eskadra myśliwska                                              | | „Walczący Kogut” w kolorze czarnym na tle równobocznego, jasnoniebieskiego trójkąta z obwódką srebrną.                                                       | P-7 i P-11                            | 1932 - 1939 |
| 113 eskadra myśliwska                                              | | „Puchacz” na tle równobocznego, jasnoniebieskiego trójkąta ze srebrną obwódką.                                                                               | P-7, P-11                             | 1933-1939   |
| 114 eskadra myśliwska                                              | | „Jaskółka” w kolorze ciemnogranatowym na tle równobocznego, jasnoniebieskiego trójkąta ze srebrną obwódką.                                                   |                                       |             |
| 121 eskadra myśliwska (była 113/11 plot)                           | | Uskrzydlony grot w różnych kolorach (zależnie od decyzji pilotów).                                                                                           | w 11 pułku lotniczym                  |             |
| 121 eskadra myśliwska (była 113/11 plot)                           | „Skrzydlaty Grot”. Projekt – por. pil. Kazimierz Kuzian.                                                                 | |                                       |             |
| 122 eskadra myśliwska (była 114/11 plot)                           | | Biały znak geometryczny na tle niebieskiego kwadratu z białą obwódką.                                                                                        | Spad 61C1; PWS-A                      | 1930        |
| 122 eskadra myśliwska (była 114/11 plot)                           | | Biały „konik papierowy”. | Avia P-7 P-11                         |             |
| 123 eskadra myśliwska                                              | | Biało-niebieska „mewa w locie”. |                                       |             |
| 131 eskadra myśliwska                                              | | „Kruk z czerwonymi lotkami” na tle białego rombu. |                                       |             |
| 132 eskadra myśliwska                                              | | „Kruk z niebieskimi lotkami” na tle białego rombu. |                                       |             |
| 141 eskadra myśliwska                                              | | Czerwony znak geometryczny na tle białego kwadratu z czerwoną obwódką                                                                                        | Spad 61C1                             | do 1931     |
| 141 eskadra myśliwska                                              | | Dwie czerwone kaczki z niebieskimi skrzydłami na tle białego pięcioboku z obwódką czerwoną                                                                   | PWS-10                                |             |
| 141 eskadra myśliwska                                              | | „Dzika kaczka w locie” ze skrzydłem ciemnoniebieskim na tle białego pięcioboku z czerwoną obwódką.                                                           | P-7 i P-11                            |             |
| 142 eskadra myśliwska                                              | | Czerwony znak geometryczny na tle białego kwadratu z czerwoną obwódką                                                                                        | Spad 61C1                             | do 1931     |
| 142 eskadra myśliwska                                              | | Dwie czerwone kaczki z zielonymi skrzydłami na tle białego pięcioboku z obwódką czerwoną.                                                                    | PWS-10                                |             |
| 142 eskadra myśliwska                                              | „Dzika kaczka w locie" ze skrzydłem zielonym, na tle białego pięcioboku z czerwoną obwódką.                              | |                                       |             |
| 151 eskadra myśliwska                                              | | „Kondor walczący” w kolorze niebieskim na tle białego równoramiennego krzyża. Projekt – ppor. pil. Anatol Piotrowski.                                        |                                       |             |
| 152 eskadra myśliwska                                              | | „Kondor walczący” w kolorze czerwonym na tle białego równoramiennego krzyża. Projekt - ppor.pil. Anatol Piotrowski.                                          |                                       |             |
| 161 eskadra myśliwska                                              | | „Indyk" na tle białego koła. Projekt godła nie został akceptowany przez dowódcę eskadry.                                                                     |                                       |             |
| 161 eskadra myśliwska                                              | Według relacji ppor. pil. Czesława. Główczyńskiego eskadra przyjęła godło: „Latający gronostaj z czerwonymi skrzydłami”. | |                                       |             |
| 162 eskadra myśliwska                                              | | „Latający gronostaj” w kolorze białym z niebieskimi skrzydłami.                                                                                              |                                       |             |
| 211 (11) eskadra bombowa (niszczycielska nocna)                    | | „Pelikan” na tle jasnoniebieskiego kola ze srebrną obwódką.                                                                                                  |                                       |             |
| 212 (12) eskadra bombowa (niszczycielska nocna)                    | | Złote gwiazdy „Wielkiej Niedźwiedzicy”. |                                       |             |
| 21 (1) eskadra bombowa                                             | | Biały ukośny krzyż na tle niebieskiego kwadratu z białą obwódką.                                                                                             | Breguet XIX Potez XXV                 | do 1937     |
| 21 (1) eskadra bombowa                                             | | „Płowy lew” na tle niebieskiego kwadratu. | Breguet XIX PZL-23B „Karaś”           |             |
| 22 (2) eskadra bombowa                                             | | Biała czteroramienna gwiazda na tle niebieskiego kwadratu z białą obwódką.                                                                                   | Breguet XIX Potez XXV                 | do 1937     |
| 22 (2) eskadra bombowa                                             | | „Bazyliszek” na tle niebieskiego kwadratu. | Breguet XIX PZL-23 „Karaś”            |             |
| 55 eskadra bombowa                                                 | | Niebieski kwadrat na tle białego kwadratu z niebieską obwódką                                                                                                | Potez XV Potez XXV                    |             |
| 55 eskadra bombowa                                                 | | „Tygrys” na tle białego równoramiennego krzyża. Projekt - ppor. pil. Jerzy Golko.                                                                            | Potez XXV ZL-23 „Karaś”               |             |
| 64 (4) eskadra bombowa (lotnicza, liniowa)                         | | Zielony równoramienny trójkąt na tle białego kwadratu. | Potez Breguet                         |             |
| 64 (4) eskadra bombowa (lotnicza, liniowa)                         | | „Nietoperz” na tle białego koła z czerwoną obwódką. | Breguet XIX PZL-23 „Karaś"’           |             |
| 65 (5) eskadra bombowa (lotnicza, liniowa) (wcześniej 63 lotnicza) | | Zielony kwadrat na tle białego kwadratu. | Potez Breguet                         |             |
| 65 (5) eskadra bombowa (lotnicza, liniowa) (wcześniej 63 lotnicza) | | Biegnący łaciaty „piesek” na tle białego koła z czerwoną obwódką.                                                                                            | Breguet XIX PZL-23 „Karaś"            |             |
| 24 eskadra rozpoznawcza                                            | | „Kozica górska w skoku", w kolorze szaro-brązowym (płowym), na tle niebieskiego kwadratu.                                                                    |                                       |             |
| 31 eskadra rozpoznawcza                                            | | „Lis z bombą lotniczą w przednich łapach” na tle białego rombu.                                                                                              |                                       |             |
| 32 eskadra rozpoznawcza                                            | | „Biała czteroramienna gwiazda” na tle zielonego kwadratu z białą obwódką.                                                                                    | Potez                                 |             |
| 34 eskadra rozpoznawcza                                            | | „Biały równoramienny trójkąt” na tle zielonego kwadratu z białą obwódką.                                                                                     | Potez                                 |             |
| 41 eskadra rozpoznawcza                                            | | Czerwony ukośny krzyż na de białego kwadratu z czerwoną obwódką.                                                                                             | Potez XXVII i XXV                     | do 1932     |
| 41 eskadra rozpoznawcza                                            | | Czerwony „Gryf Pomorski” na tle białego pięcioboku z czerwoną obwódką.                                                                                       | PZL-23 „Karaś”                        |             |
| 42 eskadra rozpoznawcza                                            | | Czerwona czteroramienna gwiazda na tle białego kwadratu z czerwoną obwódką.                                                                                  | Potez XXVII Breguet XIX               | do 1932     |
| 42 eskadra rozpoznawcza                                            | | „Słoń” ze skrzydłami w kolorze czerwonym na tle białego pięcioboku z czerwoną obwódką.                                                                       | PZL-23 „Karaś”                        |             |
| 51 eskadra rozpoznawcza                                            | | Niebieski ukośny krzyż na tle białego kwadratu z niebieską obwódką.                                                                                          | Potez XXVII Breguet XIX               | do 1933     |
| 51 eskadra rozpoznawcza                                            | „Sokół w locie ze śmigłem w szponach” na tle białego równoramiennego krzyża.                                             | |                                       |             |
| 13 eskadra obserwacyjna (towarzysząca)                             | | „Świerszcz” w kolorze żółto-zielonym na tle jasnoniebieskiego koła.                                                                                          |                                       |             |
| 23 eskadra obserwacyjna                                            | | „Szerszeń” na tle niebieskiego kwadratu. |                                       |             |
| 26 eskadra obserwacyjna                                            | | „Osa” na tle niebieskiego kwadratu.Projekt – por. obs. Henryk Łebkowski. (I/26 - czerwona obwódka, II/26 – żółta, III/26 – granatowa, IV/26 – pomarańczowa). |                                       |             |
| 33 eskadra obserwacyjna                                            | | „Ważka z lornetą” na tle białego rombu. |                                       |             |
| 43 eskadra obserwacyjna                                            | | „Chrabąszcz” w kolorze czarnym, z błękitno-białymi końcówkami skrzydeł na tle białego pięcioboku z czerwoną obwódką.                                         |                                       |             |
| 46 eskadra obserwacyjna                                            | | „Ważka” w kolorze żółto-brązowym (zielono-żółtym) na tle białego pięcioboku z czerwoną obwódką.                                                              |                                       |             |
| 46 eskadra obserwacyjna                                            | | „Ważka” w kolorze żółto-brązowym (zielono-żółtym) na tle białego pięcioboku z czerwoną obwódką.                                                              |                                       |             |
| 53 eskadra obserwacyjna                                            | | Herb Wilna na tle białego równoramiennego krzyża (św. Krzysztof).                                                                                            |                                       |             |
| 56 eskadra obserwacyjna                                            | | „Niedźwiadek" w kolorze brunatnym z niebieską krawatką na tle białego równoramiennego krzyża (brunatny).                                                     |                                       |             |
| 63 eskadra obserwacyjna (towarzysząca)                             | | Zielony pionowy prostokąt na tle białego kwadratu. | PZL Ł-2                               |             |
| 63 eskadra obserwacyjna (towarzysząca)                             | | Zielony „komar" na tle białego kola z czerwoną obwódką ze strzykawką.                                                                                        | R-XIII                                |             |
| 66 eskadra obserwacyjna                                            | | „Kameleon” w kolorze zielonym na tle białego koła z czerwoną obwódką.                                                                                        |                                       |             |